# Art déco
Pour les articles homonymes, voir Arts décoratifs (homonymie).
Ne doit pas être confondu avec Art nouveau.
 (décembre 2013).
L'Art déco (art décoratif) est un mouvement artistique de portée mondiale né progressivement dans les années 1910 et qui prend son plein épanouissement au cours des années 1920, avant de décliner lentement à partir des années 1930. Il embrasse l'ensemble des activités artistiques et les métiers d'art. Le « style Art déco » tire son nom de l'Exposition internationale des arts décoratifs et industriels modernes qui se tint à Paris en 1925.
« Art déco » est l'abréviation de « arts décoratifs » et concerne l'architecture, plus spécialement l'architecture intérieure (avec ses tapisseries, vitraux, ferronnerie, peintures et sculptures ornementales) et son mobilier (ébénisterie, céramique, orfèvrerie, etc.). On peut y associer l'activité de « design » qu'exigent alors les grandes séries d'équipement de l'habitat et des bureaux à cette époque, ainsi que la mode vestimentaire comme, d'une manière générale, l'ensemble des arts graphiques.
Le style Art déco prend son essor avant la Première Guerre mondiale, à une époque où les volutes et les formes organiques de l'Art nouveau dominent. Il consiste en un retour à la rigueur classique : symétrie, ordres classiques (souvent très stylisés), pierre de taille (sans aucun effet pittoresque). Le décor, en général encore très présent, n'a plus la liberté qu’il présentait dans les années 1900 ; il est sévèrement encadré par ses créateurs et son dessin s'inspire de la géométrisation cubiste.
De portée internationale, l'Art déco se diffusa partout, en Europe et aux États-Unis, en Afrique du Nord, mais aussi au Canada, en Australie, en Nouvelle-Zélande, en Inde, aux Philippines, au Japon, au Viêt Nam et dans plusieurs villes chinoises telles Shanghai et encore Hong Kong.

## Histoire

### Des origines antérieures à 1914

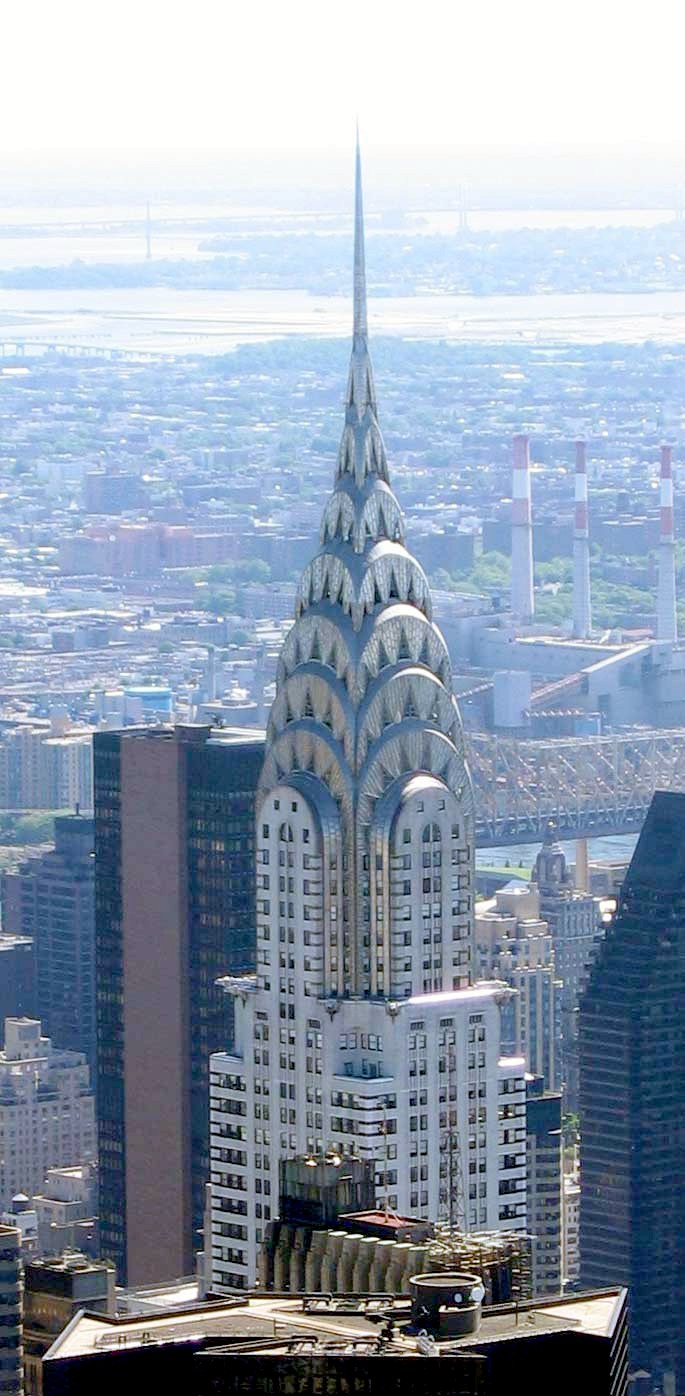
Flèche du Chrysler Building, New York (1930).

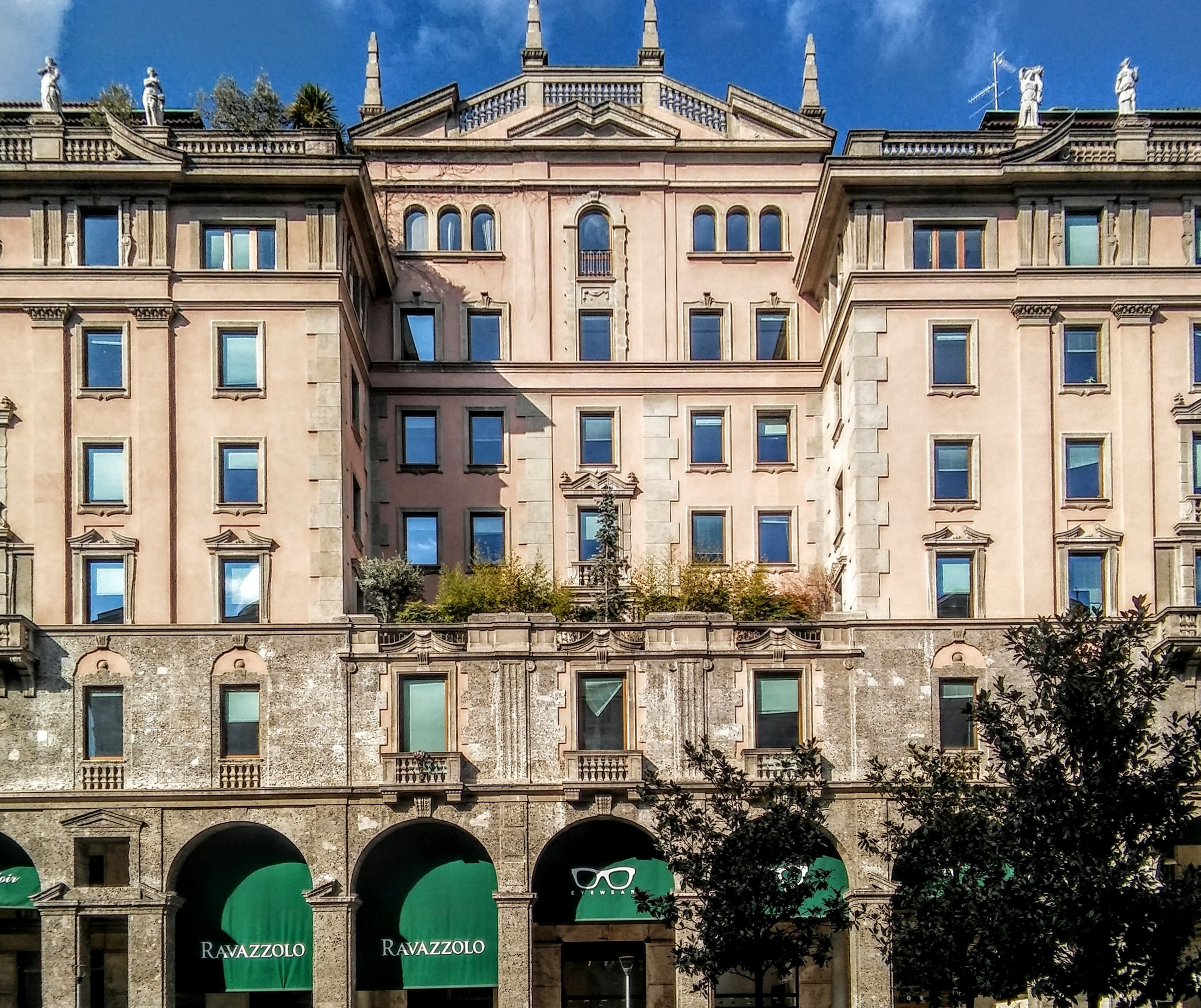
Palais Bolchini, Milan (1930).

Les origines de l'Art déco doivent être recherchées avant les années 1900-1910.
Dans les années 1880, partout en Occident, se met en place une politique de rapprochement entre les Beaux-arts (au sens classique), les artisans d'art et l'industrie, donnant naissance entre autres aux arts appliqués. Par exemple, en France, en 1882, est fondée l'Union centrale des Arts décoratifs (UCAD) ; la même chose va se produire en Angleterre, en Allemagne, aux États-Unis, dans des contextes où l'initiative privée tendra parfois à primer sur l'impulsion donnée par les institutions. Ce qui fut appelé ensuite, un peu vite[précision nécessaire], l'Art nouveau correspond en réalité à un vaste mouvement de fond, très pluriel dans ses productions, mais qui représente une rupture avec les académismes. Ainsi, dans les années 1890, les mouvements sécessionnistes allemands et autrichiens, même s'ils diffèrent de ce qui se passe à Glasgow ou à Nancy durant la même période, n'en suivent pas moins une logique de fond similaire : travailler à produire des formes nouvelles en associant différents métiers d'art, dans le but de les commercialiser à grande échelle. Ce mouvement ne se produisit pas en un jour, il fallut du temps pour que les commanditaires, les clients, le public donc, intègrent ces nouvelles formes.
Aux formes alors contemporaines parfois qualifiées péjorativement de « molles », ou encore de « style nouille », des créateurs opposent, à la même époque, des lignes simples, pures et dynamiques, des compositions classiques et un emploi parcimonieux du décor. Ce désir de symétrie et de sobriété prend différentes expressions selon les pays, mais ce sont elles qui finiront par s'imposer après 1918 — le Bauhaus constituera à ce titre un véritable laboratoire.
En Autriche, par exemple, la ligne ondoyante dominante durant les premiers temps de l'Art nouveau est progressivement remplacée par un réseau de lignes orthogonales et de volumes simples, sous l'influence de l'architecte et designer écossais Charles Rennie Mackintosh. Les artistes emblématiques de cette tendance sont Josef Hoffmann, Koloman Moser, Otto Wagner et les membres de la Wiener Werkstätte fondée en 1903. Le hasard d'une commande passée à Josef Hoffmann introduit cette évolution à Bruxelles, grande ville Art nouveau, dès 1905-1911 avec la conception du palais Stoclet. Les intérieurs, que nous connaissons grâce à des photographies, mobilisent l'ensemble du Wiener Werkstätte et notamment le peintre Gustav Klimt.
En France, les premiers signes de cette volonté d’évolution vers l'épure sont perceptibles dès les années 1900. Analyser le travail d'un Henri Bellery-Desfontaines permet de mesurer le passage, dès 1902-1904, entre Art nouveau et Art déco : cet artiste généreux n'est pas le seul à cette époque à opérer un point de jonction entre les styles, à réduire les frontières entre « décoratif », artisanal et artistique. En effet, Jean-Frédéric Wielhorski procède de la même manière quand il conçoit l'immeuble Duthoo à Tours (1907-1910). En 1905, Eugène Grasset publie une Méthode de composition ornementale qui donne la part belle aux formes géométriques et à leurs déclinaisons. Cette vision tranche avec la liberté ondoyante du style d'Hector Guimard, si prisé à Paris quelques années plus tôt. L'année suivante, Paul Iribe dessine pour Paul Poiret un album de mode dont l'esthétique frappe le milieu parisien par sa nouveauté.
Un troisième événement important est le Salon d'Automne de 1910 auquel sont invités des artistes munichois qui depuis plusieurs années avaient adopté des formes plus dépouillées. Autour de 1910, les décorateurs français André Mare, Louis Süe et Paul Auscher font eux aussi évoluer leur style vers davantage de rigueur et de retenue. En sculpture, François Pompon crée de nouvelles formes, elles aussi très épurées.

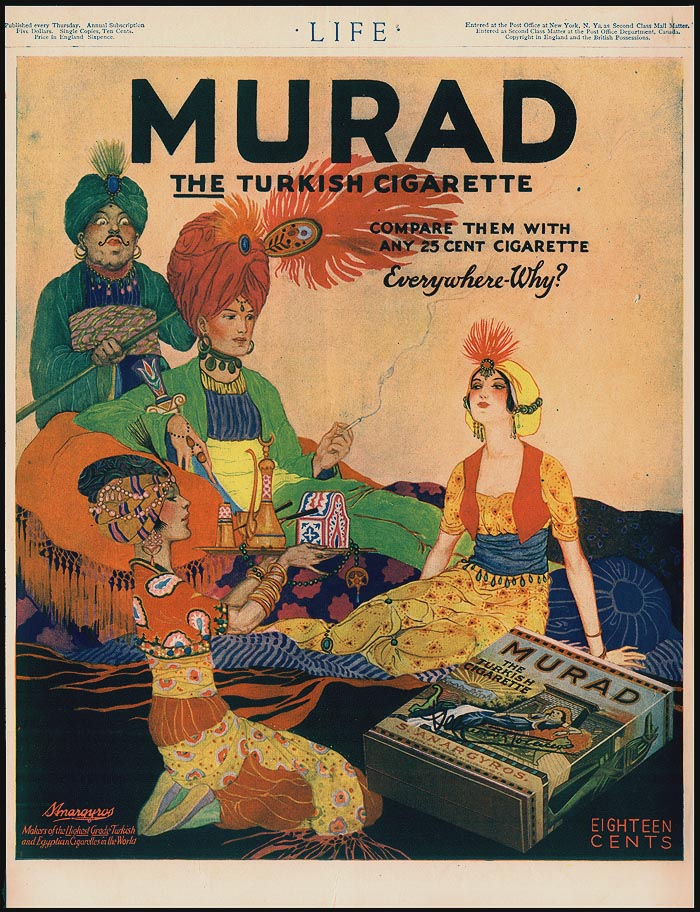
Publicité pour les cigarettes Murad par Rea Irvin, 1918.

Sur le plan architectural, entre 1910 et 1913, s'ouvre le chantier du théâtre des Champs-Élysées, autre signe du changement esthétique radical que connaît le milieu parisien d'alors. D'abord confiés à Henry Van de Velde, la conception et le chantier reviennent rapidement à Auguste Perret. La composition rigoureuse de la façade et la place mesurée laissée au décor frappent les esprits lors de l'inauguration en 1913. Enfin, Henri Sauvage renouvelle depuis le début du siècle les repères formels architecturaux et ses références techniques[pas clair]. Le « système d’immeuble à gradins [qu’il brevète avec] Charles Sarazin en 1912 est la version urbaine du sanatorium ».
Ces évolutions sont résumées en 1912 sous la plume du décorateur André Vera. Dans son article « Le nouveau style », paru dans la revue L'Art décoratif, il exprime le rejet des formes Art nouveau qui sont asymétriques, polychromes et seraient « pittoresques » et « destinées beaucoup plus à la sensibilité qu’à la raison ». Il appelle à une « simplicité volontaire », à une « manière unique » et à une « symétrie manifeste » et exhorte les artistes à rechercher les « qualités de clarté, d’ordre et d’harmonie » qui ont marqué le classicisme du XVIIe siècle. Il appelle à reprendre le fil de l'histoire des styles français à partir de la période Louis-Philippe, sans pasticher, et conclut son article en indiquant que le « sujet des [œuvres] […], comme en lui-même il […] importe peu, sera simple » et que « [c]’est ainsi que la corbeille et la guirlande de fleurs et de fruits en viendront à constituer la marque du [futur style Art déco] ».
L'influence de la peinture des années 1910, moment de diffusion et de popularisation du fauvisme, et plus encore du cubisme, se fait sentir. Les peintres de la Section d'or exposent des œuvres souvent plus accessibles pour le public que ne l'étaient celles des Picasso et Braque de la période du cubisme analytique. Les thèmes (sport, monde ouvrier, etc.) et les couleurs chatoyantes tranchent avec les natures mortes fragmentées et avant-gardistes des pionniers du mouvement. Le vocabulaire cubiste séduit les créateurs de mode, de mobilier et de décoration intérieure,.
Enfin, le Paris des années 1910 découvre les ballets russes de Serge de Diaghilev, mêlant danse, musique et peinture et inspirés des Mille et une nuits. Les ballets sont une invitation au luxe et à l'exotisme ; les costumes sont créés, entre autres, par Léon Bakst. Les ballets lanceront la mode des éventails, des plumes, des jets d’eau et des couleurs vives. Les couleurs insolites s’imposeront dans le décor et le mobilier : on verra des boudoirs aux murs orangés, des salons tendus de noir.

### Années folles (1920–1929)

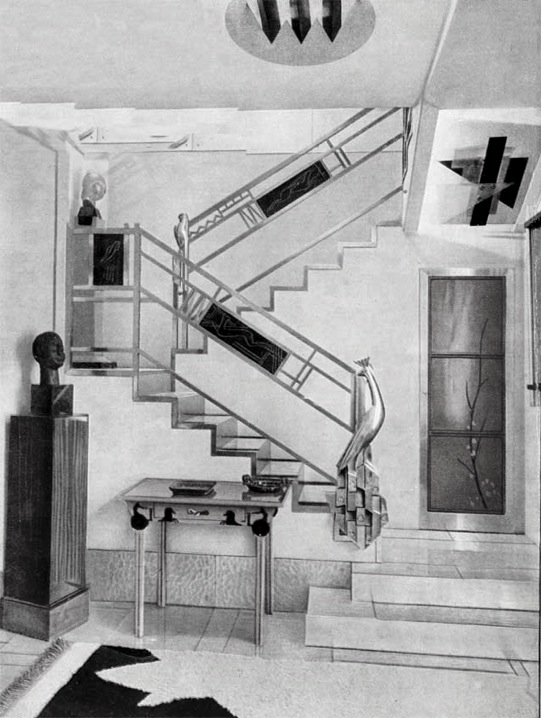
Hôtel particulier de Jacques Doucet, 33 rue Saint-James, Neuilly-sur-Seine (1929). Joseph Csaky a conçu l'escalier, Henri Laurens la fontaine, Jacques Lipchitz le manteau de la cheminée, Louis Marcoussis un tapis cubiste. Le sculpteur Gustave Miklos et d'autres ont collaboré à la décoration du studio.

C'est véritablement dans la décennie suivante, celle des années 1920, que le mouvement se déploie. Tandis que l'Allemagne des années 1920 est l'objet d'une grave crise économique (dont témoigneront les artistes de la Nouvelle objectivité), la France voit son économie repartir. Les crises monétaires de 1924 et 1926-1927 n'entraveront pas une progression qui culminera en 1930. Le monde dans son intégralité, en dehors de ces deux pôles antagonistes, se met à l'heure de la vitesse et des déplacements rapides. Cette reprise de la paix mondiale ne peut faire oublier les difficultés laissées sur le terrain par la guerre ; les villes détruites devaient être reconstruites. Reims et Saint-Quentin, par exemple, ont été rasées à 80 % et seront rebâties en grande partie dans un style architectural forgé par des créateurs ouverts à de nouvelles conceptions de l'habitat.
La mentalité ambiante évolue avec cette guerre longue qui fait cohabiter sur le front des populations venues de tous les points du globe. Elle modifie dans l'après-guerre la signification des contenus des musées, devenus ethnographiques modernes. Elle change également le regard porté dans le milieu artistique sur ce qui était cantonné à l'exotisme, comme ce qui avait été produit précédemment avec l’architecture anglaise des cités-jardins (vérandas, terrasses, etc.) sous l’impulsion d’Ebenezer Howard. Le modernisme concerne de fait les villes reliées au monde, par exemple Bordeaux (et, en face, New York). Cependant, l'instabilité monétaire en Europe provoque une hausse des prix constante jusqu'en 1927 en France et la législation française sur les loyers engendre une forte crise du logement pour les classes populaires et moyennes.
Mais le début des années 1920 voit aussi des manifestations de la richesse financière restée intacte des classes les plus aisées en France. À Paris, comme dans les grandes villes de province, les commentateurs de l'époque notent la construction de riches immeubles de rapport, villas et hôtels particuliers. Autant de chantiers prolifiques pour les artistes décorateurs et les architectes Art déco. La tendance est à une simplification du travail pour gagner en rapidité d'exécution, tendance qui structure toute l'architecture à principes modernes, jusqu'à utiliser des structures constructives en béton armé et des profils métalliques. Le modèle de la hauteur croissante de l'immeuble, signe de richesse et de modernité, est repris depuis les États-Unis qui s'affichent comme le pays le plus florissant économiquement de l'époque. Cette envie de hauteur est contenue par les plans d'urbanisme qui ne dérogent à leurs règles que si l'architecture de la construction le justifie. La raison suffisante est l'apport de progrès structurel de l'abri (construction de garages intégrés par exemple) ou esthétique (caractère patrimonial) dans la construction.
Car, globalement, les années 1920 sont aussi le théâtre d'évolutions dans différents domaines.

#### Architecture Art déco
Cette architecture se distingue par un intérêt pour la richesse de décoration, pour l'aspect ressenti, au détriment de la structure constructive et du principe de la circulation visible dans l'édifice.
Elle voisine avec l'architecture structurelle dite « moderniste » qui elle, en revanche, s'intéresse à la structure constructive, ce qui se traduit par des ouvertures pour décloisonner l'habitat et souvent aussi de larges baies vitrées. Les architectes modernistes et les maîtres d'ouvrage s'attachent moins à la richesse de la décoration. Ce qui distingue cette architecture structurelle de l'architecture Art déco plus classique est avant tout la recherche de la fonctionnalité de l'habitat (voir, par exemple, la composante structurée cuisine et salle à manger dans l'habitat, étudiée par l'architecte autrichienne Margarete Schütte-Lihotzky, en 1926) et son moindre coût de construction.
Ces deux approches architecturales comporteront de fait des passerelles conceptuelles, selon la rigueur d'application des théories et des styles en usage chez les architectes dans les pays, et selon la modernité du travail tel qu'il est défini sur le lieu de construction (architecture pouvant rester dans l'esprit colonial).

#### Découvertes scientifiques et techniques
L’aviation intercontinentale commence avec Charles Lindbergh et Jean Mermoz, l’automobile, le téléphone sont établis, la théorie de la relativité d'Albert Einstein est mise au point, etc.

#### Psychanalyse
Le développement des théories de Sigmund Freud est sensible en Europe et s'applique à la classe aisée, sensibilisée aux progrès de la médecine, même s'il ne touche qu'une élite intellectuelle.

#### Littérature, arts et cinéma

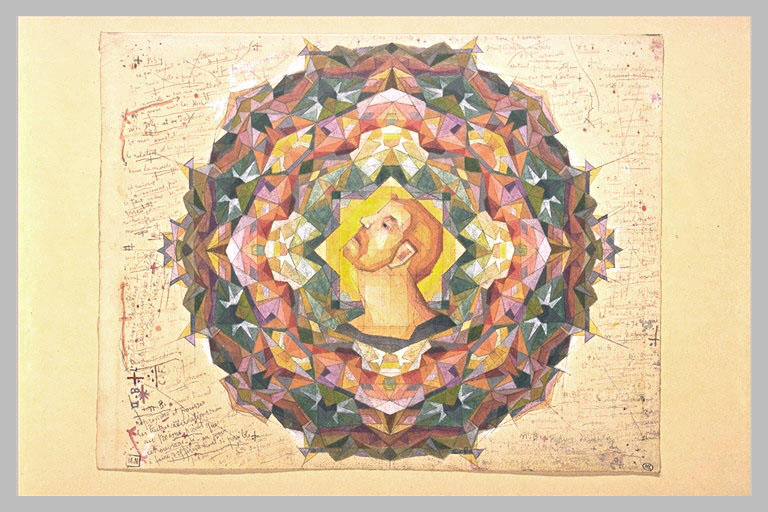
Notations chromatiques, Tête d'homme roux par Charles Filiger (entre 1915 et 1928).

Le surréalisme régénère les avant-gardes du début du siècle, en s'appuyant précisément sur les théories de l'inconscient, en réaction aux désastres humains de la Première Guerre mondiale. André Breton en est le chef de file. Parallèlement, Jean Cocteau évoque le « rappel à l'ordre » (dit aussi « Retour à l'ordre ») auquel on assiste en art et en littérature. C'est le temps de Paul Valéry (qui publie Eupalinos ou l'Architecte, en 1923). Pablo Picasso délaisse la fragmentation cubiste pour s'inspirer de la peinture classique et notamment d'Ingres. Ce mouvement parti d'Europe touche dans le même temps une élite aux États-Unis qui y trouve les bases de son mouvement moderne émancipé.
Hollywood devient pleinement une « usine à rêves » et les productions des grands studios sont diffusées à travers l'Europe. En France, Marcel L'Herbier, René Clair et Germaine Dulac développent un cinéma d'avant-garde.
En 1933, le producteur américain d'origine française, Amadee Van Beuren, a produit la première série d'animation qui s'inspire ouvertement du style Art Déco, deux films sont réalisés par Harry Lewis Bailey et scénarisés par Joseph P. McEvoy : "A Dizzy Day" et "AM to PM". Ces derniers mettent en vedette le Sentinel Louey, un personnage qui avait fait ses débuts dans les comics du dessinateur Otto Soglow et dont les aventures étaient désormais adapté en animation,. Ces deux dessins animés étaient remarquables non seulement pour être le premier exemple d'utilisation du style Art Déco dans l'animation mais aussi pour leur humour satirique à une époque où les gags dans les dessins animés étaient beaucoup plus burlesques . La série fut cependant brutalement annulée par le renvoi de Harry Bailey par Van Beuren en raison de ses activités syndicales .
En 1934, les artistes français Anthony Gross et Hector Hoppin produisent le court-métrage d'animation "La Joie de Vivre" qui est également très fortement influencé par l'Art Déco.

#### Paquebots transatlantiques

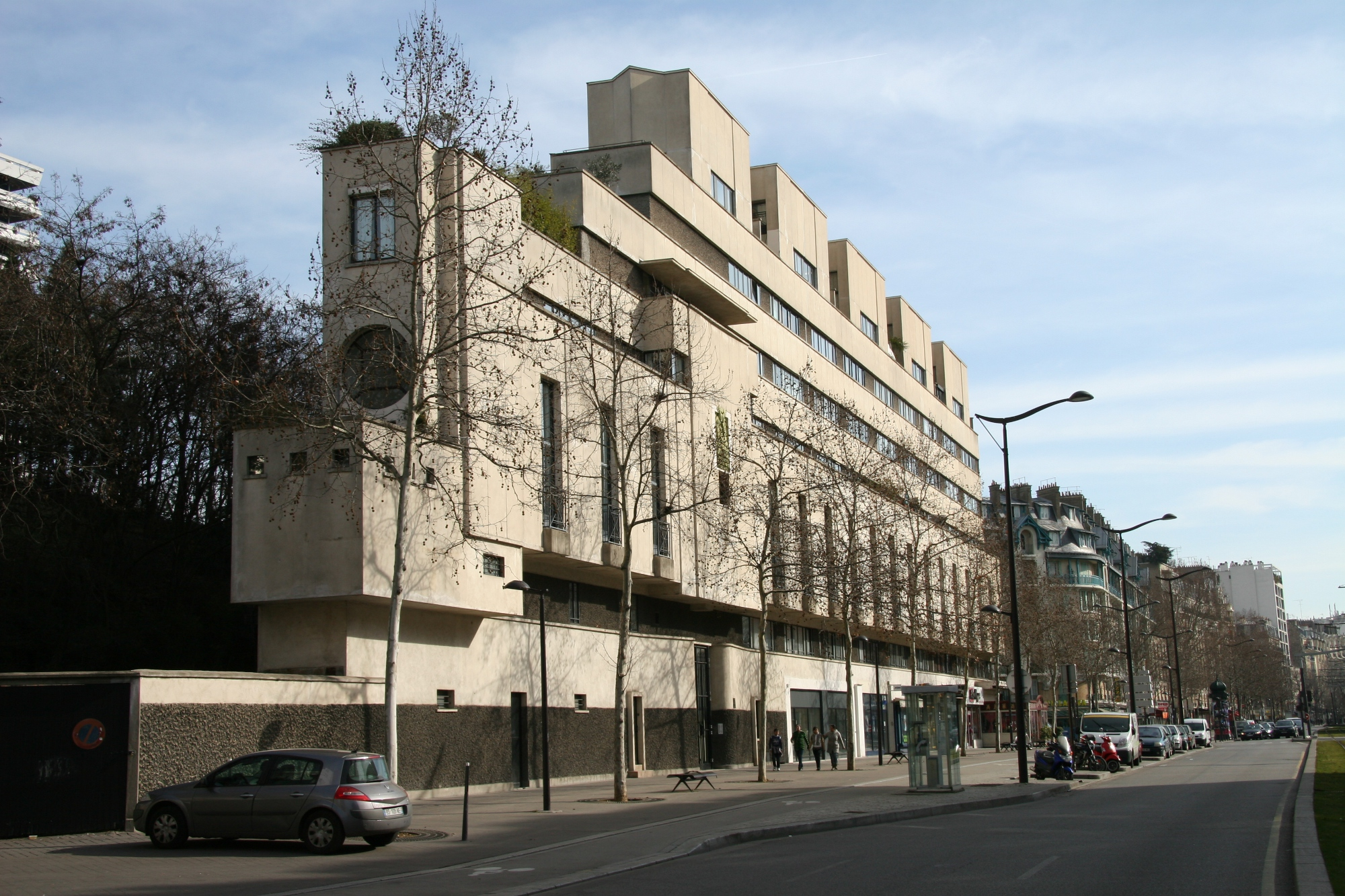
« Le Paquebot », immeuble de Pierre Patout à Paris (1934), architecte qui fut également chargé auparavant d'aménager l'intérieur de trois grands navires transatlantiques durant les années 1930.

Dans les années 1920 et 1930, avant l'apparition de l'aviation commerciale au long cours, le principal moyen de transport intercontinental est le paquebot. La concurrence féroce que se livrent les compagnies comme notamment la Cunard-White star (Grande-Bretagne), la HAPAG (Allemagne), la Compagnie générale transatlantique ou plus familièrement « Transat » (France) et la Compagnie Flote riunite Italiane (Italie), se double d'une lutte de prestige entre nations pour mettre en ligne des paquebots toujours plus rapides, élégants et confortables. À partir des années 1920, les chantiers navals commencent à faire le choix du modernisme pour l'aménagement intérieur et la décoration des navires. Alors que les navires anglais Queen Mary et Queen Elizabeth restent empreints d'un classicisme assez sage dans la continuité de leurs aînés les Mauretania, Lusitania ou Titanic, la Compagnie générale transatlantique ose le modernisme pour le paquebot Île de France (1927) et surtout le Normandie de 1935, véritable cathédrale sur mer de l'Art déco avec des décorateurs tels que Louis Süe et André Mare, Jean Dunand, Paul Jouve, Patout et Pacon, Raymond Subes, Jacques Carlu, André Carlhian, etc.. Les Allemands suivent le mouvement avec le Bremen et l'Europa dont les espaces intérieurs ont été confiés au grand architecte Paul Troost. L'Italie n'est pas en reste avec les deux paquebots Rex et Conte di Savoia, emblématiques de l'époque mussolinienne, dont la décoration combine modernisme et réinterprétation de l'Antiquité romaine.

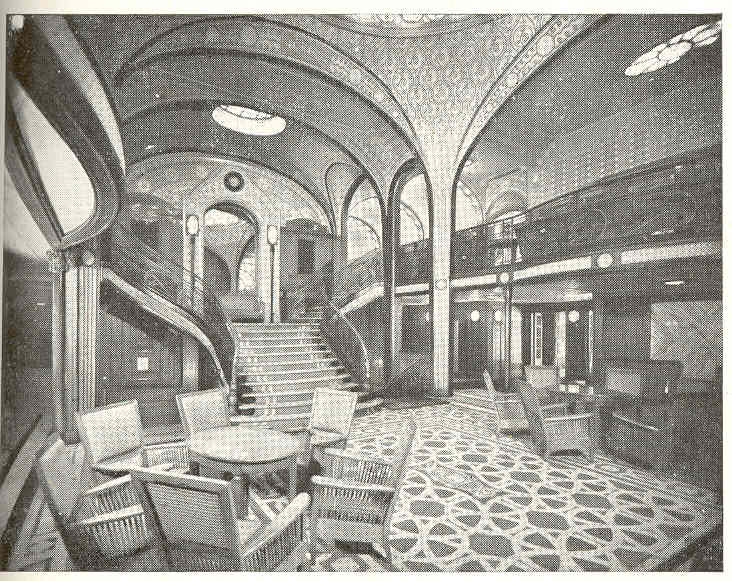
Fumoir d'un paquebot transatlantique (1913).

Les paquebots transatlantiques de luxe sont de tels symboles de progrès et d'opulence, d'un rêve d'une vie meilleure, que les architectes terrestres capitalisent sur ce prestige et dessinent des immeubles inspirés des plus beaux navires transatlantiques. C'est le cas de Georges-Henri Pingusson, avec l'hôtel Latitude 43 qui domine Saint-Tropez, de l'hôtel Normandie de Porto Rico (en) et de nombreux autres immeubles des années 1930 qui reprennent les traits stylistiques du navire-amiral de la Transat : arrondis des volumes, terrasses étagées ou encore baies vitrées en rideaux horizontaux. Cette variante de l'Art déco est souvent dénommée style paquebot en France ou Streamline Moderne aux États-Unis.

### Redécouverte
En France, le succès de l'Art Déco, à son apogée dans les années 1920-1930, est fauché par la Seconde Guerre mondiale. Anticipant l'intérêt des musées (et de nombreux collectionneurs, dont certains sont bien connus par ailleurs, tels Alain Delon, Yves Saint Laurent ou Claude Berri, pour se cantonner à des Français), des galeristes ou antiquaires parisiens ont initié sa redécouverte dans les années 1960-1970 (exemples d'artistes concernés : Pierre Legrain, Eileen Gray, Jean Dunand, Gaston Suisse, Jean-Michel Frank, etc.), à l'origine de l'explosion du marché à partir des années 1990. Parmi les plus emblématiques se trouvent Alain Blondel ou Robert et Cheska Vallois, mais aussi Stéphane Deschamps, Yvette Baran puis sa fille, Anne-Sophie Duval, Bob Walker, Alain Lesieutre, Félix Marcilhac, François-Gérard Seligmann, Bernadette Fenwick, Michel Perinet, etc. dont les noms apparaissent régulièrement dans des monographies liées à l'Art déco ou à l'Art nouveau, aussi bien académiques que grand public, ainsi que dans les journaux relatant les grandes enchères de collections (Figaro, La Gazette Drouot, etc.).
C'est la vente en 1972 de la collection Jacques Doucet qui repopularise l'Art déco au grand public.

## Caractéristiques

### Terminologie

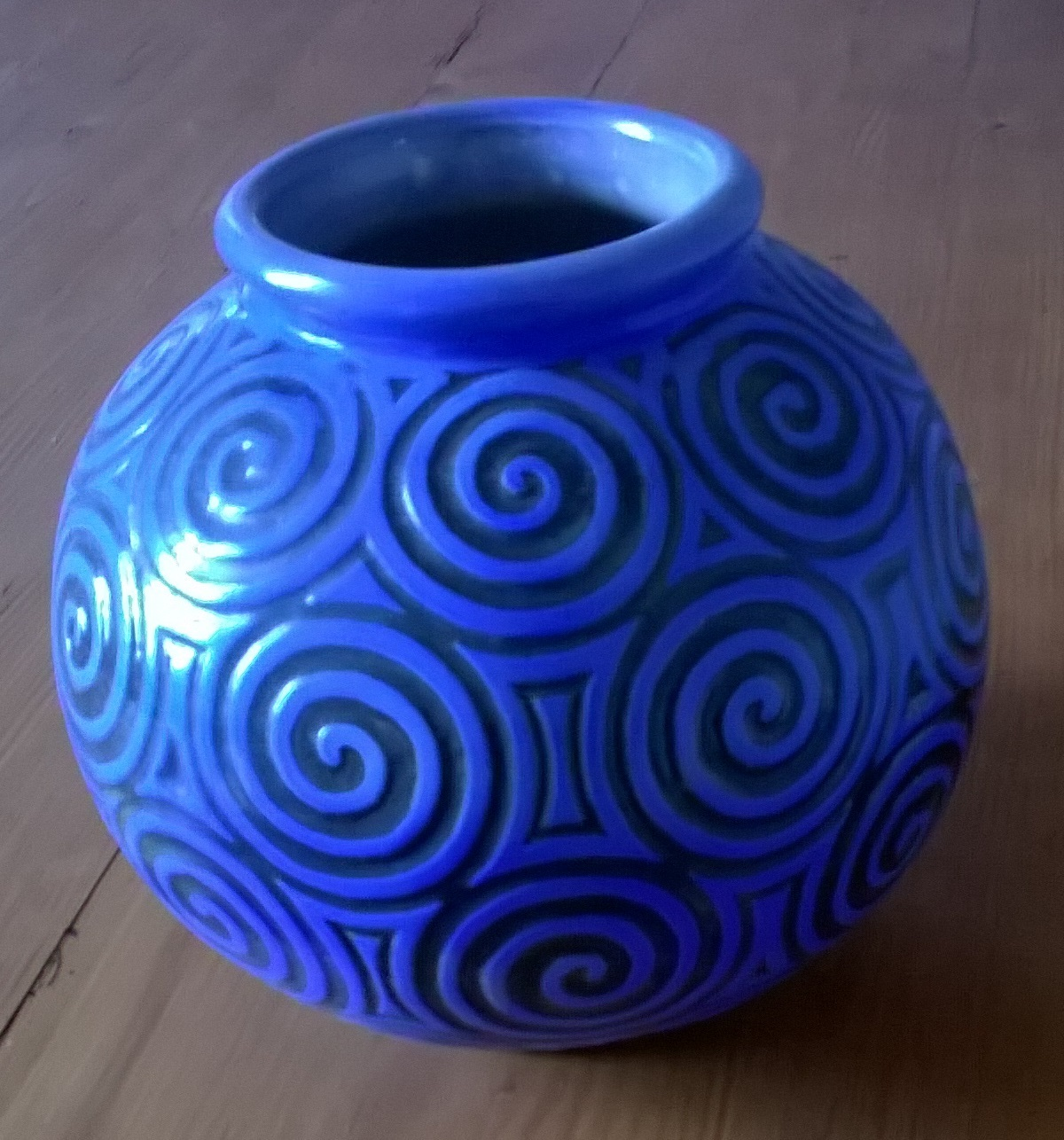
Vase en grès signé Frères Mougin, réalisé vers 1925, dans l'atelier de la Faïencerie de Lunéville-Saint-Clément.

Précédée par les appellations « Arts appliqués » ou « Style 1925 », l'appellation « Art déco » apparaît dans les années 1960 pour désigner le style qui triomphe à l’Exposition internationale des Arts décoratifs et industriels modernes, qui a lieu à Paris en 1925. La nouvelle désignation est officialisée par l’exposition conçue par Yvonne Brunhammer en 1966 au musée des Arts décoratifs et intitulée Les années 25. Art déco. Bauhaus. Stijl. Esprit Nouveau.
Deux tendances différentes coexistent dans cet ensemble d'architecture, de fabrication de mobilier et d'aménagement d'intérieur : une tendance ostentatoire, qui s'adresse, au départ, à une clientèle fortunée ; et une tendance fonctionnelle, qui s'adresse à une clientèle de masse. Cette tendance recherche une production industrialisable (voir l'UAM, en 1929).
En architecture, cette tendance fonctionnelle se traduit par l'architecture structurelle, et concerne principalement des bâtiments publics comme des hôpitaux, des postes, des écoles, des stades, des aérogares et des terminaux portuaires voyageurs. Mais l'approche de l'architecture structurelle sera aussi appliquée pour des logements collectifs (voir par exemple les « unités d'habitation » de Le Corbusier).
L'un des thèmes en architecture ostentatoire était d'utiliser les formes des objets quotidiennement utilisés par le propriétaire du bâtiment afin de les appliquer au bâtiment. Ainsi, le toit du Chrysler Building, aux États-Unis, évoque les pare-chocs des voitures de la marque. Ce concept atteint son paroxysme ultérieurement avec le style California Crazy, où l'objet surdimensionné est un élément du bâtiment ou le bâtiment dans son entier (immeubles en forme de hot-dog, de piano, de chien...).
Cette formulation de l'Art déco permet aussi un retour à des formes et des matériaux pré-modernes (utilisation du staff de façon remarquablement appuyée dans certaines réalisations). La statuaire de façade est issue de la formulation classique et antique des atlantes, cariatides et mascarons, une formulation porteuse de symboles religieux protecteurs. Une reformulation symbolique est appliquée à cette statuaire, un marquage positif. Là, la statuaire représente des figures neutres ou des représentations personnelles des individus commanditaires marquant leur importance (comme dans l'Antiquité). Des matières contemporaines (matières plastiques par exemple) sont utilisées. Les formes épurées de vitraux, leurs motifs parfois figuratifs (jusqu'à représenter des usines), parfois abstraits, sont représentatifs du monde contemporain d'alors, de l'industrialisation.
Sans leader véritable ni théorie établie, l'Art déco fut critiqué dans le milieu créatif architectural dès ses premières années pour sa superficialité. Cette architecture était particulièrement employée pour tous les édifices devant valoriser l'image de son commanditaire, ou évoquant les loisirs : l'architecture commerciale (boutique, siège social, etc.), les théâtres et cinémas, mais aussi l'architecture domestique (le décor servant de signe de distinction sociale lors des réceptions, très en vogue dans tous les pays concernés). Touchant d'abord les classes les plus aisées, ce style fut demandé rapidement dans l'ensemble du corps social et devint très populaire. Concernant le métier de l'architecte, cette période formule l'évolution de la profession d'architecte-artiste en architecte-ensemblier qui coalise pour un chantier des artistes et des techniques d'artisans ou d'industriels.
L'importance culturelle contemporaine de l'Art déco est variable selon le pays concerné. Elle est relativement faible en France, son pays d'origine. Elle n'y est que le contre-point de l'architecture moderniste dépouillée, qui fut très en vogue, toutes classes sociales confondues, après la Seconde Guerre mondiale. Elle est d'importance en Belgique. Elle est présente en Afrique du Nord coloniale et se mélange avec son pendant, l'architecture rigoureuse du Mouvement moderne, pour constituer un patrimoine devant être actuellement conservé après la décolonisation. Et le style Art déco a été très important dans l'histoire du Canada et celle des États-Unis (avec ses gratte-ciels marquant sa richesse), deux pays intégrateurs des architectures issues d'autres contrées, dont la culture occidentale était raffinée en comparaison. Ce fut là où les Arts déco furent créés et où ils se poursuivent.
Cette composante a toute son importance dans l'« histoire courte » de ces pays, qui aboutit à leur indépendance culturelle, où la destruction de patrimoine local n'est pas due aux guerres. Ce style est la marque de richesse de la future jet set, en constitution après la Seconde Guerre mondiale, qui remplace la clientèle des paquebots de luxe qui reliaient l'Europe aux Amériques. Cette architecture est portée par des halls d'entrée ostentatoires et symboliques, des circulations verticales en ascenseur luxueux et des intérieurs en étages tout aussi raffinés, ainsi que des inscriptions et figures statuaires symboliques extérieures. Une grande partie de ces équipements avait été, à son origine, importée d'Europe sous l'action d'architectes aussi bien européens qu'américains. En Amérique du Sud, ce style existe de la même façon pour les mêmes raisons.

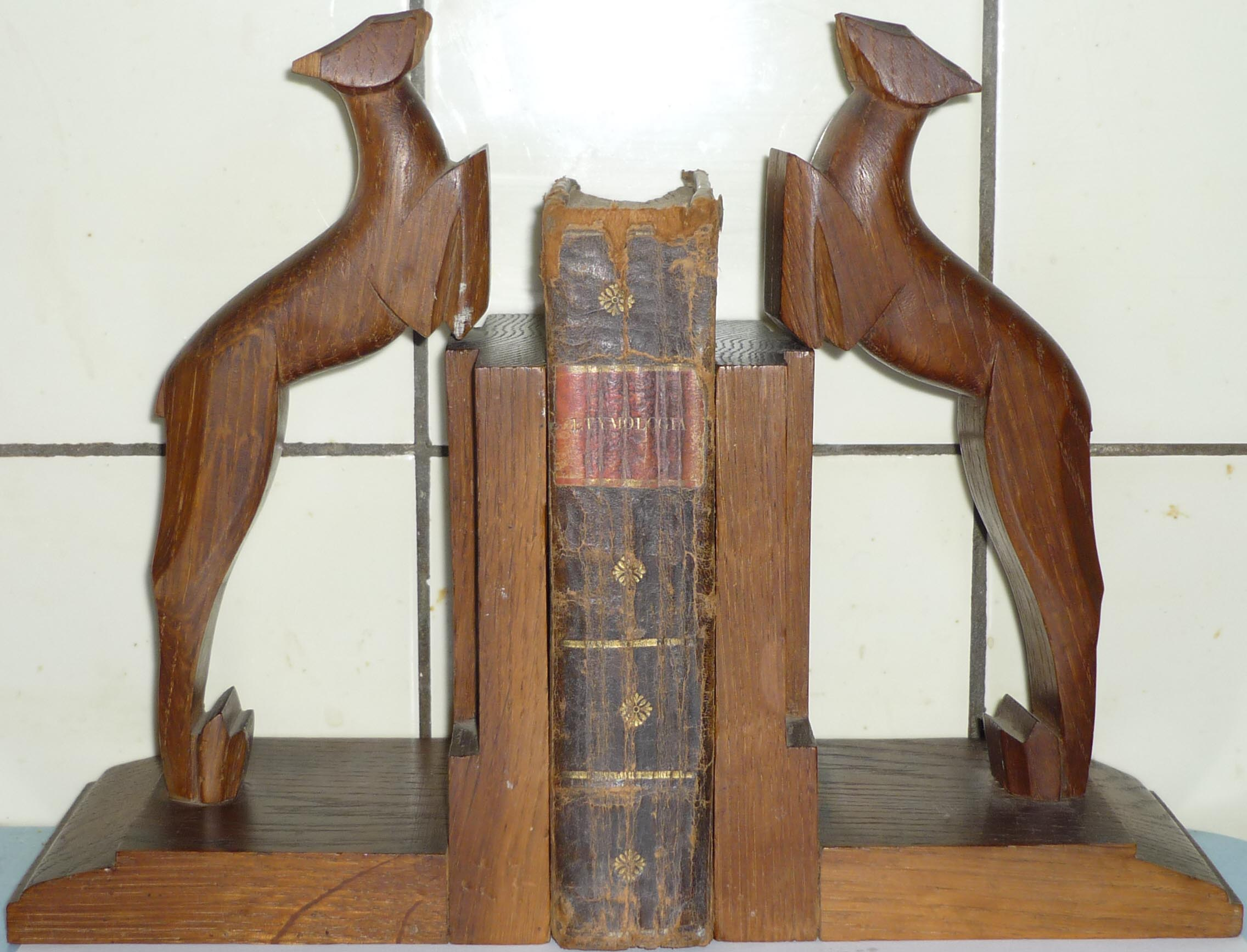
Serre-livre Art déco par le sculpteur René van Dievoet, 1934.

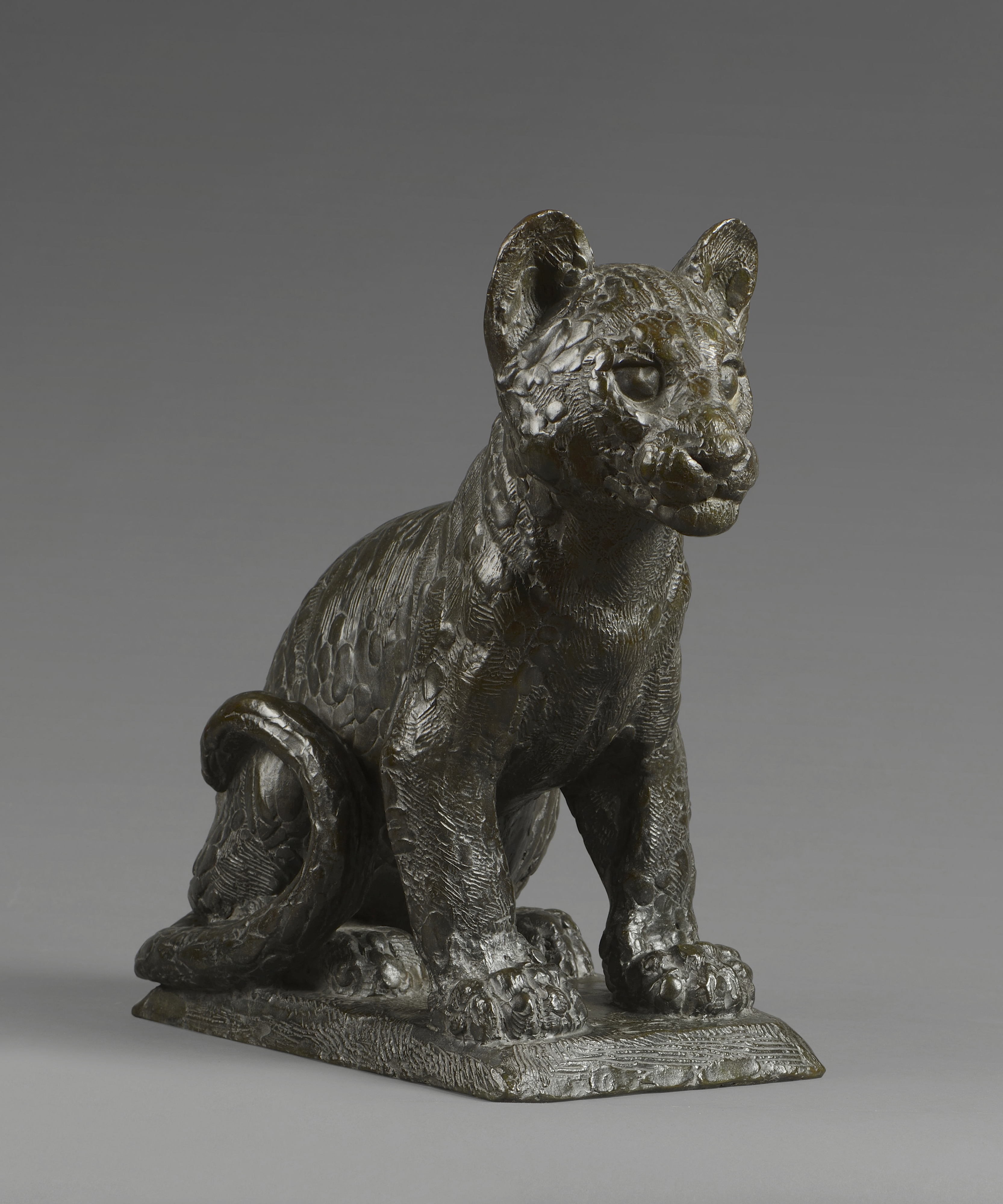
Paul Jouve, jeune panthère, 1938.

- Architecture : Le Corbusier, Pierre Patout, Michel Roux-Spitz, Henri Sauvage, Louis Süe, Albert Laprade, Tony Garnier, Auguste Bluysen.
- Céramique et émail : Henri Rapin, Joseph Mougin, Georges Condé, Auguste Delaherche, Camille Fauré.
- Cinéma : L'Inhumaine de Marcel L'Herbier avec des décors de Robert Mallet-Stevens.
- Design : aménagement intérieur de l'Aubette (Strasbourg), Gustave Miklos, Ludwig Mies van der Rohe, Amédée Ozenfant.
- Ferronnerie : Raymond Subes.
- Graphisme : Cassandre.
- Laque : Jean Dunand, Gaston Suisse.
- Mobilier : Jacques-Émile Ruhlmann, Pierre Chareau, Jules Leleu, Eugène Printz, Paul Follot, René Prou.
- Orfèvrerie et bijouterie : Puiforcat, Cartier, Jean Després.
- Peinture : Tamara de Lempicka, Jean Dupas.
- Sculpture : Paul Jouve, François Pompon, Chana Orloff, Carlo Sarrabezolles, Joseph Bernard, Charles Lemanceau, René van Dievoet.
- Verrerie : Maurice Marinot, François Décorchemont, Lalique, Louis Barillet.
- Mode : une figure emblématique de la période Art déco est la garçonne : on assiste en effet à l'émancipation de la femme, qui occupe une place au moins égale à celle de l'homme, dans les années 1920. Le mot vient du roman du même nom écrit par Victor Margueritte. Les plus belles représentations de la garçonne sont Suzanne Lenglen (tennis), Louise Brooks (cinéma), Tamara de Lempicka (peinture) ou encore Joséphine Baker. Coco Chanel, Nicole Groult et Madame Pangon ont dessiné des looks de garçonne.

### Architecture

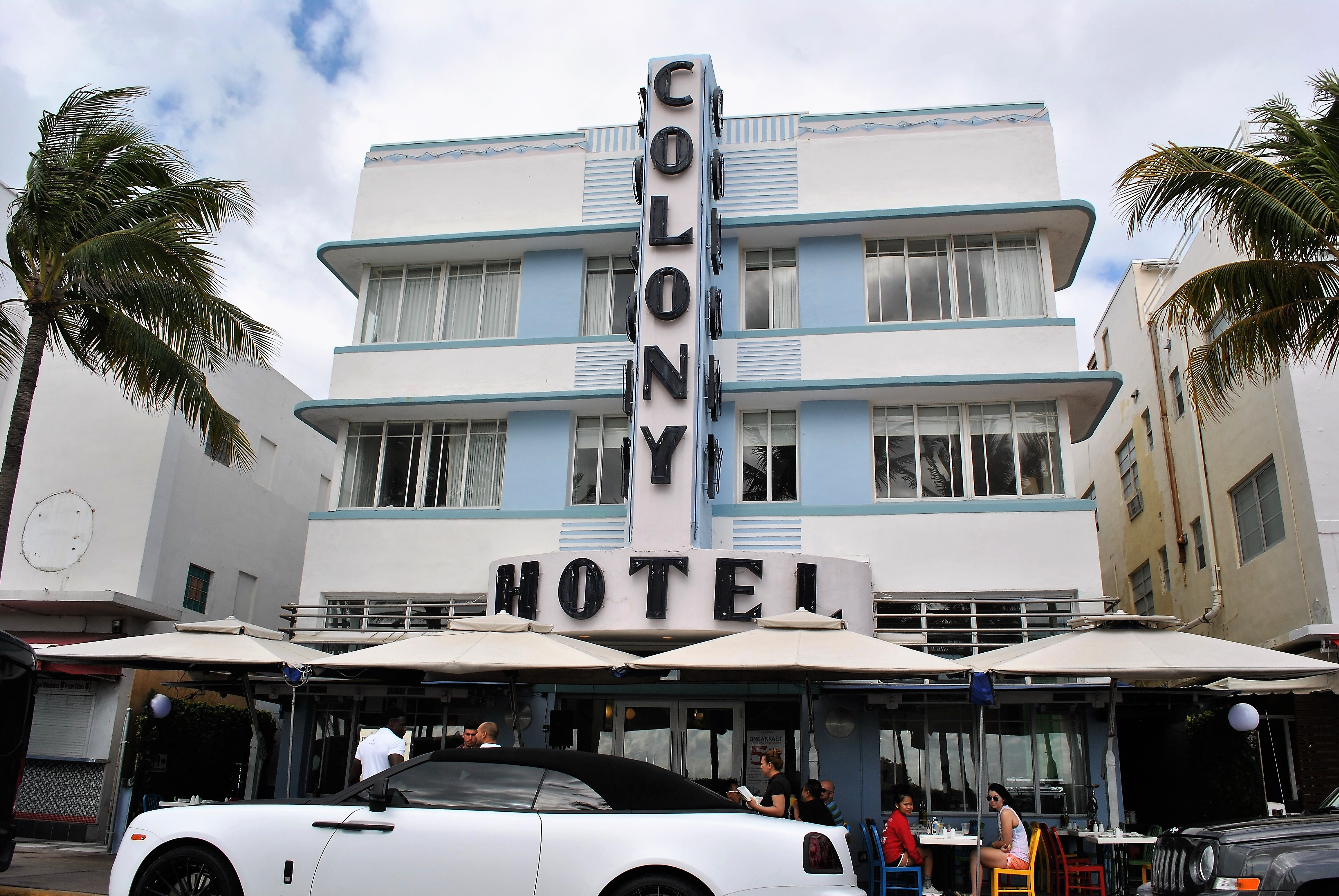
Bâtiment Art Déco : Colony Hotel, Miami Beach.

Le style Art Déco en architecture est en rupture avec l'Art nouveau et le style Beaux-Arts ; il consiste en un retour à la rigueur classique : symétrie, ordres classiques (souvent très stylisés), pierre de taille (sans aucun effet pittoresque). Le décor, en général encore très présent, n'a plus la liberté des années 1900 ; il est sévèrement encadré par ses créateurs et son dessin s'inspire de la géométrisation cubiste. L'ornementation peut prendre la forme de décorations florales qui imitent les motifs des tissus de l'époque. Le décor prend également ses sources dans les arts « primitifs » égyptiens, asiatiques voire aztèques ou mayas. Les motifs sont simplifiés, réduits à des figures géométriques simples (triangles, chevrons, zigzag...) et des lignes fluides. Les polices de caractères sans empattement sont courantes. La combinaison de divers ornements rendent le style Art Déco original.
Le style Art Déco peut sembler austère en raison de la discrétion des ornements. Il offre aussi des bâtiments aux dimensions monumentales comme plusieurs gratte-ciel américains ou encore à l'exposition universelle de 1937 à Paris.
Les spécialistes distinguent parfois trois courants Art Déco en architecture : le Zigzag Moderne, le Streamline Moderne (Moderne aérodynamique) et le PWA/WPA Moderne.
Le Zigzag Moderne a pour caractéristiques principales l'utilisation de corniches et de parapets décoratifs, des entourages d'ouvertures ornementaux, des motifs décoratifs géométriques angulaires, l'utilisation de verre polychrome et de brique émaillée, et d'éléments structurels comme des tours centrales avec ailes en gradins.
Le mouvement architectural Art Déco connaît des évolutions : ainsi dans les années 1930 se développent les constructions « modernes aérodynamiques » (en anglais « Streamline Moderne »). Il s'inspire des paquebots transatlantiques comme le Normandie et tire son nom de leurs courbes aérodynamiques. Les édifices comportent des surfaces murales lisses et des garde-corps en acier, marqués par trois bandes horizontales censées suggérer le mouvement. Ce style a été utilisé pour les restaurants, les gares routières, les stations-service ou les magasins. Les matériaux utilisés étaient par ailleurs plus simples vitrolite (panneaux d’émail cuits), acier, verre noir, aluminium et plastique. Les principales caractéristiques du Streamline Moderne sont des courbes aérodynamiques et des formes fluides, un aspect très épuré, de longues lignes horizontales, des toits plats, etc. Miami Beach se distingue par la profusion tropicale qui se combine au modernisme : là, les ornements en stuc évoquent la flore et la faune locales ; les couleurs utilisées se situent dans les tons pastels, les enseignes lumineuses et les néons réhaussent les façades.
Le troisième courant affilié à l'Art Déco est celui du PWA/WPA Moderne : il s'inscrit spécifiquement dans le contexte de la Grande Dépression aux États-Unis et des chantiers exécutés par la Public Works Administration et la Work Projects Administration sous les présidences de Franklin Delano Roosevelt. Mise en place en 1933, la PWA avait pour objectif de construire des aménagements publics tels que des barrages, des ponts, des palais de justice, des hôpitaux, des bâtiments universitaires et des écoles. Ils se caractérisent par un aspect monumental, une façade symétrique, des pavillons en saillie, des châssis métalliques, des surfaces murales lisses, une ornementation moulée verticale, des entrées encadrées. Enfin, toujours aux États-Unis, le style California Crazy dérive de l'Art Déco dans les années 1930-1940.
Avec la crise économique de la Grande Dépression, les projets d'architecture deviennent moins ambitieux dans les années 1930. Après la Seconde Guerre mondiale, le style Art Déco disparaît au profit d'autres mouvements comme le style international.

### Objets
- Jaeger-LeCoultre Reverso.
- Animaux en faïence craquelée[29].

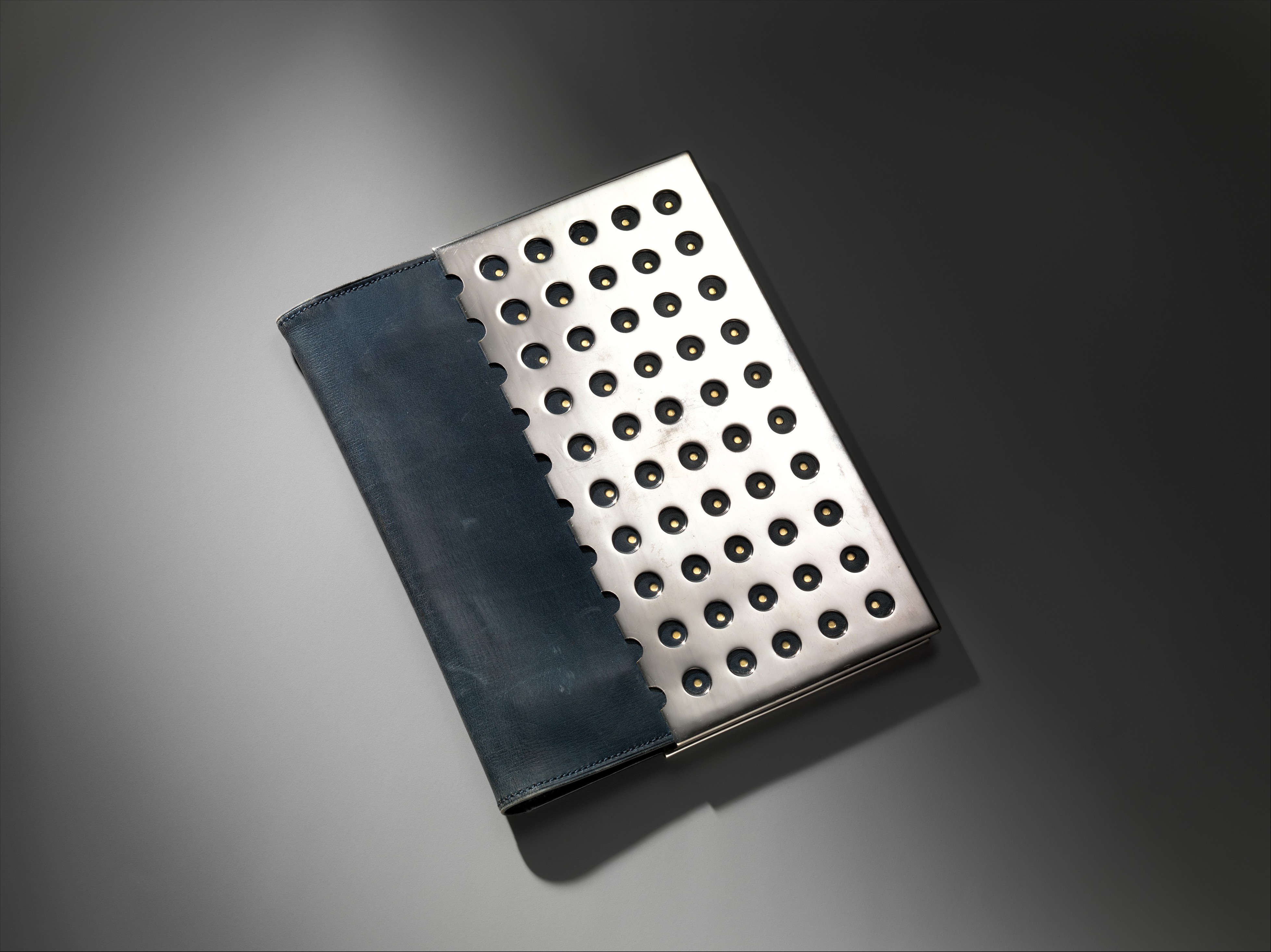
Portfolio avec couverture en acier chromé créé par Pierre Legrain vers 1925.
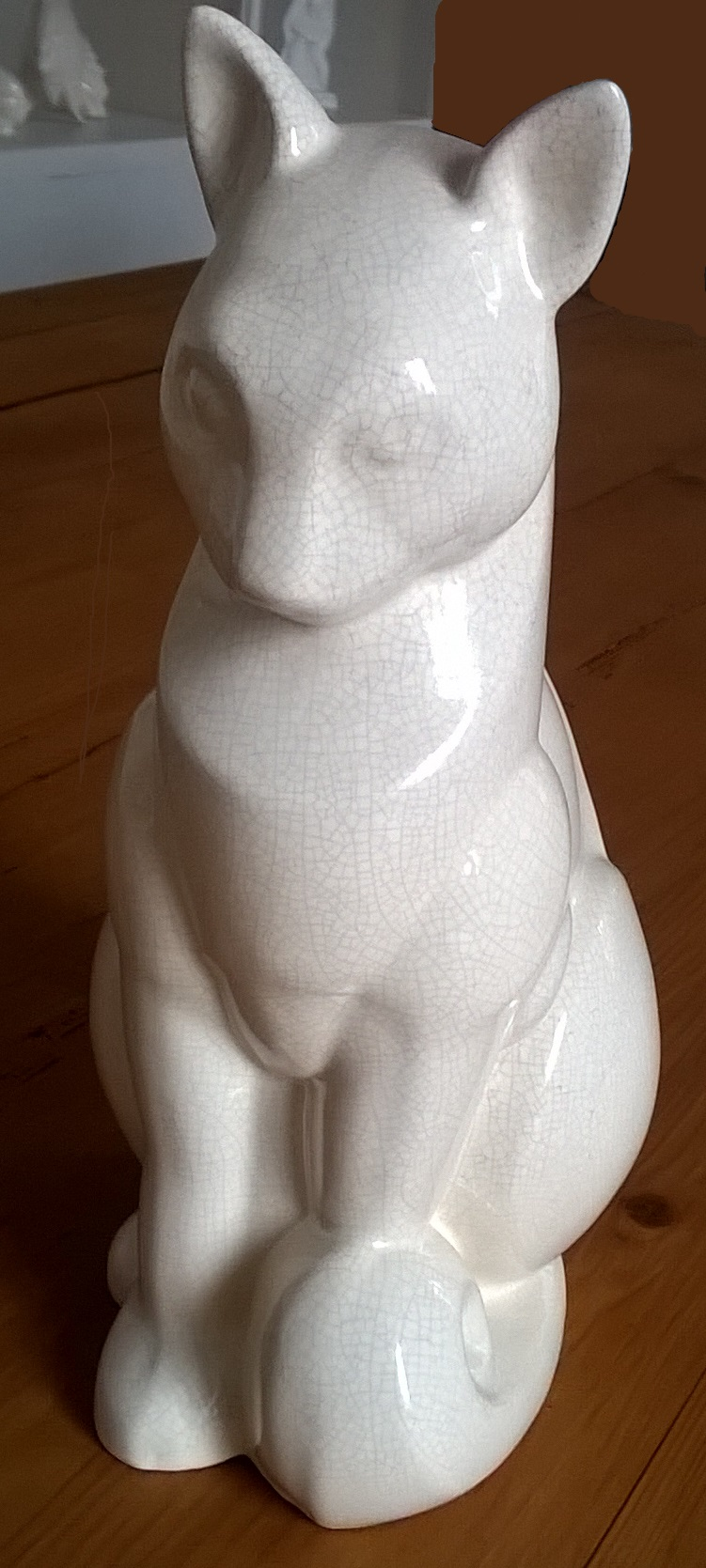
Faïence craquelée pour Manufrance en 1930 par la Faïencerie Saint-Clément.
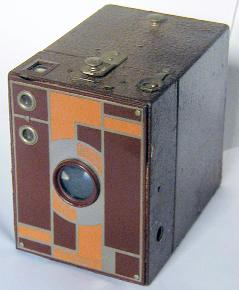
Le « Beau Brownie », appareil-photo dessiné par Walter Dorwin Teague pour Kodak en 1930.
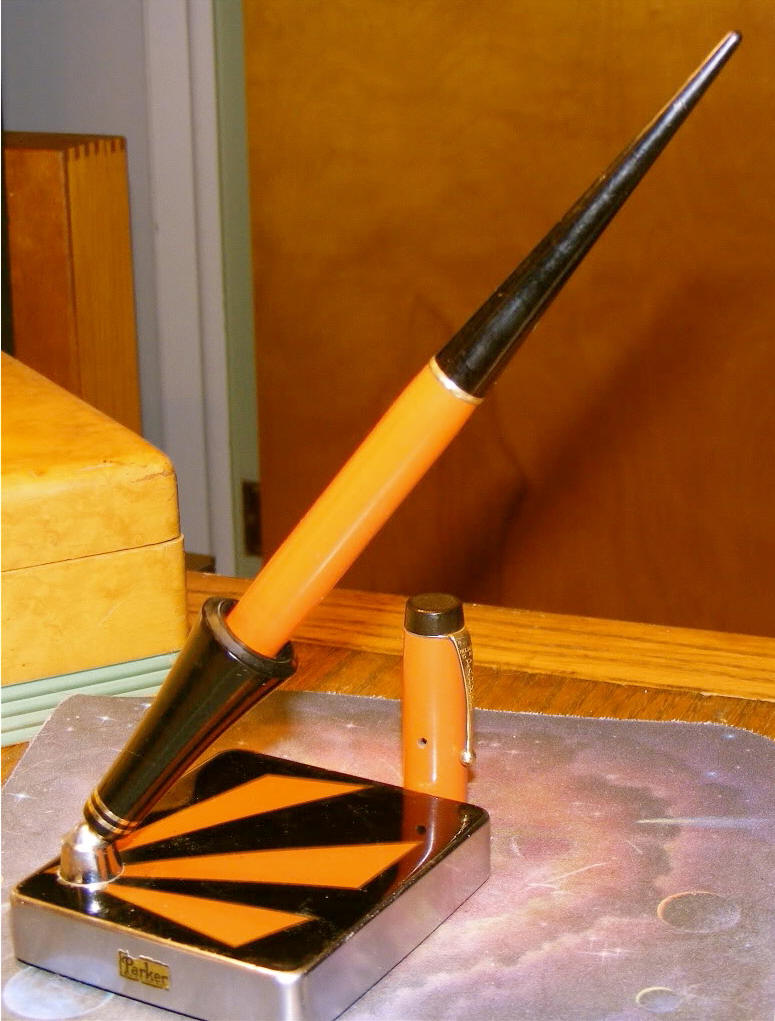
Porte-plume et stylo-plume de marque Parker, vers 1930.
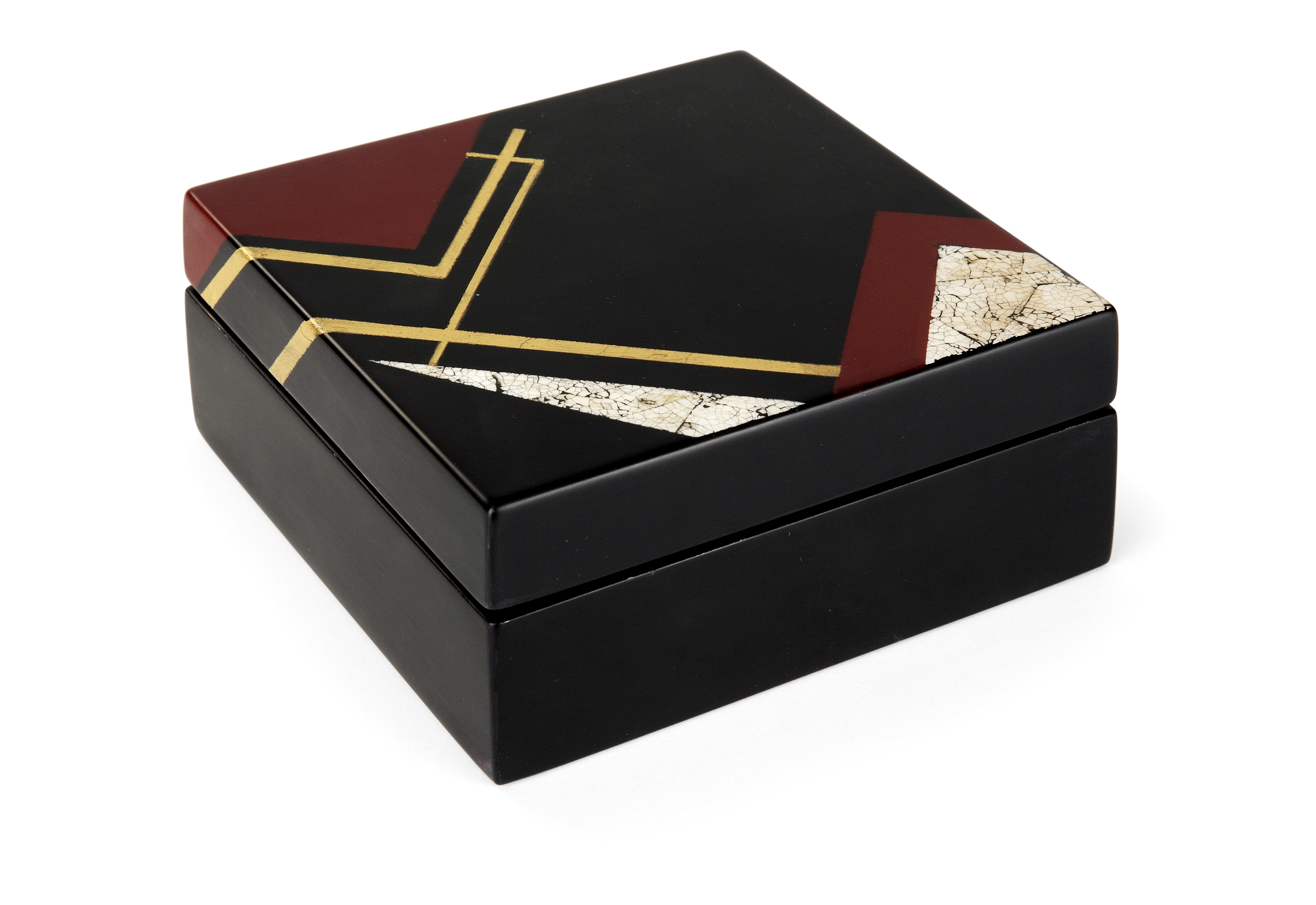
Gaston Suisse. Boîte carrée en laque de Chine, circa 1929[30],[31].
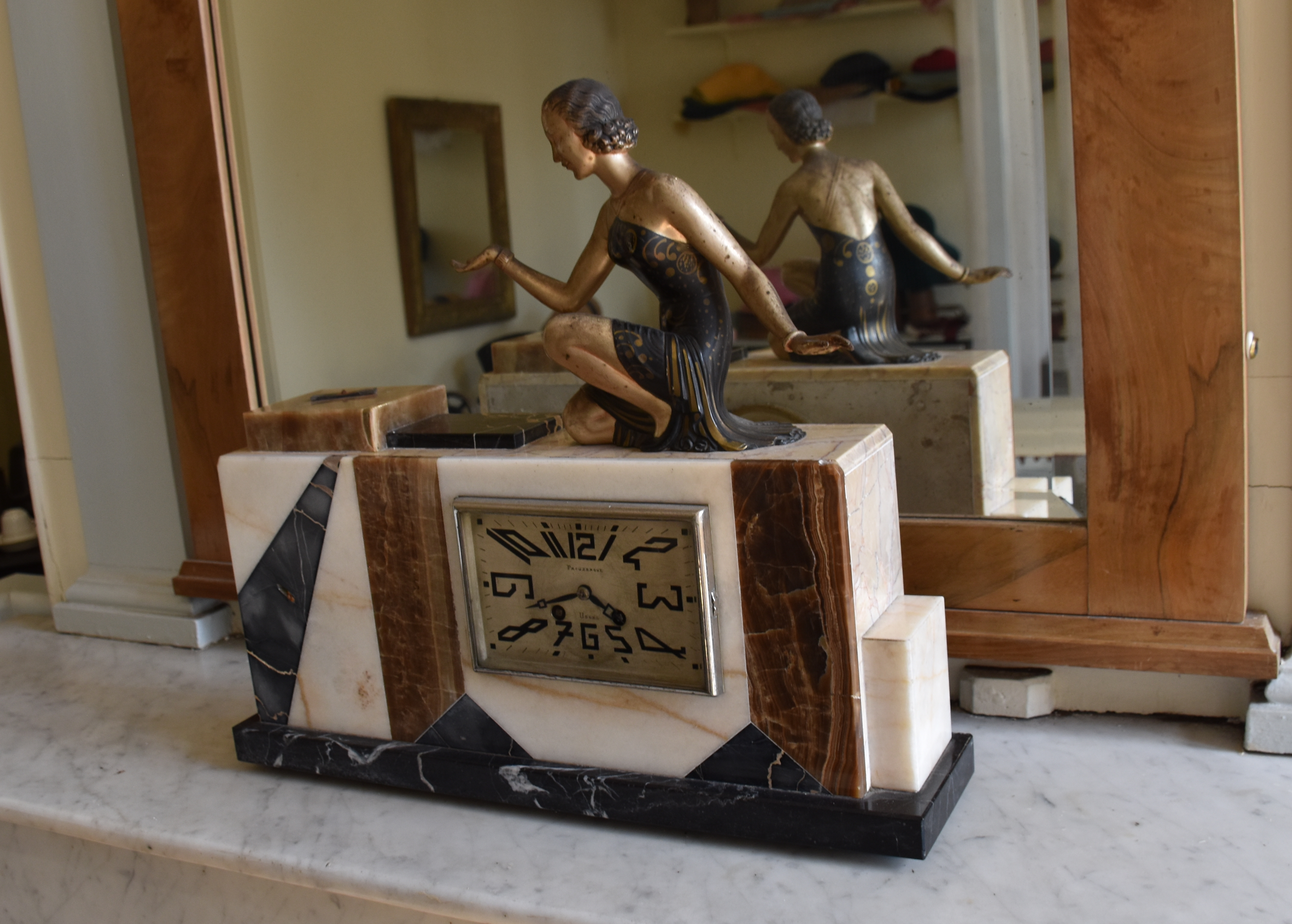
Horloge de cheminée art déco (Musée du pays d'Ussel).

### Matériaux
L'usage du béton en recouvrement offre une surface plus lisse et nue que la brique, rappelant les massifs blocs de pierre utilisés dans ces civilisations antérieures.
Les bâtis sont le plus souvent en chêne. Les structures moulurées ou plaquées utilisent l’acajou, le palissandre, le thuya, l'amarante, et le citronnier. Contrastes de bois clairs (citronnier) et de bois foncés (amarante), de couleurs et de matières. Si les tissus d'ameublement sont employés, les décorations murales stylisées sont peintes sur les murs, et sur des papiers peints.

### Formes

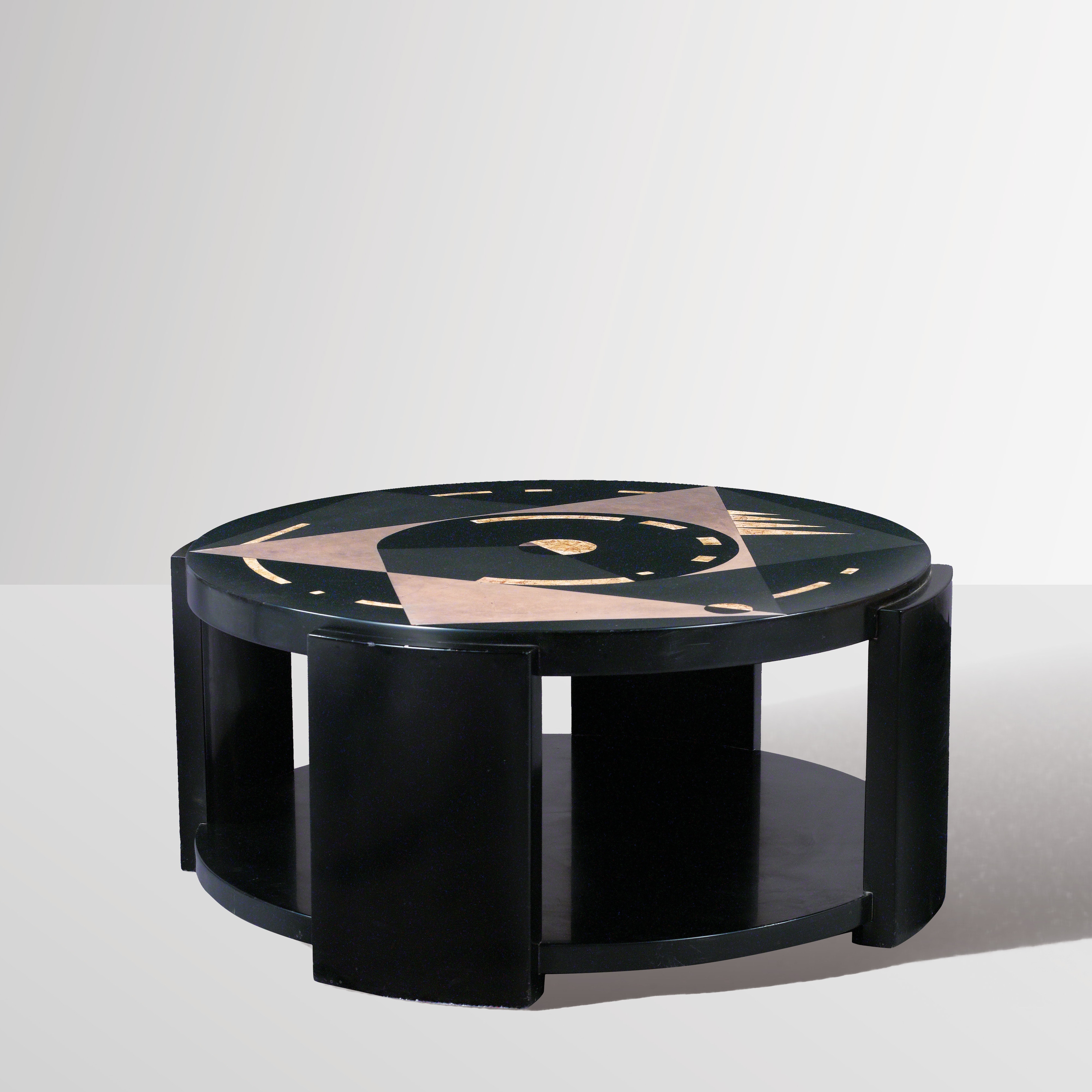
Gaston Suisse. Table circulaire à double plateau. 1930.

Les volumes sont parallélépipédiques, aux angles vifs, ou arrondis, ou à pans coupés. Le cercle et l’octogone sont également appréciés. Les gratte-ciel Art déco sont généralement faits de segments empilés de dimensions décroissantes dont les jonctions se font à angles droits. En général, cette géométrie est issue des nouveaux plans d'urbanisme mis en place. Les corniches et linteaux de fenêtre sont couverts de hauts reliefs géométriques.
Le mobilier à l'origine du Style 1925 est le dernier témoin d’une longue tradition française. Les sièges sont souvent d’inspiration Directoire ou Restauration. Un souci de confort est à remarquer dans les fauteuils, inspirés du fauteuil club, aux formes profondes. Le bois est peu apparent et souvent dissimulé par un revêtement en cuir ou en textile. Le cosy-corner, création de l’époque, fait fureur. C’est un divan d’angle, encastré dans une boiserie avec diverses étagères. Les commodes et meubles d’appui ont une façade très souvent galbée, voire ventrue. Les tables sont rondes, ovales ou rectangulaires avec les angles cassés. Les coiffeuses et bureaux de dames sont particulièrement raffinés. Les formes du mobilier restent classiques, avec parfois des rappels des styles antérieurs : Louis XVI, Directoire, Louis-Philippe et mobilier traditionnel africain. Mais l’art cubiste va pousser à une simplification des formes.
Les meubles sont souvent supportés par des socles. Si la ligne est épurée, le mobilier affiche une décoration soignée et souvent luxueuse. Les moulures sont rares. Les représentations solaires avec rayons sont récurrentes.
La sculpture est très méplate. Elle utilise un répertoire géométrique, floral ou animal, très stylisé, géométrisé. La rose est très présente en bouquet, en corbeille, en guirlande. Pour le traitement des surfaces, on utilise la dorure, la laque ou encore la marqueterie : incrustation de filets, de plaquettes en ivoire (influence de l'art nègre), de nacre ou de métal (argent, cuivre, laiton, aluminium).
On met en valeur la coloration de certains bois, tel l’érable, teinté en rouge, bleu, vert ou gris (goût de la polychromie né des Ballets russes). Les figures sont stylisées, les motifs régulièrement répétés. Le tissu sature souvent les intérieurs de rythmes saccadés et vifs qui rappellent ceux de la musique légère de l’époque. Tous les motifs et influences déjà cités se répètent avec une constance qui contribue, certes, à l’unité du style, mais finit aussi par rendre les intérieurs étouffants.

## Principaux créateurs
Le mobilier Art déco est l'œuvre d'artistes décorateurs destinée à une clientèle aisée, ayant soif de nouveauté, mais qui demeure relativement conformiste. Il s'agit de meubles réalisés par des ébénistes qui cherchent le luxe et la perfection. Les meubles sont donc des pièces uniques. La formule Art déco caractérise un style décoratif répandu internationalement. Initialement l'Art déco, le style Moderne, ou International, appartient à un monde de luxe et d’opulence, il est un amalgame entre l’art et l'artisanat,,.
Le principaux créateurs sont : Maurice Ascalon, Georges Bastard, Ernest Boiceau, Antoine Bourdelle, Pierre Chareau, Victor Courtray, Maurice Crozet, Joseph Csaky, Jean Dunand, Jean Dupas, Alexandra Exter, Christian Fjerdingstad, Paul T. Frankl, Eileen Gray, Jean Lambert-Rucki, Paul Landowski, Luc Lanel, Pierre Legrain, Jules Leleu, Tamara de Lempicka, Émile Lenoble, Alexandre Léonard, André Mare, Jan et Joël Martel, Vadym Meller, Gustave Miklos, Chana Orloff, Henri Rapin, Jacques-Émile Ruhlmann, et Gaston Suisse.

## Édifices Art déco

### France

#### Édifices civils
- Albert : hôtel de ville et immeubles du centre-ville ;
- Angers : Maison bleue ;
- Béthune : La Grand-Place ;
- Biarritz : aquarium, casino municipal ;
- Bordeaux : Théâtre La Pergola, piscine Judaïque, stade Chaban-Delmas, Grande Poste ;
- Brest : Théâtre Le Comœdia ;
- Bruay-la-Buissière : Piscine Roger-Salengro ;
- Cannes : Hôtel Majestic, hôtel Martinez ;
- Cerbère : Hôtel Belvédère du Rayon vert ;
- Cherbourg : gare transatlantique ;
- Clermont-Ferrand : immeuble Dalmas (1921 à 1934) ;
- Dax : Hôtel Splendid, Atrium Casino, Gare de Dax ;
- Dijon : Cinéma Eldorado ;
- Dreux : Sanatorium de Dreux ;
- Dunkerque : le quartier Excentric de Rosendaël ;
- Lille : Beffroi de Lille et hôtel de ville de Lille ;
- Lyon : Garage Citroën ;
- Marseille : Compagnie générale transatlantique ;
- Montdidier : hôtel de ville de Montdidier
- Nancy : muséum-aquarium ; bibliothèque universitaire ; bâtiment Fnac-Printemps ;
- Nantes : Immeuble CGA, rue Racine ;
- Neuilly-sur-Seine : studio Saint-James de Jacques Doucet
- Nice : Palais de la Méditerranée ;
- Paris : Hôtel Paris Bastille Boutet, Piscine Molitor, 16e arrondissement, Palais de la Porte Dorée, 12e arrondissement, Le Grand Rex, 2e arrondissement, Palais des musées d'Art moderne (1937), 16e arrondissement, Palais de Chaillot (1937), 16e arrondissement, Théâtre des Champs-Élysées, 8e arrondissement, Ateliers extérieurs de l'école des Beaux-Arts de Paris, rue Jacques-Callot, architecte Roger-Henri Expert.
- Reims (voir également architecture Art déco à Reims et Association des villes Art déco) est considérée comme la capitale française de l’Art déco : Bibliothèque Carnegie (1921), Halles du Boulingrin (1929), architecte Maigrot Villa Douce (1929 à 1932), Villa Demoiselle, Piscine du Tennis-Club (1920), Opéra de Reims, décoration intérieure (1931), Comptoir de l'Industrie (6-12, rue Cérès) ; architectes : Marcel Rousseau et Émile Thion (1922), Cinéma Opéra (9-11, rue de Thillois) ; architectes : Marcel Rousseau et Émile Thion (1923), Hôtel de la mutualité (12, cours Langlet et 11, rue des Élus) ; architectes : Ferdinand Amann et Albert Cuvillier (1927), 71, rue de Vesle (2-4, rue des Capucins) ; architecte : Lucien Gillet (1930), 6 bis – 8 rue Hincmar ; architecte Jean de la Morinerie (médaille d’argent au concours de façade de l’URAD en 1923), Familistère des Docks rémois 18, rue de Vesle (1-5, rue Talleyrand) ; architecte : Pol Gosset (1927), Anciens grands magasins Au Petit Paris (31-33, rue Talleyrand) ; architectes : Marcel Dastuque et Paul Viard (1924), Anciennes Galeries Rémoises (rue Docteur-Jacquin, rue de l'Arbalète) ; architectes : Léon Margotin et Louis Roubert (1934), 22, rue Courmeaux ; architecte : Jacques Rapin (1923), La villa Collet, située à Ay (51160).
- Rennes :
  - Immeuble Poirier (7 avenue Jean-Janvier) de l'architecte Jean Poirier (1928), décoré des mosaïques d'Isidore Odorico (fils), inscrit au titre des monuments historiques depuis le 10 décembre 2014 et label « Patrimoine du XXe siècle » depuis 2000.
  - Piscine Saint-Georges (2 avenue Gambetta) de l'architecte Emmanuel Le Ray (1923-1926). La décoration de la piscine et des bains publics (bassin, promenoirs, pédiluves, fonds des bacs) est réalisée par Isidore Odorico (fils) en émaux de Briare.
- Rouen : immeuble le Métropole ;
- Roye : hôtel de ville de Roye
- Saint-Mandé : immeuble résidentiel au 90 bis, chaussée de l'Étang, (94160), à la lisière du 12e arrondissement de Paris ; architecte : Aristide Daniel (1930).
- Saint-Quentin (voir également Association des villes Art déco) compte près de trois mille édifices Art déco, ce qui lui a valu le surnom de « Lascaux de l'Art Deco »[36] : façade de l’ancien cinéma Le Carillon, ex-cinéma Le Casino, poste centrale, , conservatoire de musique et de théâtre, , gare de Saint-Quentin, , pont d’Isle, , salle du conseil municipal de l’hôtel de ville de Saint-Quentin.
- Toulouse : Bureau de Poste du quartier Saint-Aubin (1928) par Léon Jaussely, bourse du travail (1931) par Jean Montariol, piscine municipale Alfred-Nakache (1931) par Jean Montariol, immeuble dit de La Dépêche du Midi, du 42 bis, rue Alsace-Lorraine et 15, rue Rivals, par Léon Jaussely et Gentil et Bourdet (1932), bibliothèque d'étude et du patrimoine (1935) par Jean Montariol.
- Vichy : nombreux bâtiments[37],[38],[39], dont le Petit Casino (1926, actuel centre culturel), le lycée des Célestins (1929), la Maison du Missionnaire (1931), la devanture de la boutique Aux Marocains (début des années 1930), l'Hôtel des Postes par Léon Azéma (1935) et la salle des fêtes (1935).

#### Édifices religieux
- Arvillers : église Saint-Martin ;
- Authuille : église Saint-Fursy ;
- Bagnoles-de-l'Orne : église Saint-Jean-Baptiste ;
- Beuvraignes : Église Saint-Martin ;
- Brie : église Saint-Géry ;
- Cachy : église de l'Assomption-de-la-Sainte-Vierge ;
- Chaulnes : Église Saint-Didier ;
- Cléry-sur-Somme : Église Saint-Martin ;
- Devise : église Saint-Rémi ;
- Driencourt : église Sainte-Radegonde ;
- Le Hamel : église Saint-Médard ;
- Hypercourt : Église Saint-Médard d'Omiécourt ;
- Lamotte-Warfusée : Église Saint-Pierre ;
- Maisons-Alfort : église Sainte-Agnès ;
- Marcelcave : église Saint-Marcel ;
- Moreuil : église Saint-Vaast ;
- Pys : église Saint-Fursy ;
- Reims : Église Saint-Nicaise (1923) ;
- Roisel : Église Saint-Martin ;
- Roye : Église Saint-Pierre ;
- Sailly-Laurette : église Saint-Quentin ;
- Sailly-le-Sec : église Saint-Martin ;
- Vaire-sous-Corbie : église Saint-Germain-l'Auxerrois ;
- Vichy : église Notre-Dame-des-Malades (à partir de 1931) ;
- Villers-Bretonneux : église Saint-Jean-Baptiste

On trouve beaucoup d'autres exemples de bâtiments s'inspirant plus ou moins de l'architecture Art déco à travers toute la France ; mais ils sont plus particulièrement présents dans les zones du nord et de l'est de la France ayant souffert de destructions durant la Première Guerre mondiale, la « Reconstruction » y a très largement fait appel au style en vogue à l'époque, parfois associé à des éléments d'architecture régionale.

### Belgique
- Bruxelles : basilique de Koekelberg, villa Empain, gare de Bruxelles-Central, Palais des beaux-arts, l'ancienne maison de la Radio, actuel centre Flagey, palais du Heysel, église Saint-Augustin, Musée Alice et David van Buuren (intérieur), cité-jardin du Kapelleveld à Woluwe-Saint-Lambert, maison communale de Woluwe-Saint-Lambert, Résidence Palace, actuel siège du conseil européen, maison communale de Forest, bâtiment Citroën, place de l'Yser, Rue Jules Lejeune 37 (maison de rapport)
- Anvers : Église du Christ-Roi, la Boerentoren
- Liège : voir Art déco à Liège
- La tour-bibliothèque de l'Université de Gand
- Hôtel-brasserie du Parc, à Ostende
- L'hôtel de ville et la maison culturelle (maison Masse) de Quaregnon
- Théatre du Vaudeville, galeries Saint-Hubert

### Royaume-Uni

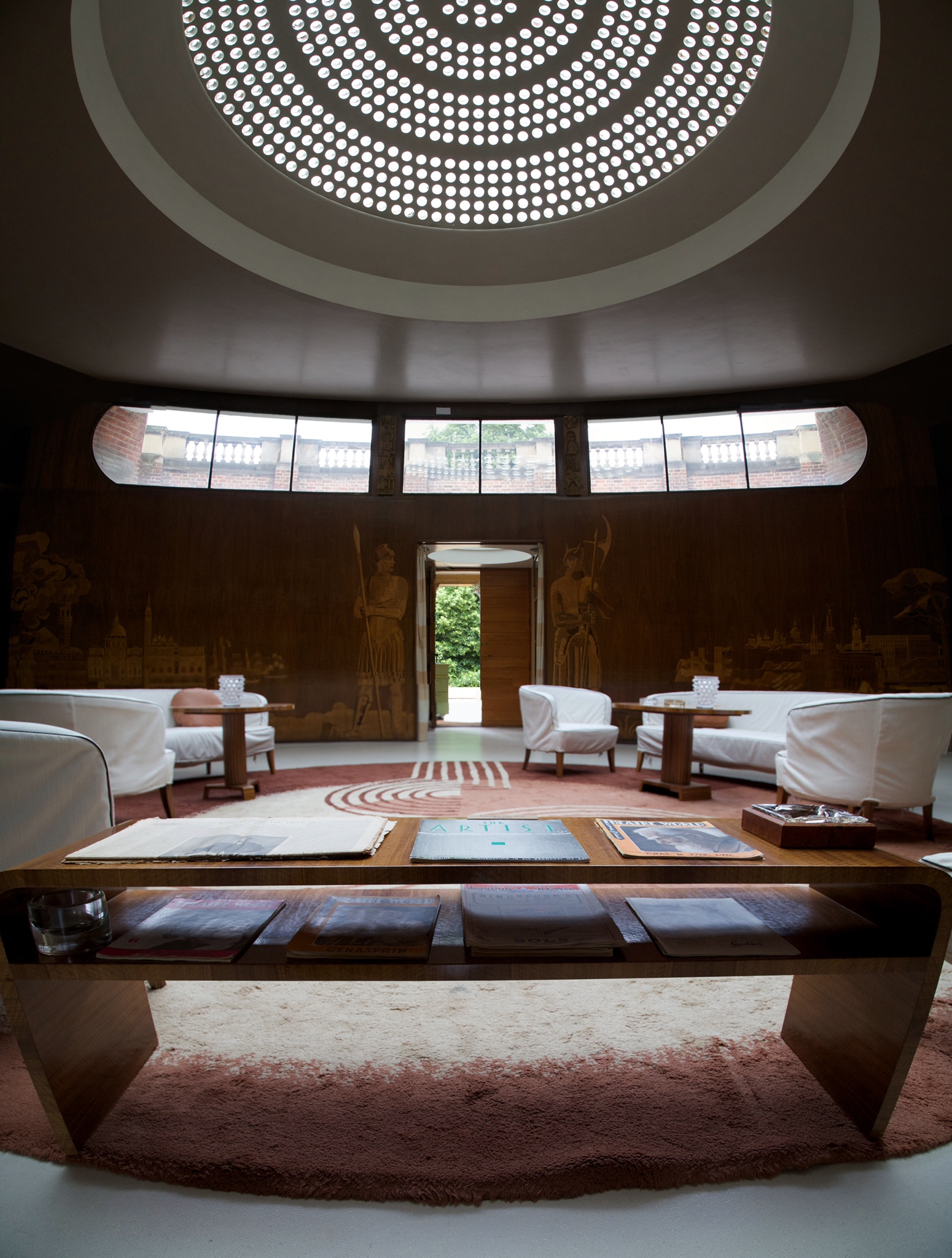
Salon du palais d'Eltham.

- Londres : intérieur du palais d'Eltham, Senate House de l'Université de Londres, Shell Mex House, Daily Telegraph Building, Battersea Power Station, Hôtel Dorchester, Odeon Leicester Square, Broadcasting House, le quartier général de la BBC, station de métro de Arnos Grove, station de métro de Bounds Green, station de métro de Chiswick Park, station de métro de East Finchley, station de métro de Southgate, station de métro de Turnpike Lane, station de métro de Sudbury Town

### Autres pays

#### Afrique
- Érythrée : Asmara, le cinéma Impero, le palais du Gouverneur.
- Maroc : Hôtel Lincoln, à Casablanca.
- Tunisie : édifices art déco à Tunis, dont l'immeuble La Nationale et la Grande synagogue de Tunis.

#### Amériques
- Canada :
  - Québec : édifice Price ;
  - Sudbury (Ontario) : École Saint-Louis-de-Gonzague[40] ;
  - Montréal (Québec) : le pavillon Roger-Gaudry de l'université de Montréal ; l'édifice Aldred dans le Vieux-Montréal.
- États-Unis :
  - Floride : l'architecture Art déco de Miami ;
  - New York (État de New York) : le Chrysler Building ; le Rockefeller Center (un complexe architectural Art déco) ; l'Empire State Building (plus haut gratte-ciel du monde de 1931 à 1970) ; l'Hôtel Waldorf-Astoria ;
  - Chicago (Illinois) : le Old Dearborn Bank Building ; le Chicago Board of Trade Building (siège de la bourse de Chicago), le Carbide & Carbon Building, le Merchandise Mart (plus grand bâtiment du monde à son achèvement en 1930) ; le Palmolive Building (ancien siège du magazine Playboy) ;
  - Cincinnati (Ohio) : la Carew Tower ;
  - Arizona et Nevada : le Barrage Hoover (sculptures).

#### Asie
- Cambodge : gare de Phnom Penh, le marché central de Phnom Penh, le Raffles Hotel Le Royal.
- Chine : architecture Art déco à Shanghai.
- Japon : musée d'art métropolitain Teien de Tokyo.
- Vietnam : Banque d'État du Viêt Nam (lors de la construction, Banque de l'Indochine)
- Russie : immeuble des cent-appartements, à Novossibirsk.

#### Europe
- Allemagne : Renaissance-Theater, à Berlin.
- Lituanie : gare de Marijampolė, le musée de la guerre-Vytautas le Grand.

#### Océanie
- Nouvelle-Zélande : nombreux édifices de Napier, ville de Nouvelle-Zélande reconstruite en style Art déco, après un tremblement de terre en 1931.

### Galerie

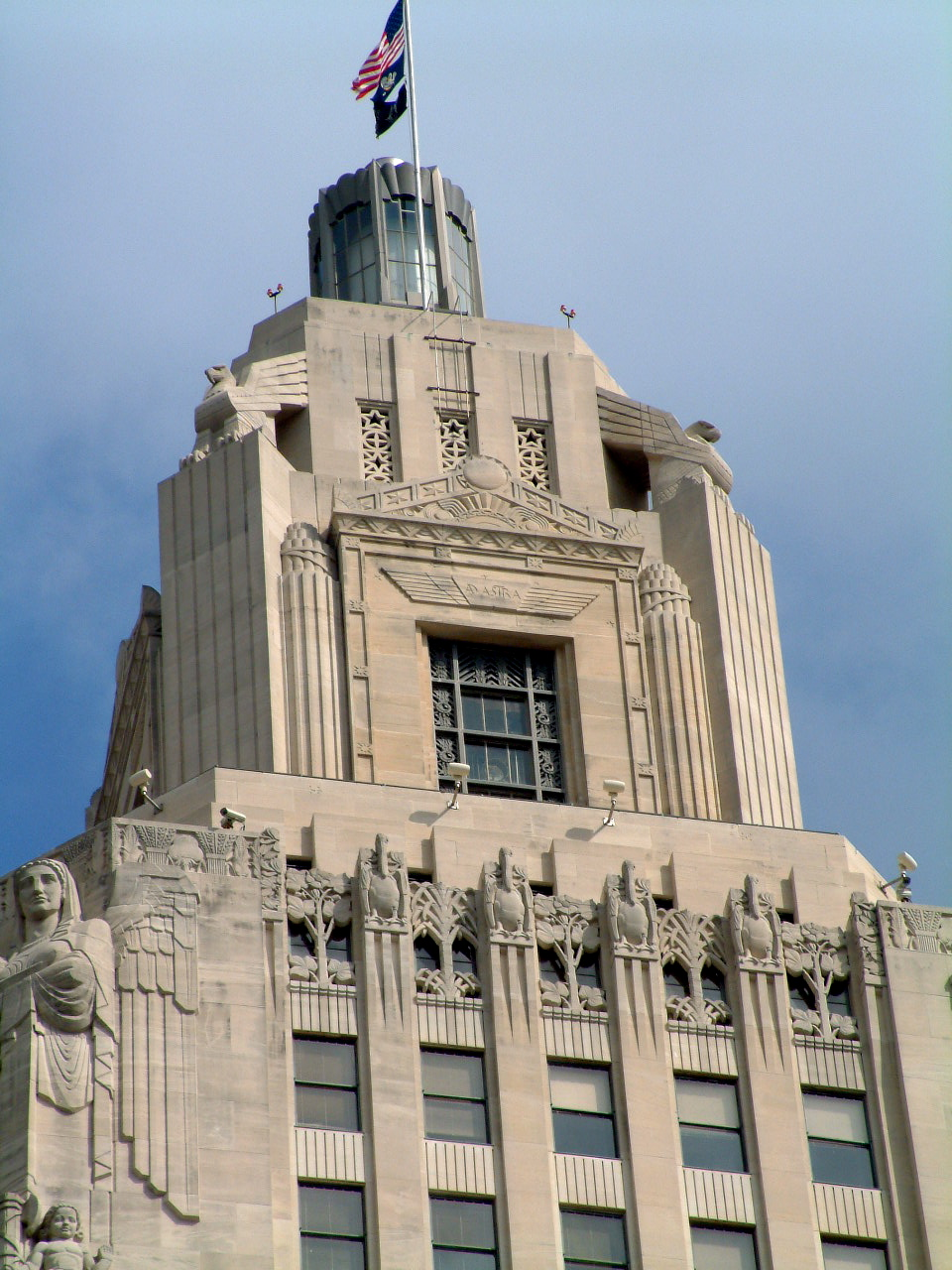
Capitole de l'État de Louisiane, Baton Rouge (1930-1932).
Palais de la Porte-Dorée à Paris (1931).
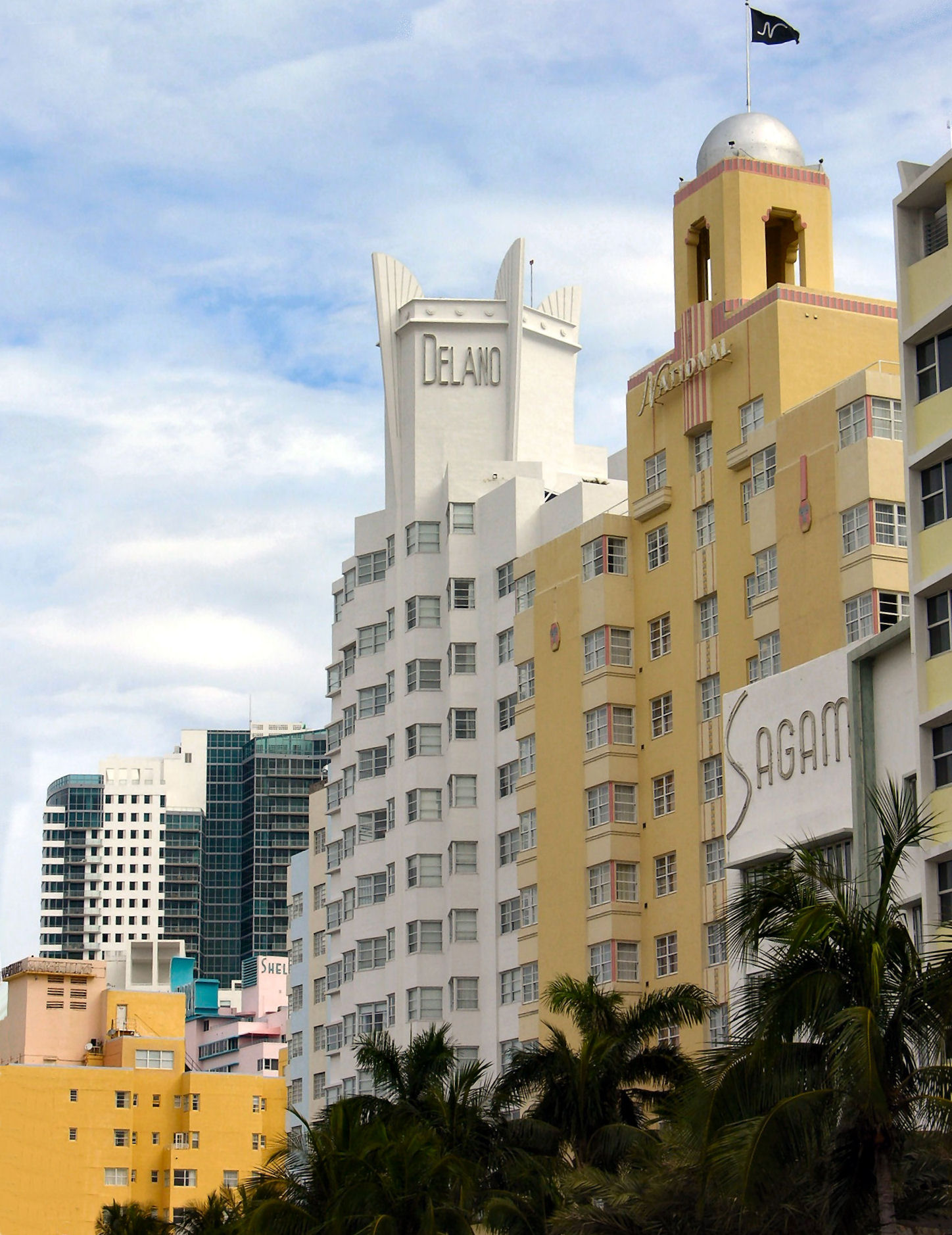
Hôtels Art Deco de Miami Beach, sur Ocean Drive.
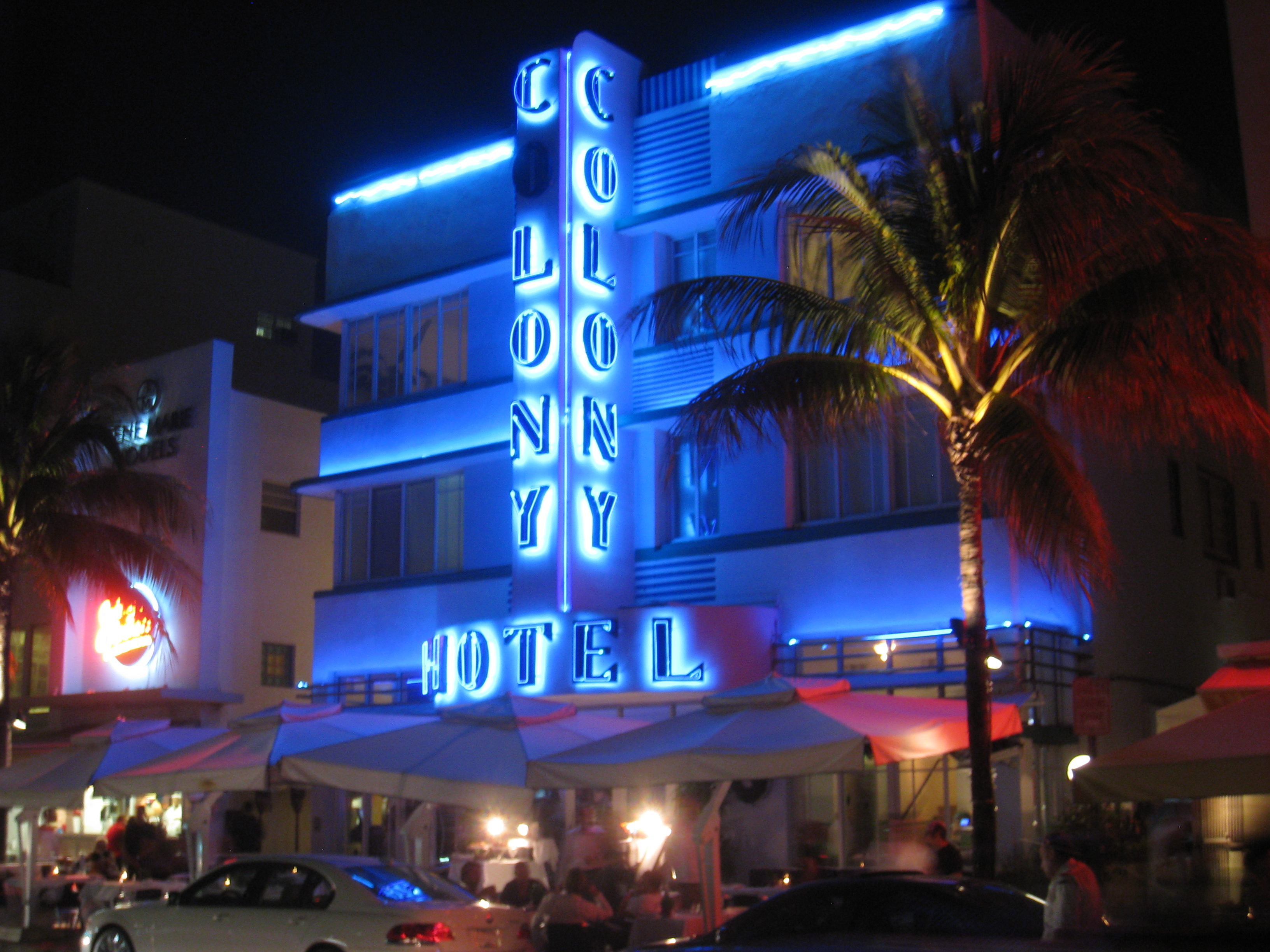
Colony Hotel, South Beach, Miami Beach.
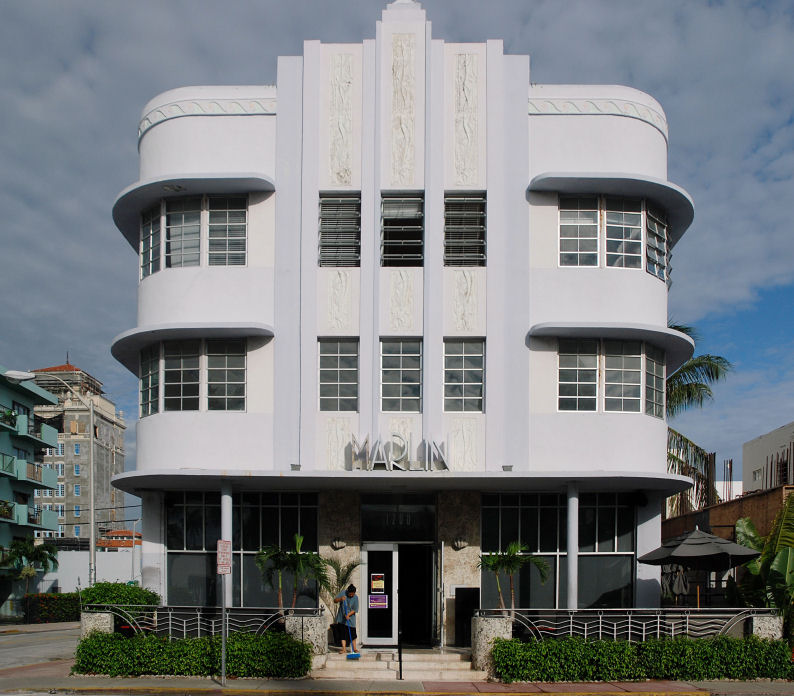
Marlin Hotel sur Collins Avenue, Miami Beach.
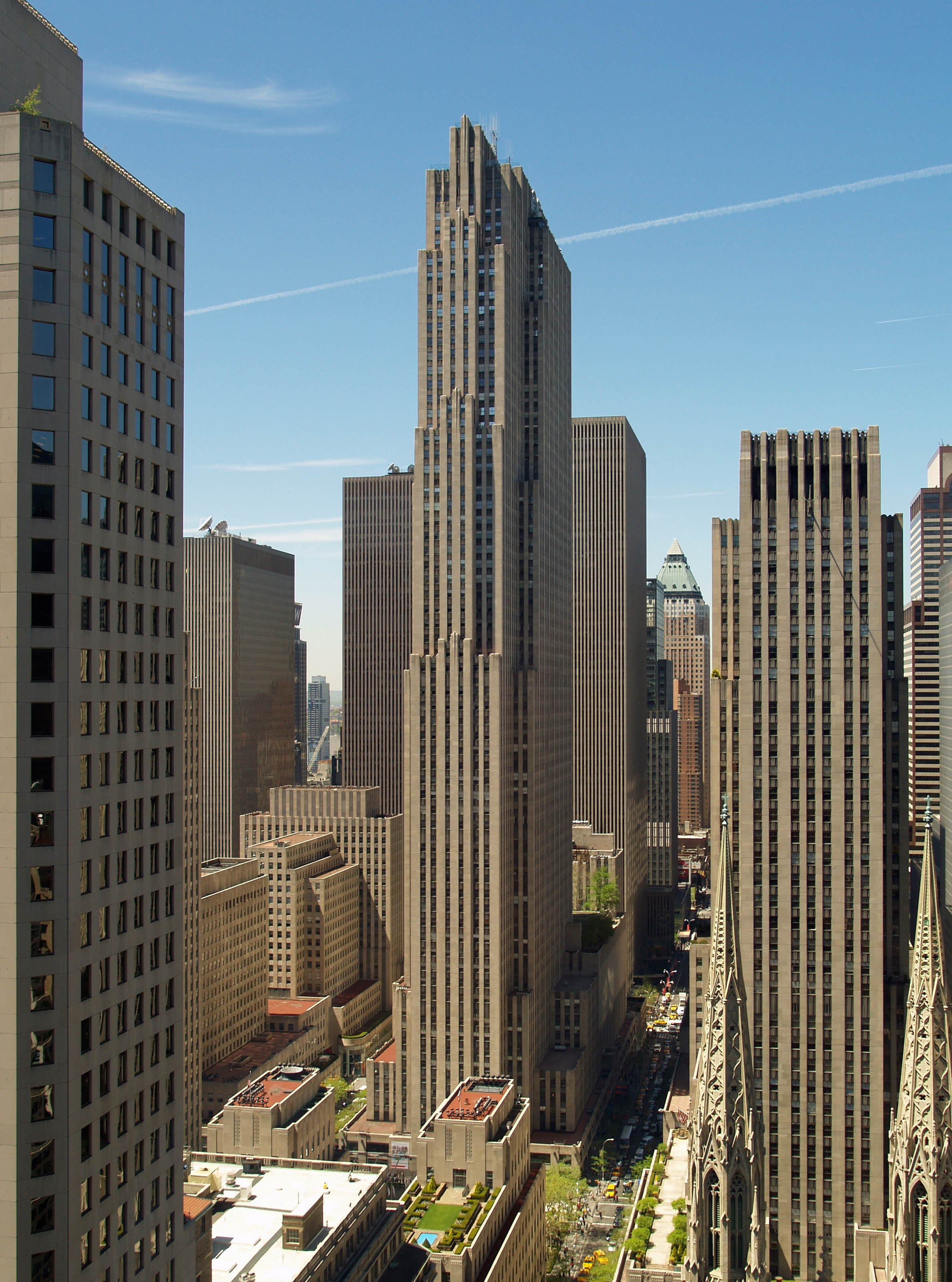
GE Building (Rockefeller Center), New York (1933).
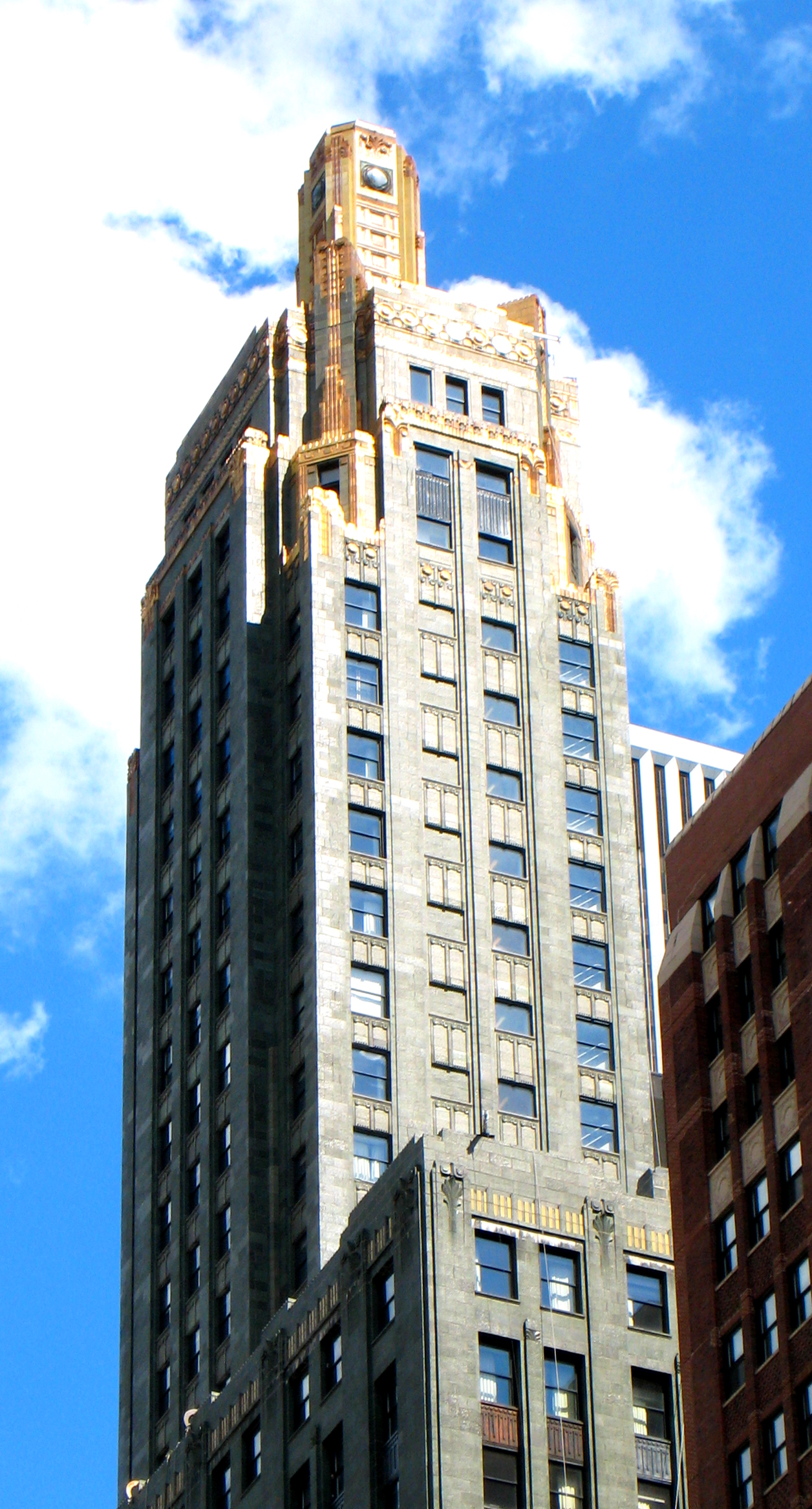
Carbide & Carbon Building, Chicago (1929).
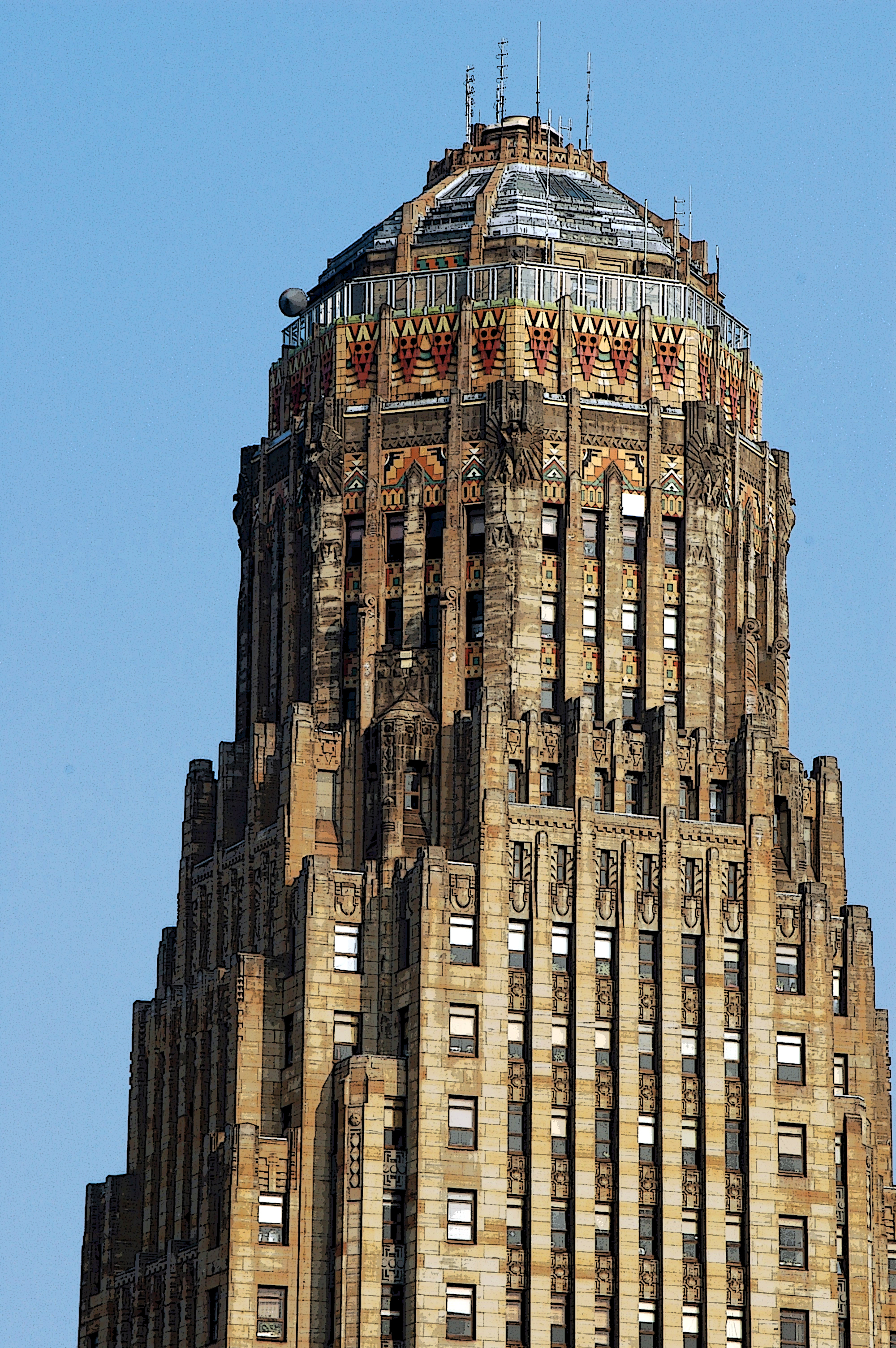
Flèche de l'hôtel de ville de Buffalo (1935).
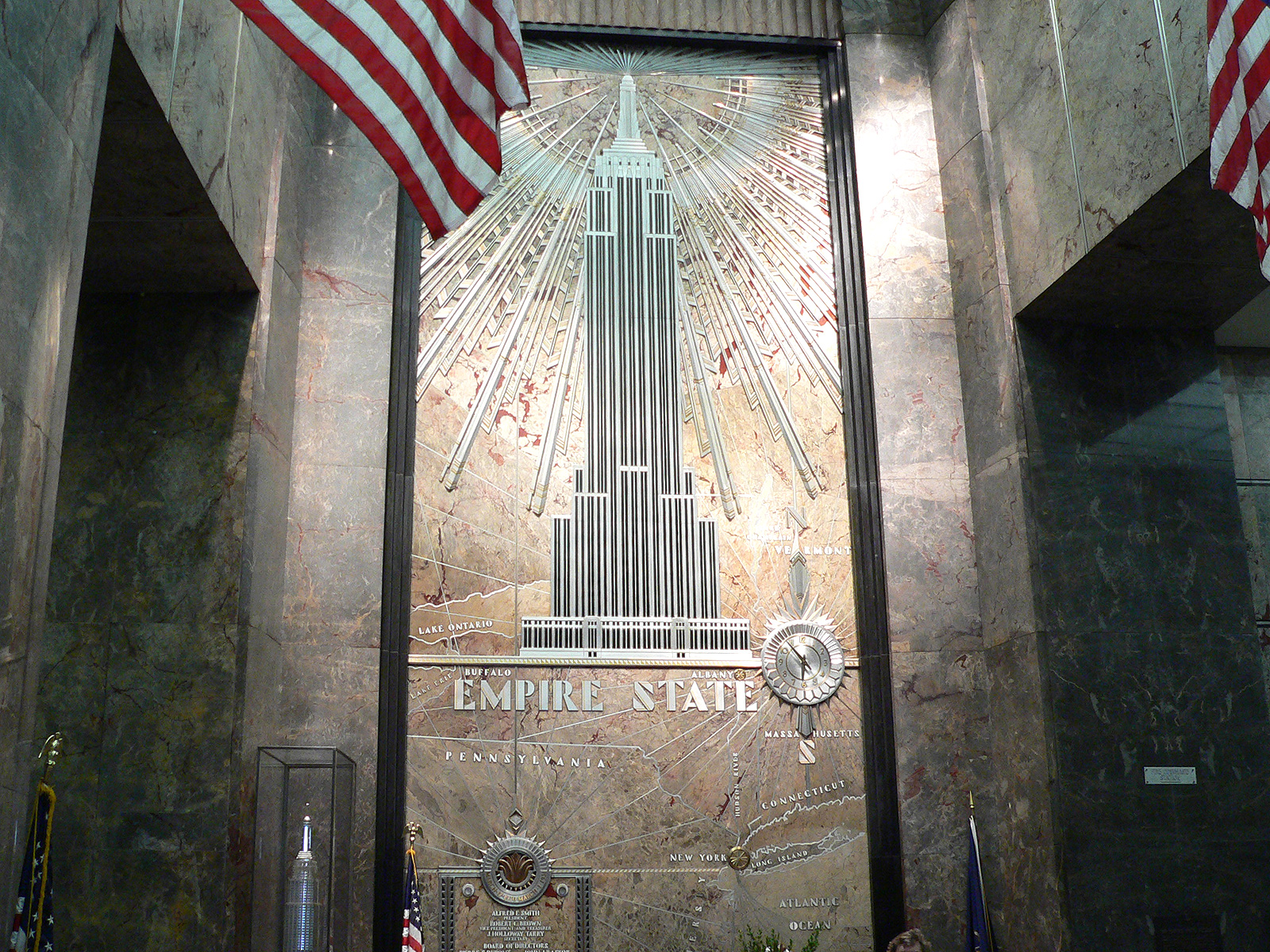
Bas-relief de l'Empire State Building dans son hall.
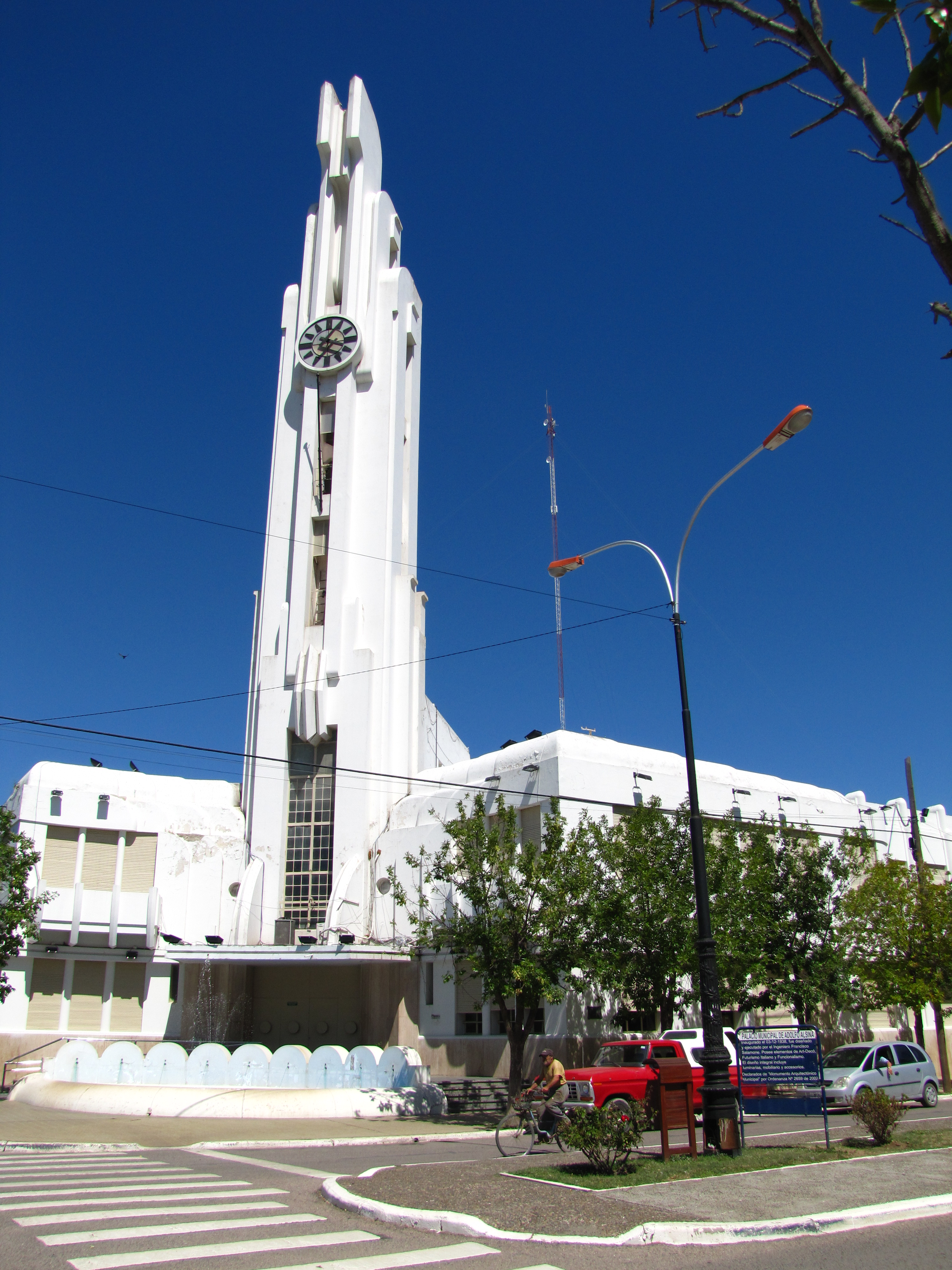
Palais municipal de Carhué, Argentine.
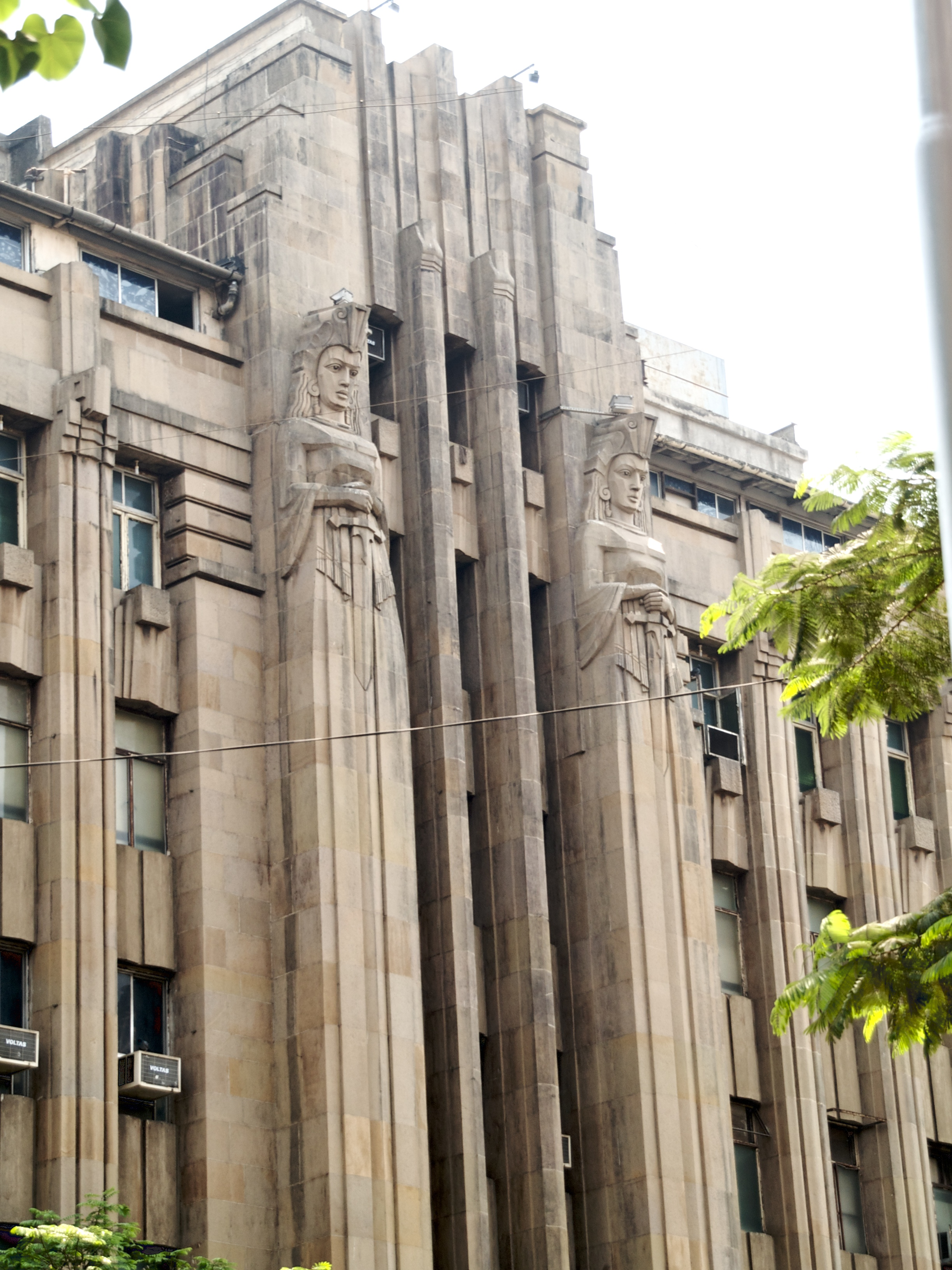
Assurances New India, Bombay (1936).
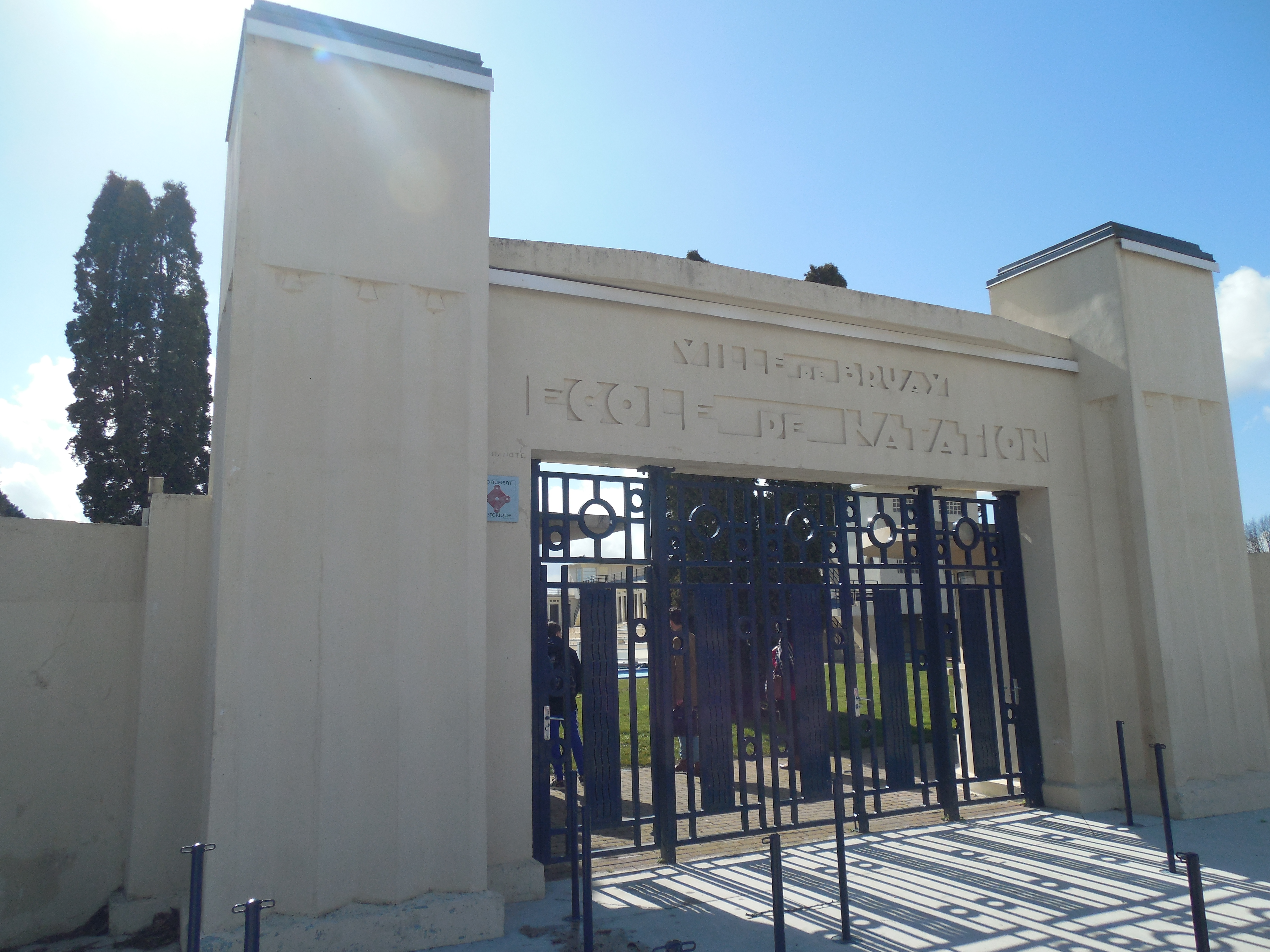
Piscine Roger-Salengro, Bruay-la-Buissière (1936).
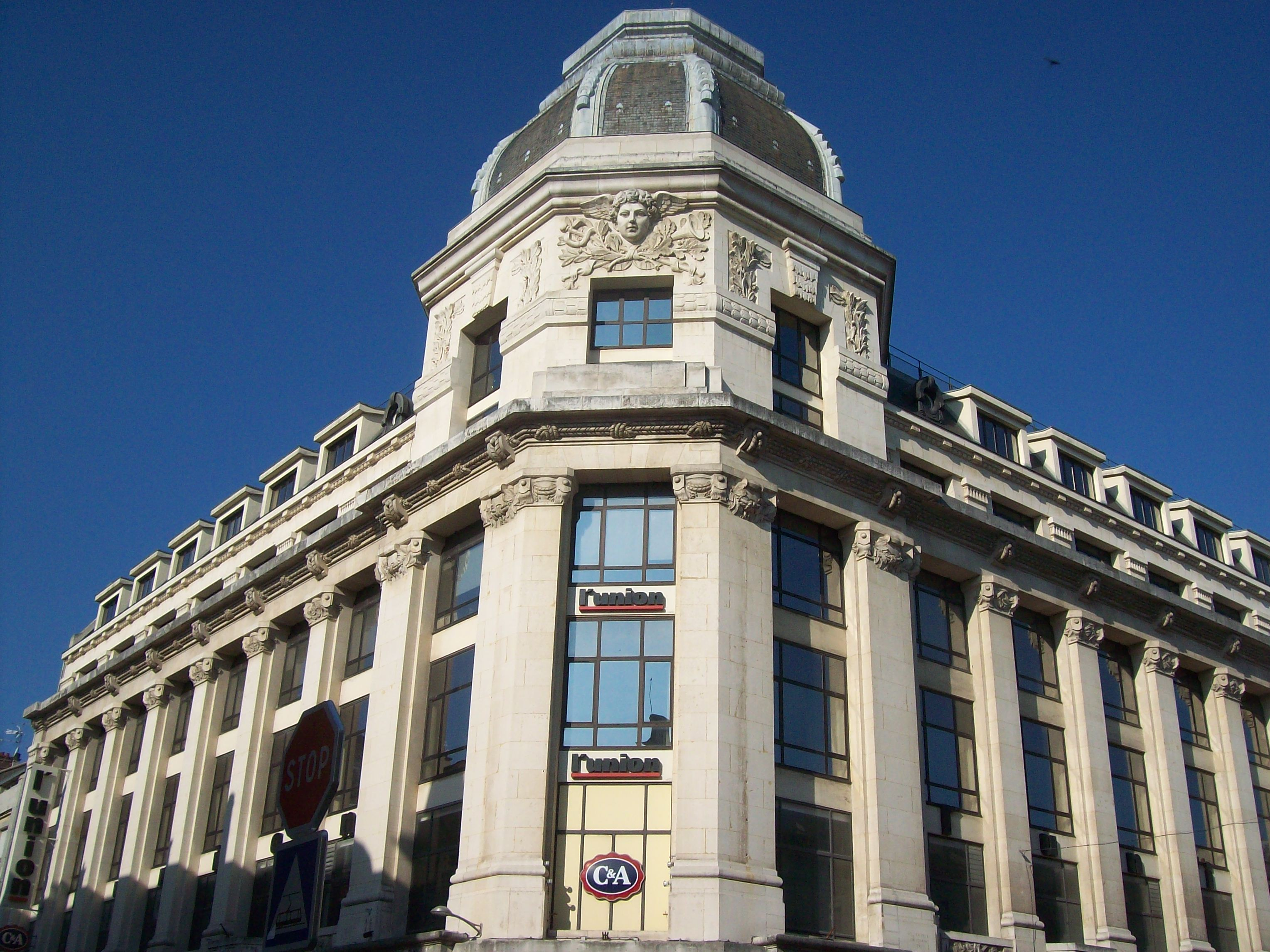
Immeuble du 18, rue de Vesle, Reims (1925).
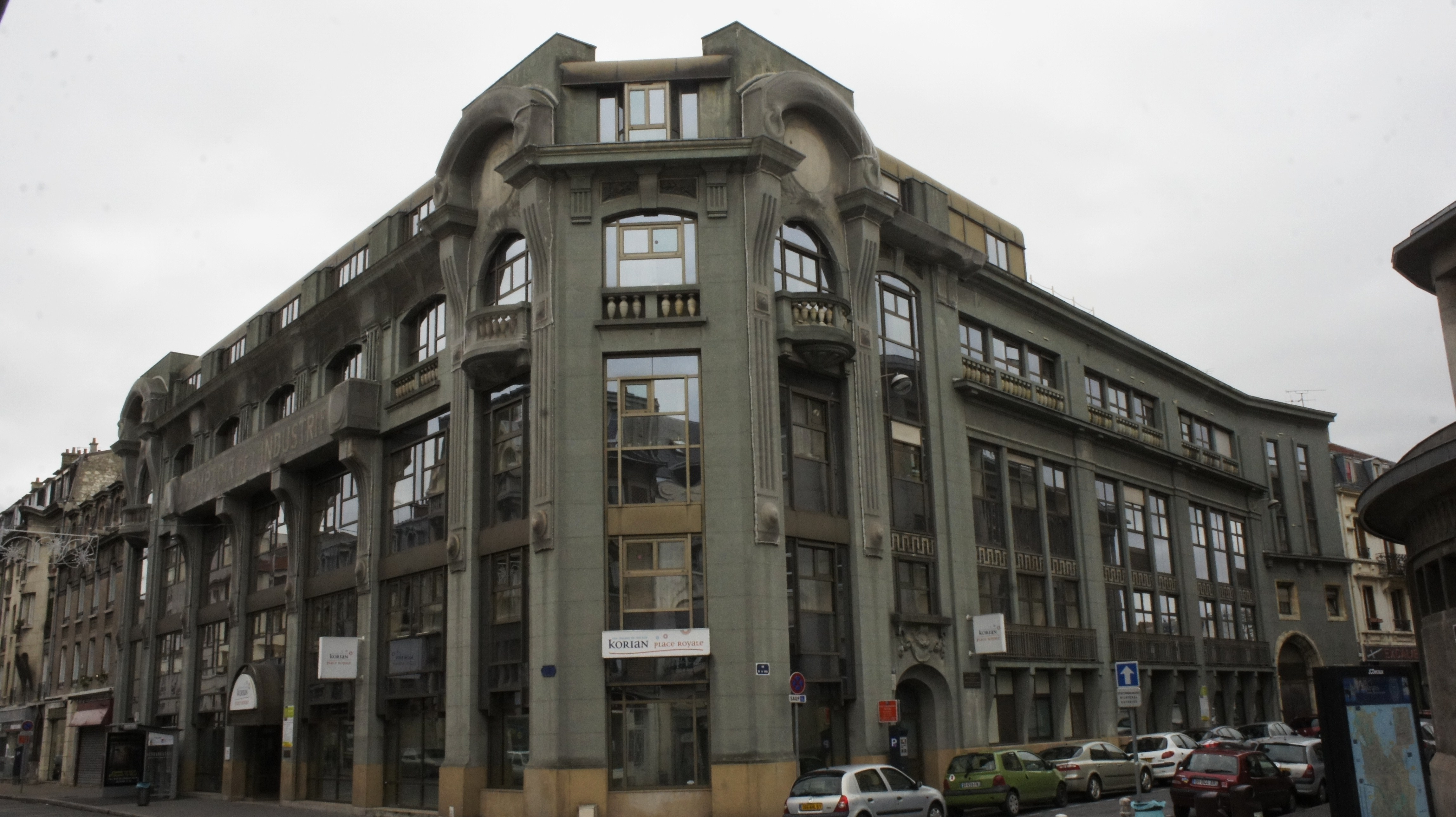
Le Comptoir de l’Industrie, Reims (1930).
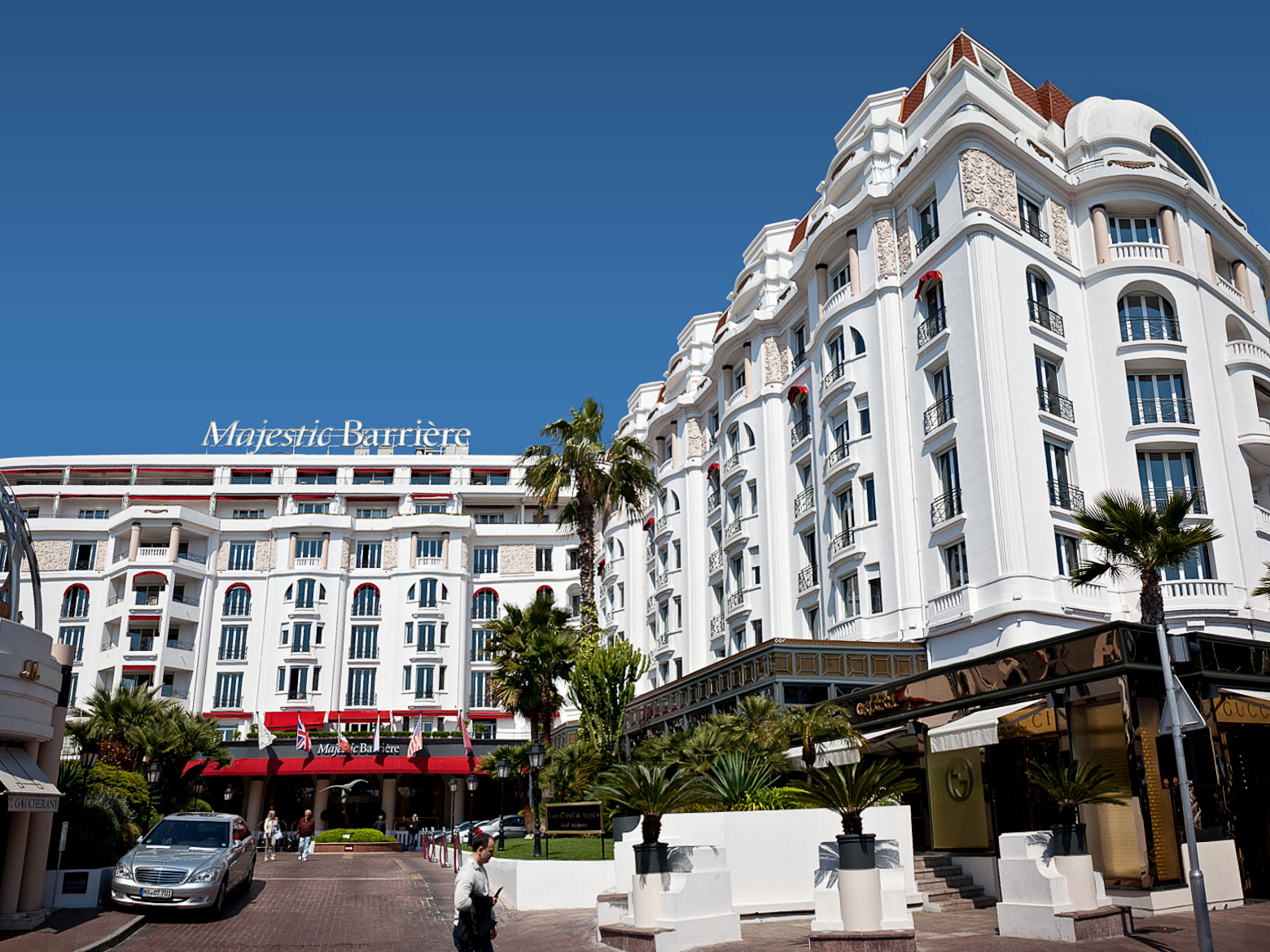
Hôtel Majestic de Cannes.
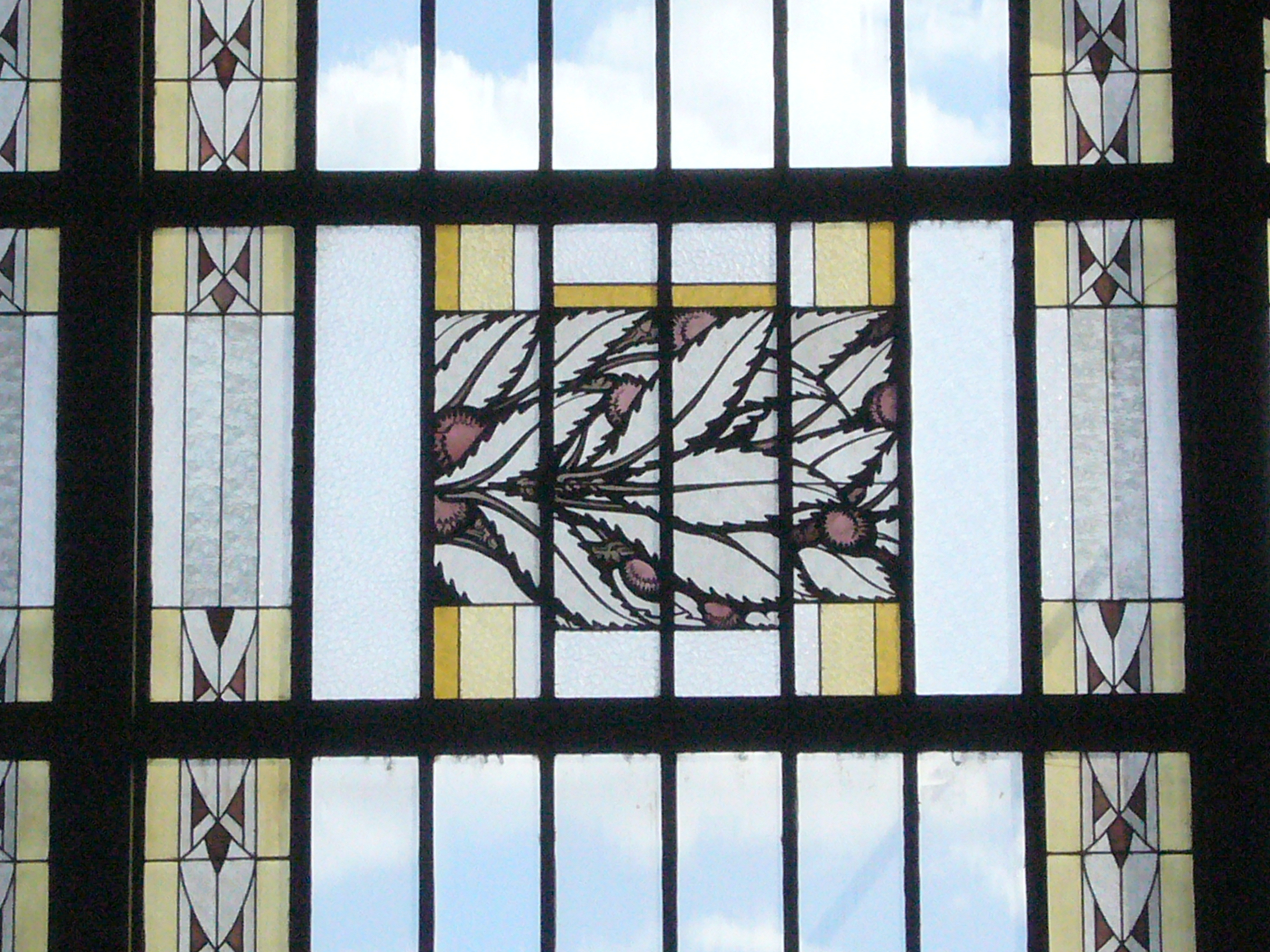
Vitrail de la gare de Limoges-Bénédictins (1929).
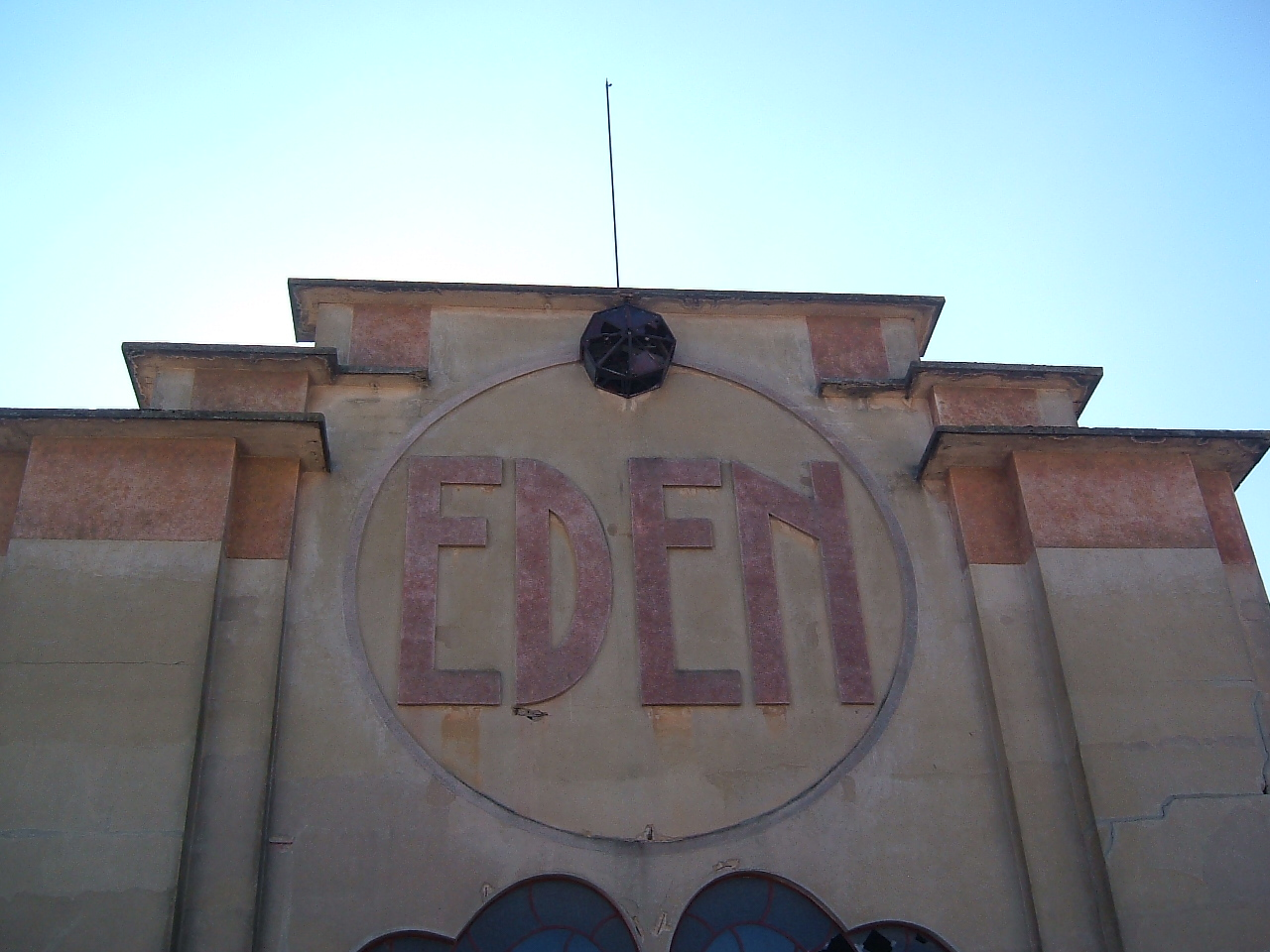
Cinéma Eden de Saint-Jean-d'Angély (Charente-Maritime, France), par André Guillon (1931).
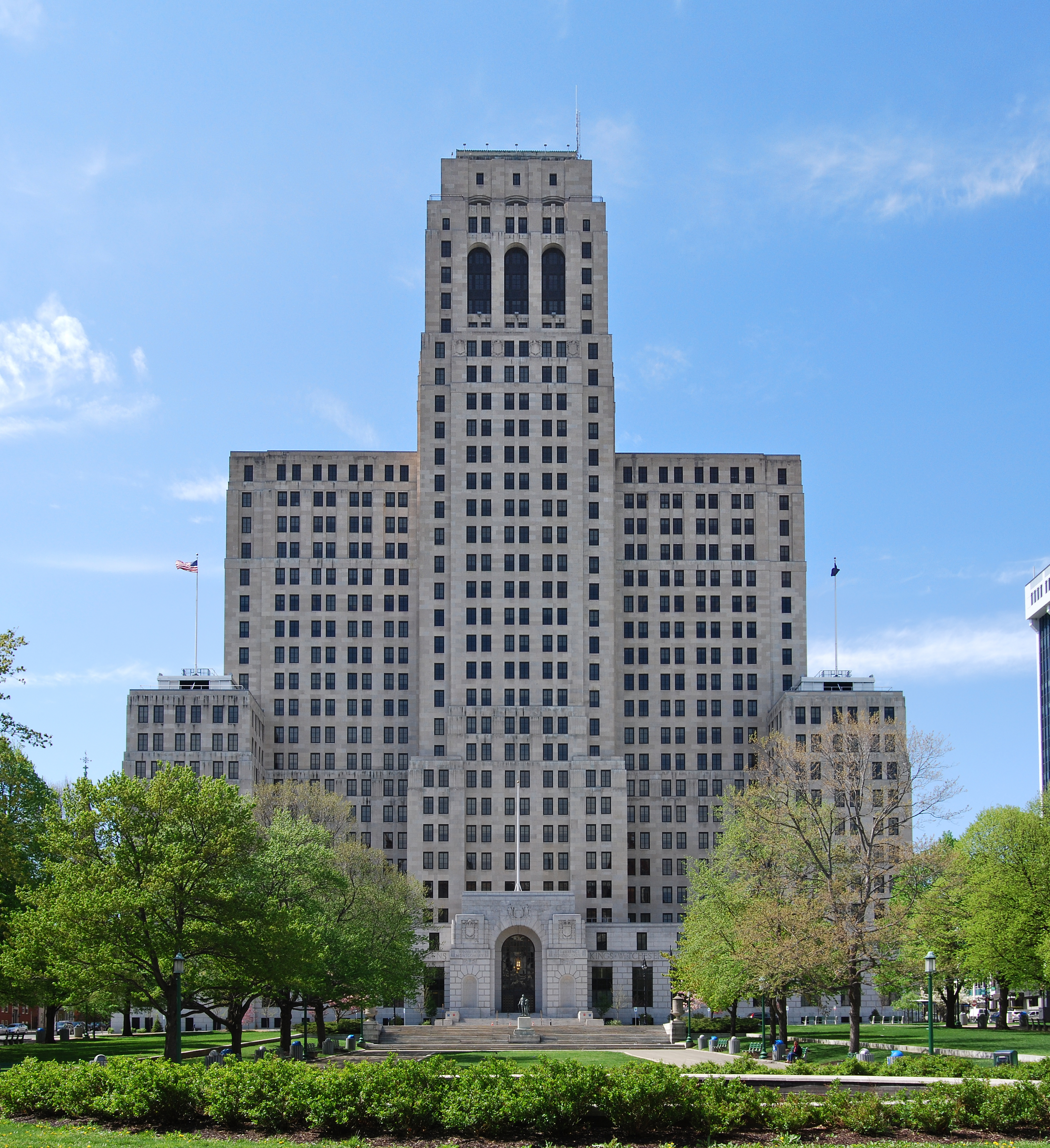
Alfred E. Smith State Office Building à Albany (New York).
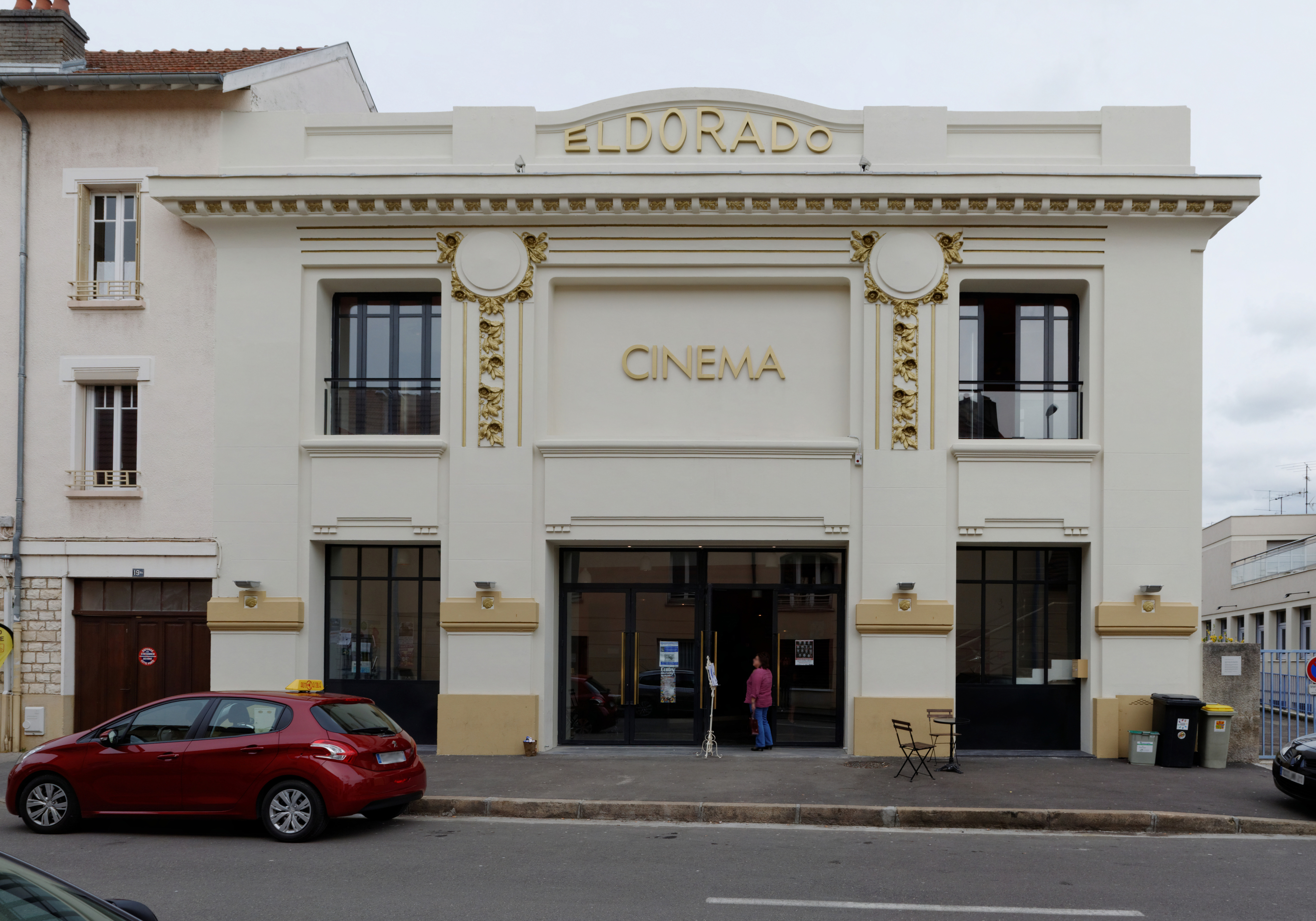
Cinéma Eldorado de Dijon (Côte-d'Or, France, 1920).
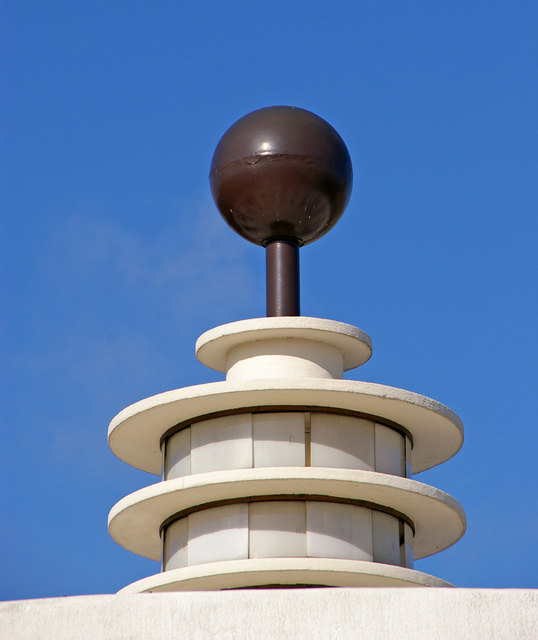
Élément décoratif sur la station de métro de Southgate à Londres.
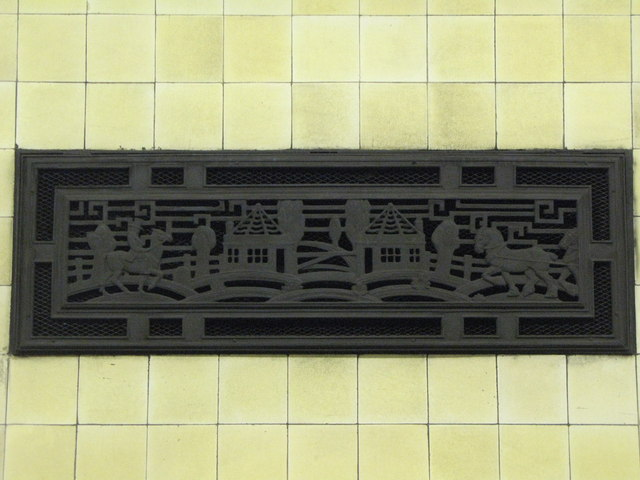
Panneau à ventilation à la station de métro de Turnpike Lane à Londres.
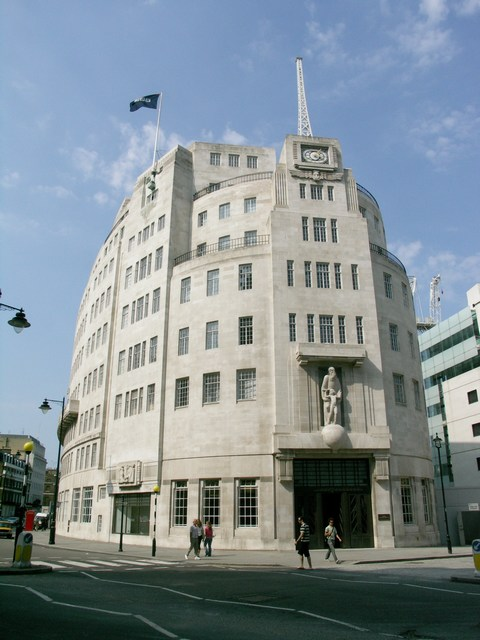
Broadcasting House, Londres (1932), à côté de l'église All Souls.
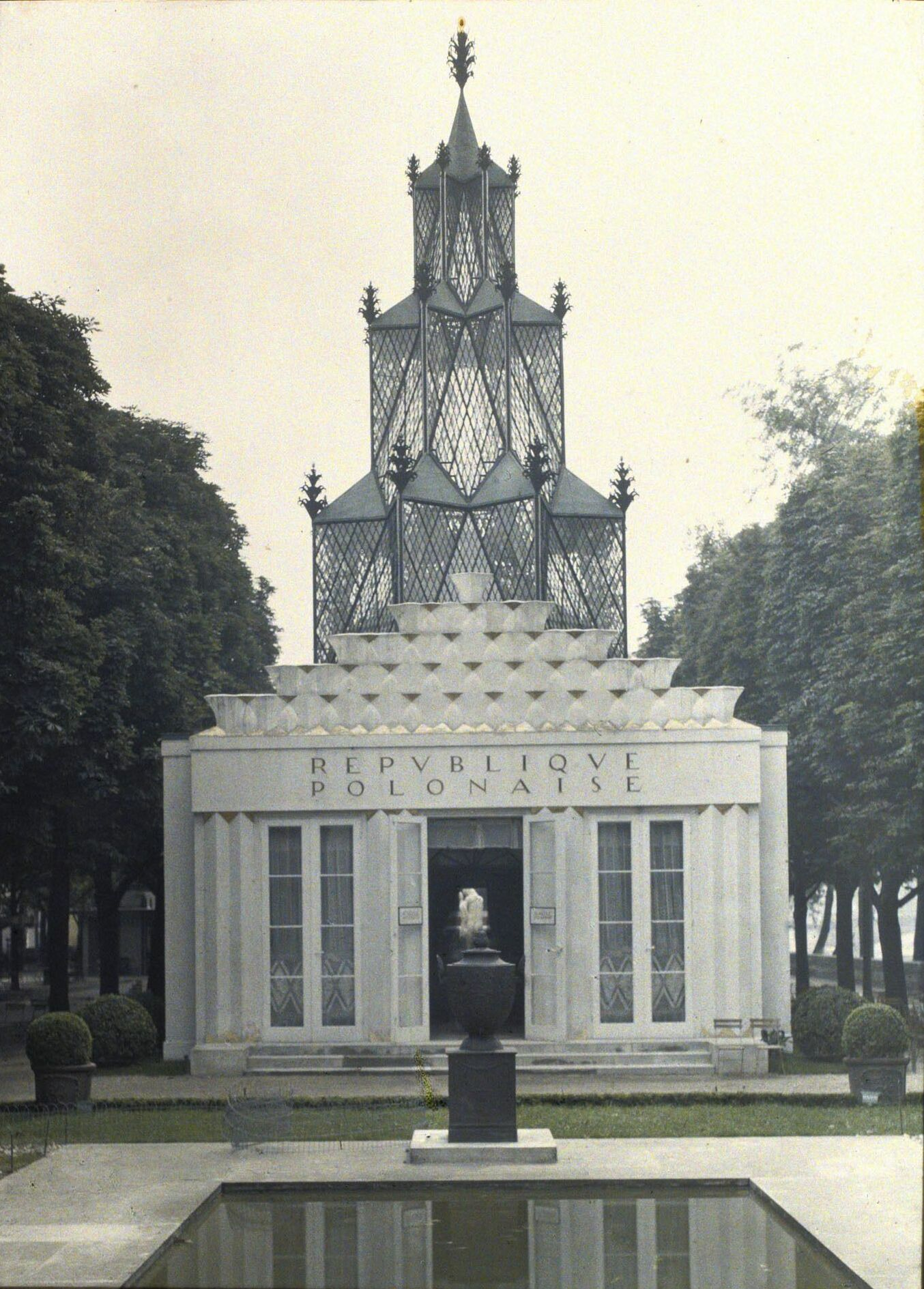
Pavillon de la Pologne, Paris (1925).
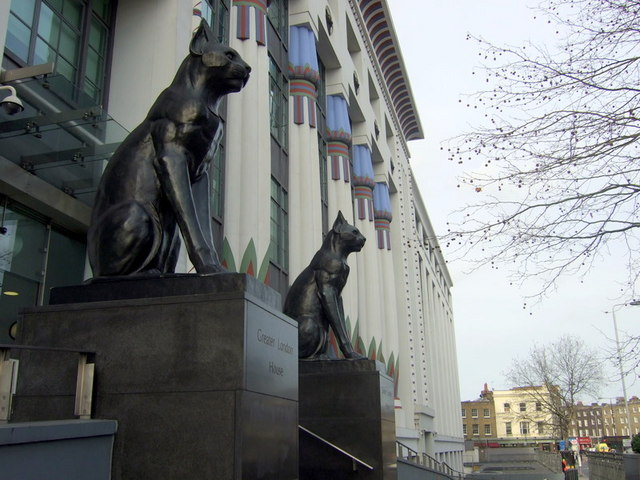
La Carreras Cigarette Factory, Londres (1928).
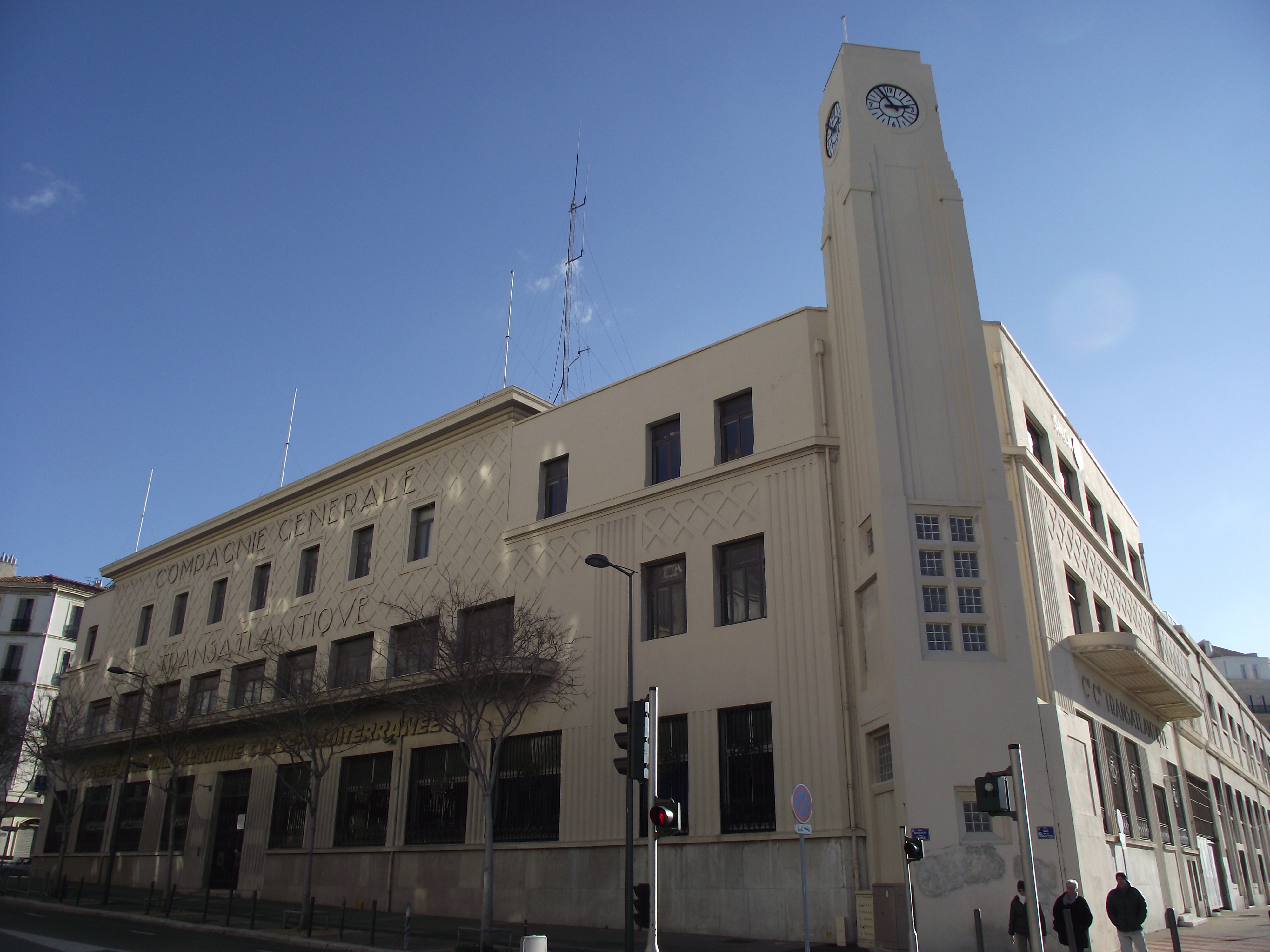
Compagnie Générale Transatlantique, Marseille (1928).
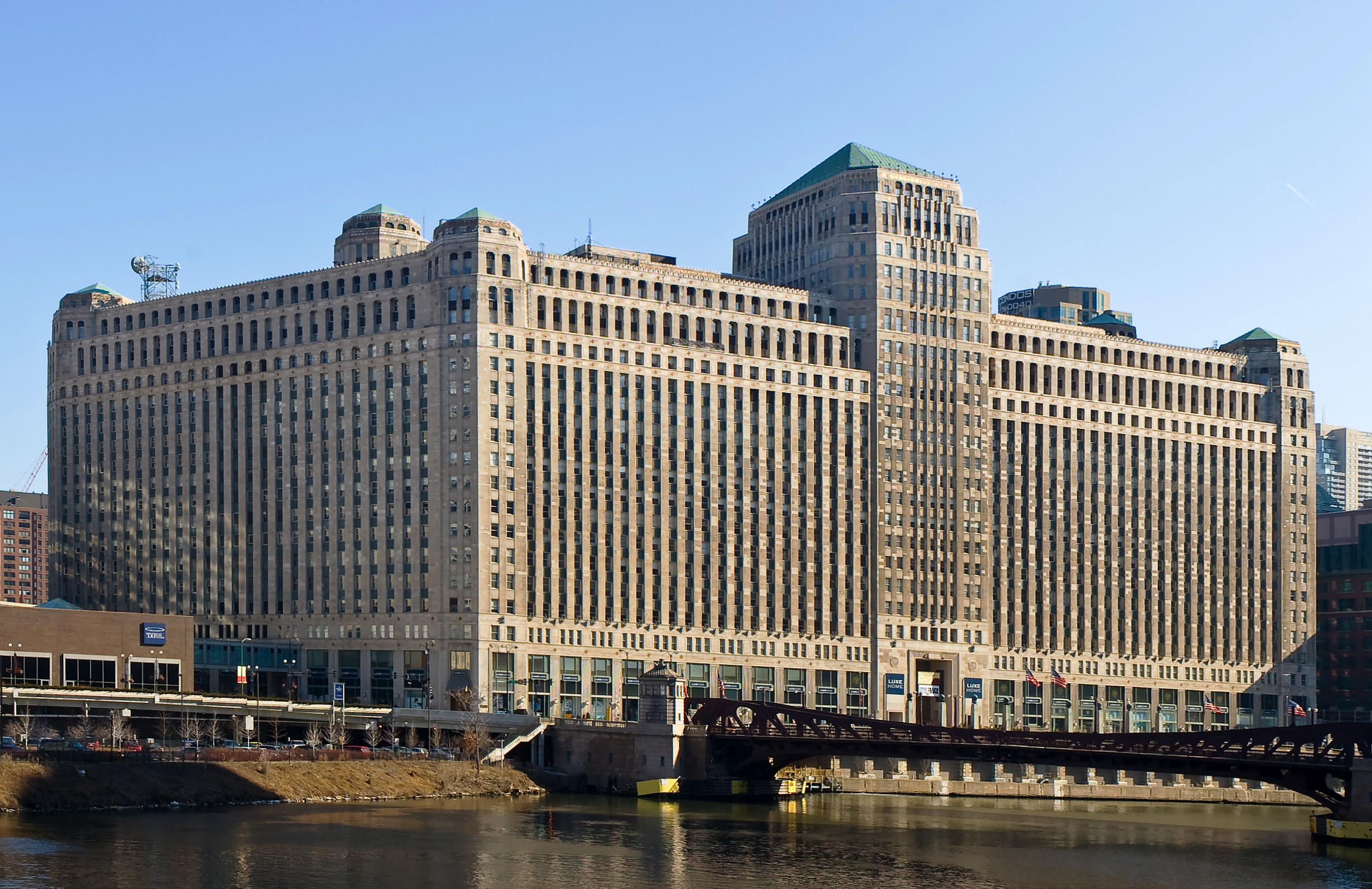
Merchandise Mart, Chicago (1930).
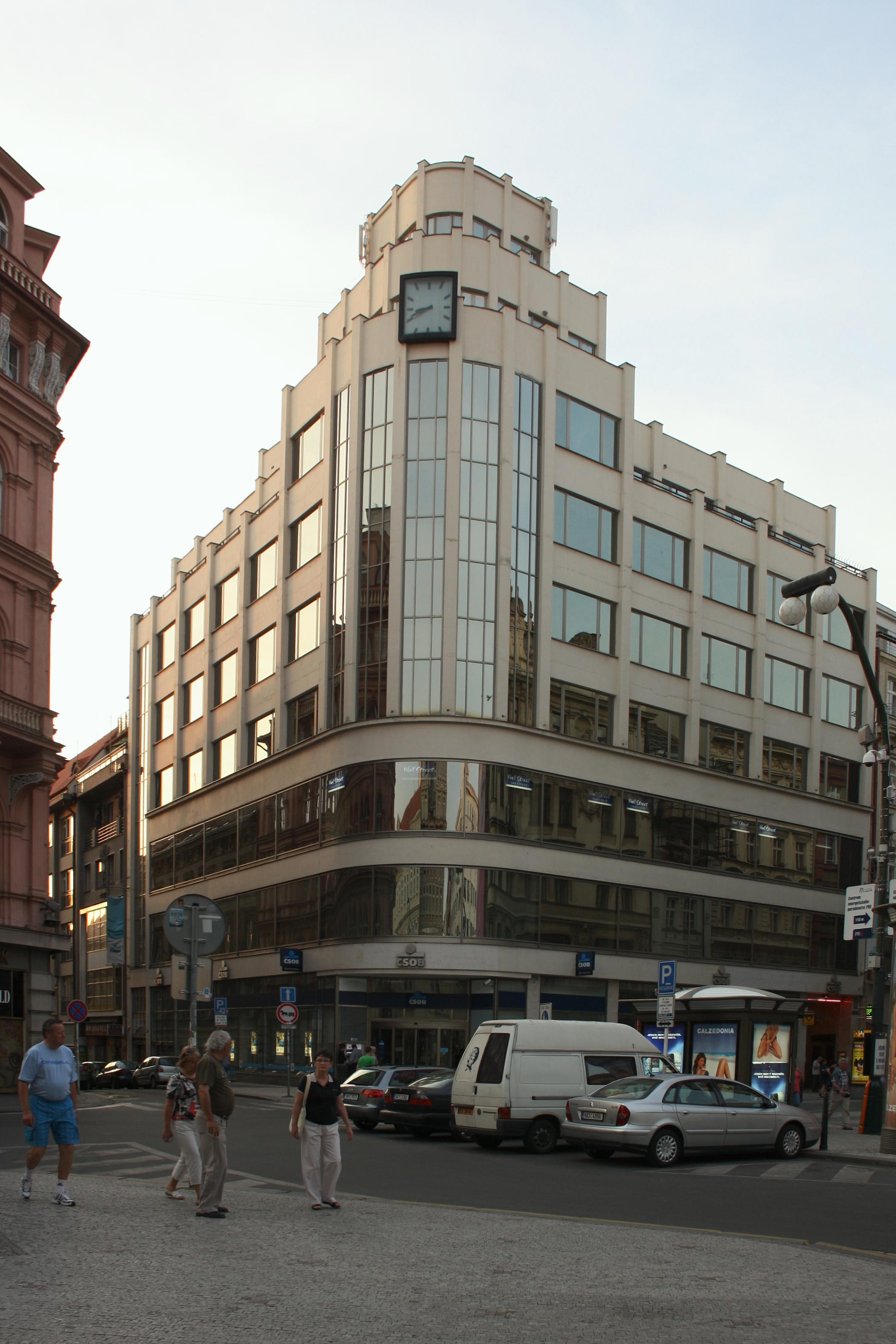
Palais ARA, Prague (1928).
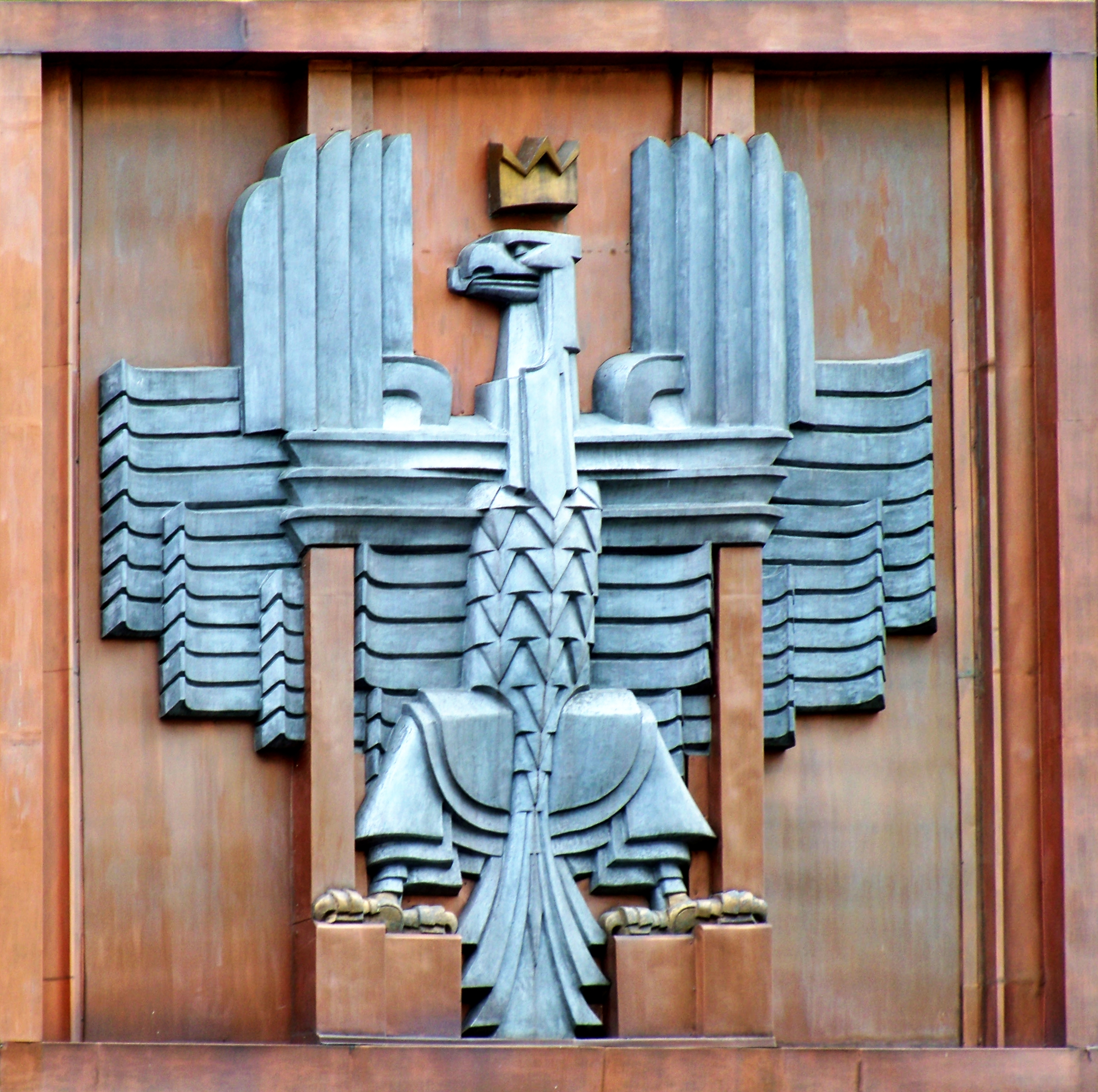
Armoiries de la Pologne, façade du bâtiment de la poste à Varsovie (1934)[41].
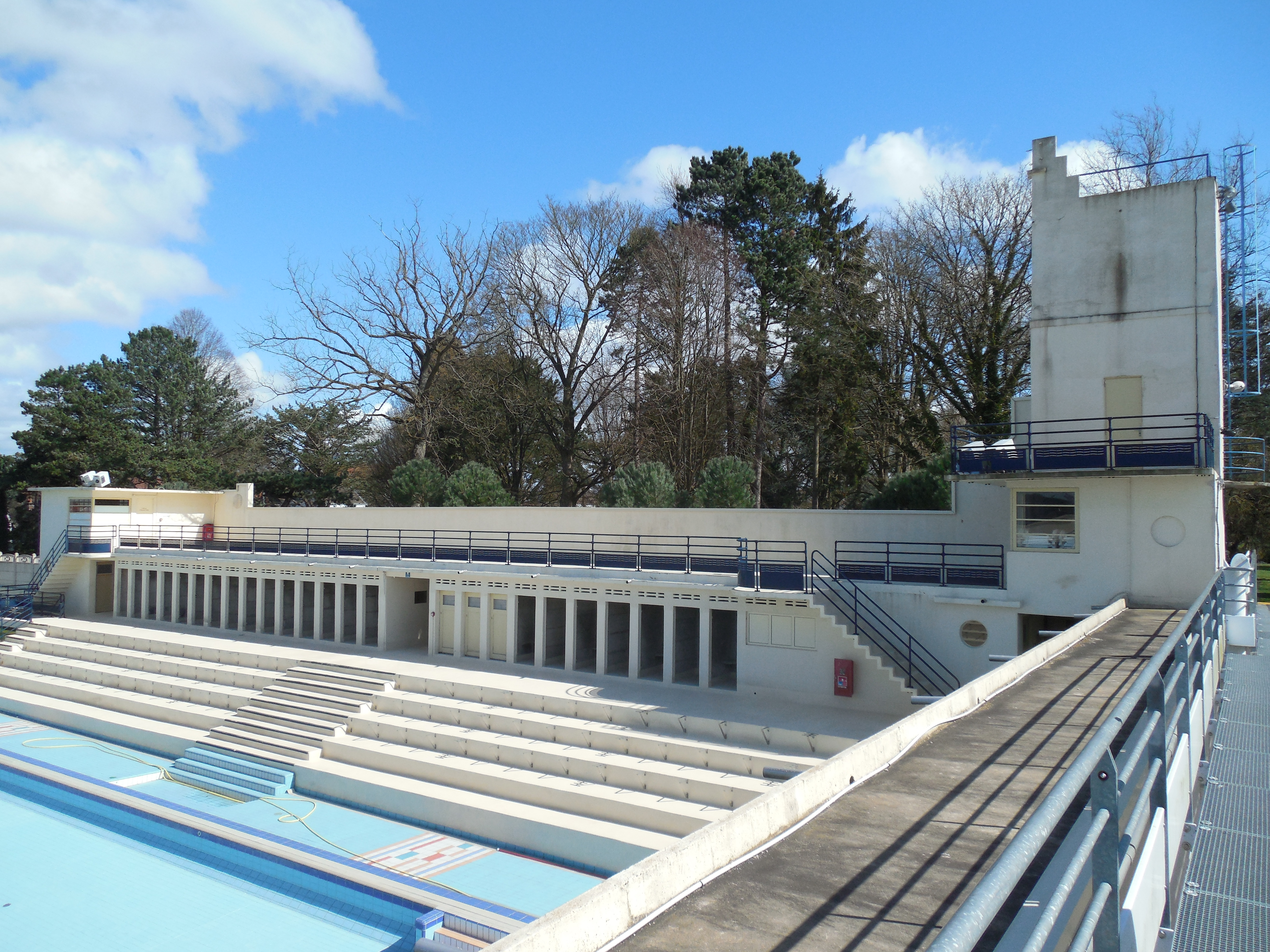
Piscine Roger-Salengro à Bruay-la-Buissière.
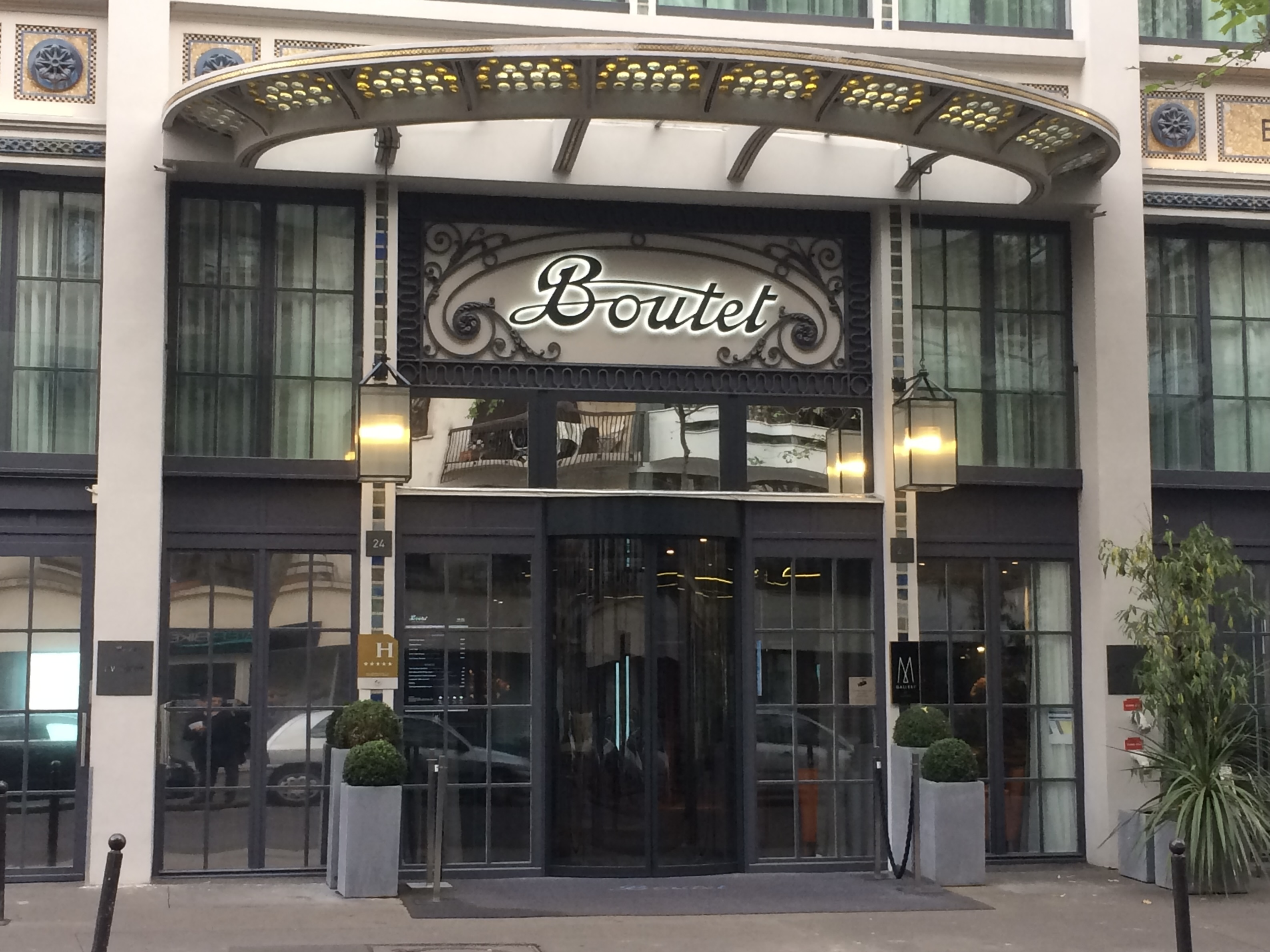
Hôtel Paris Bastille Boutet, 22-24, rue Faidherbe à Paris.
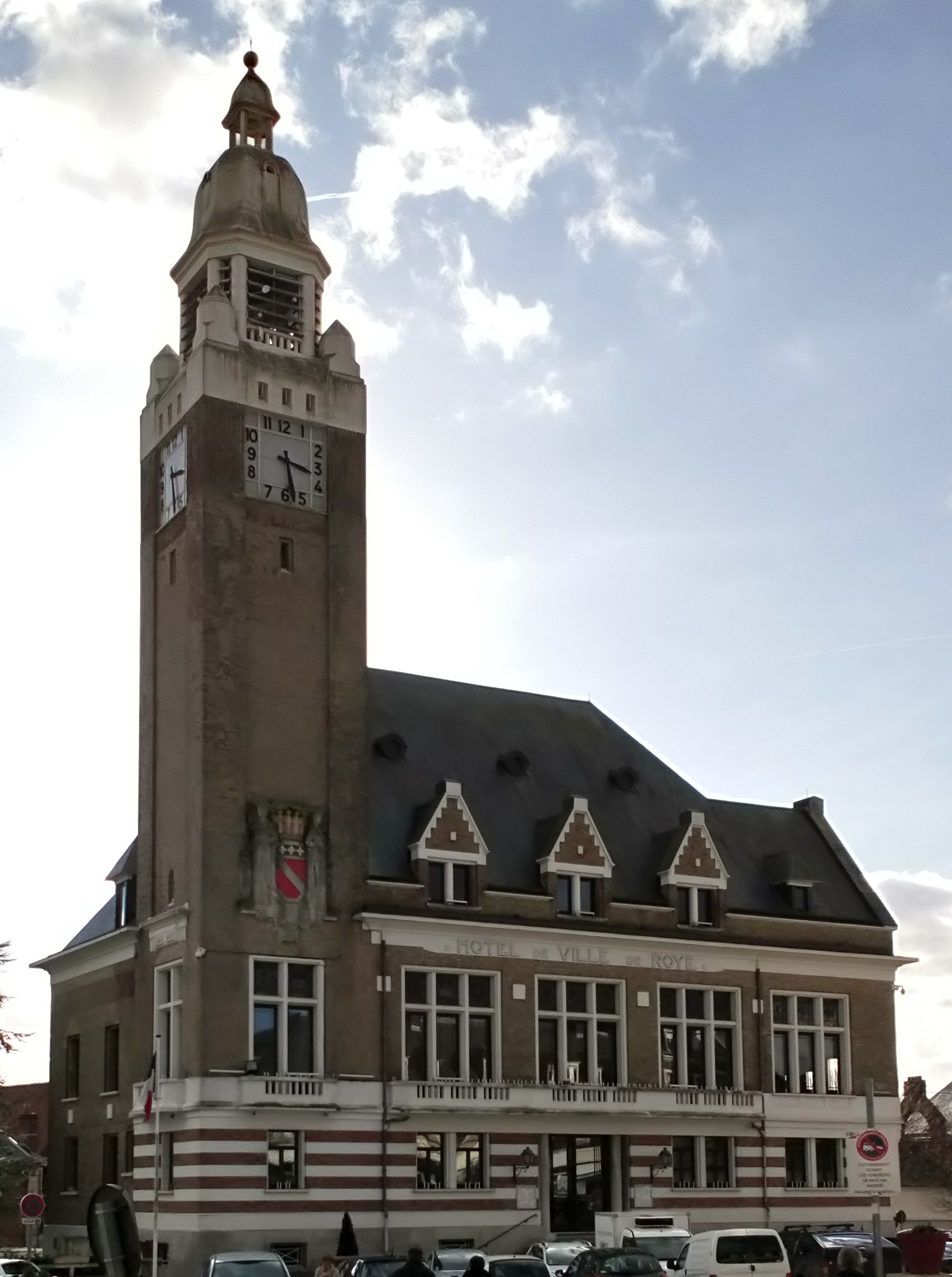
Hôtel de ville de Roye.
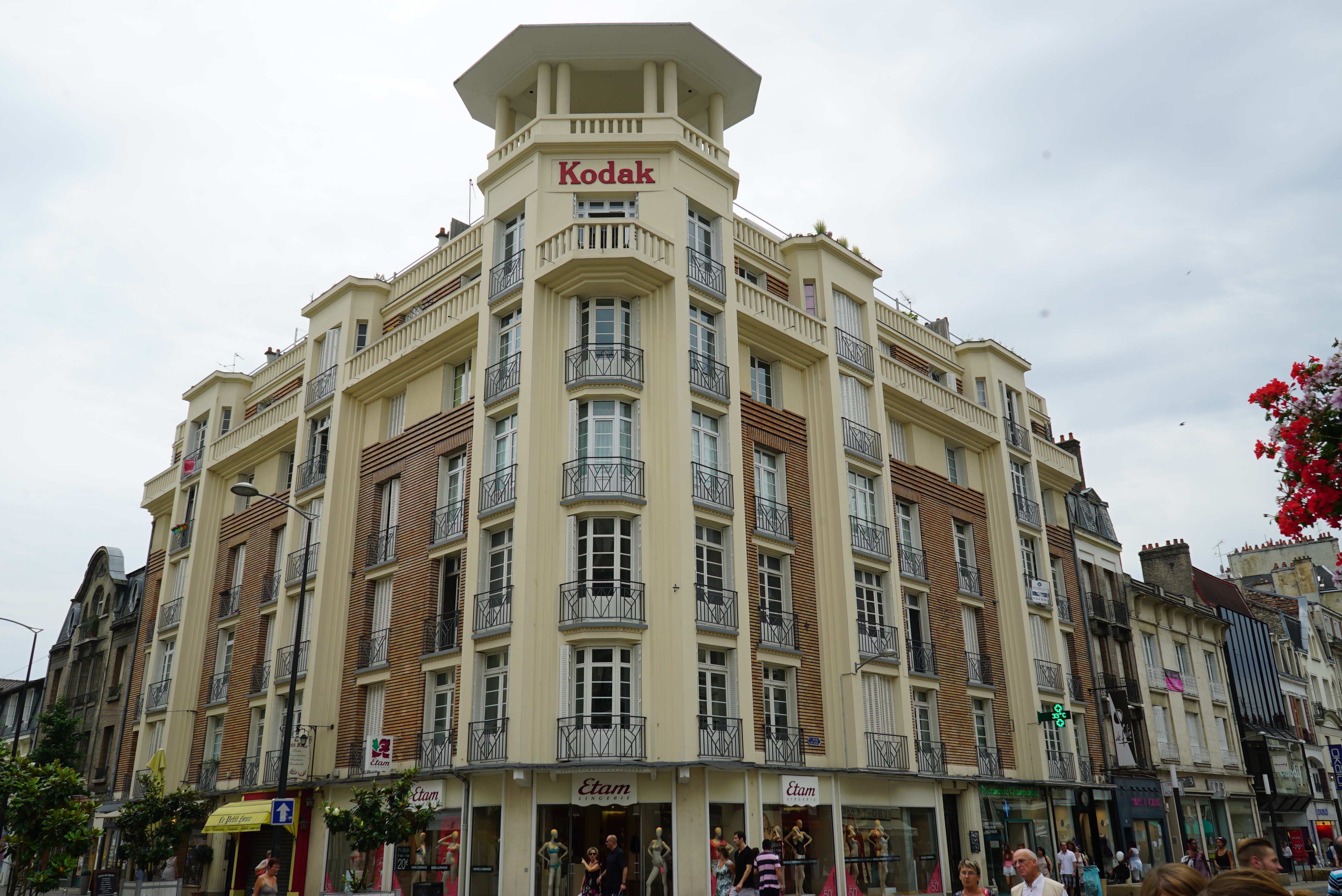
Immeuble 71, rue de Vesle à Reims, surnommé « Immeuble Kodak ».
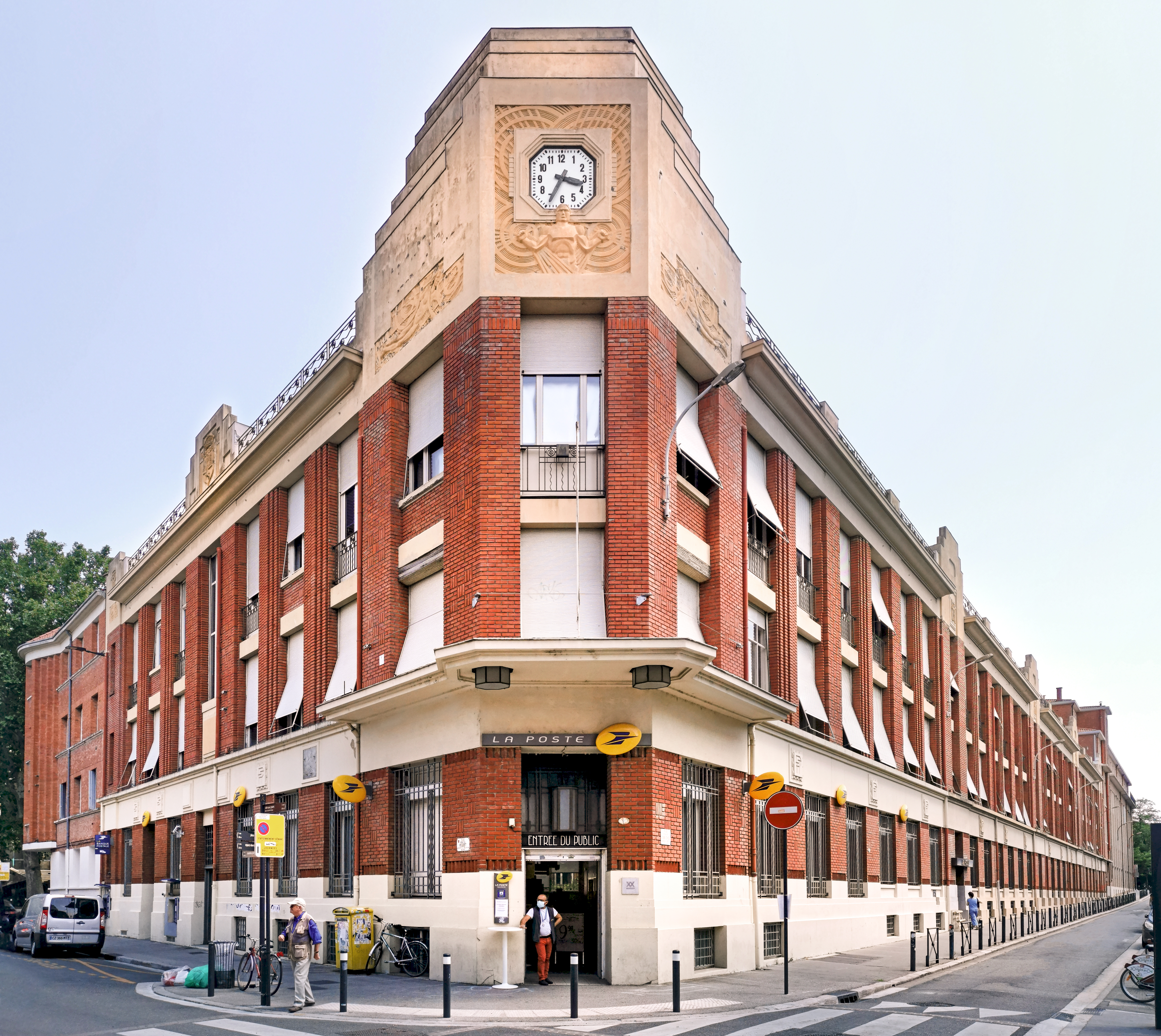
Poste du quartier Saint-Aubin de Toulouse.
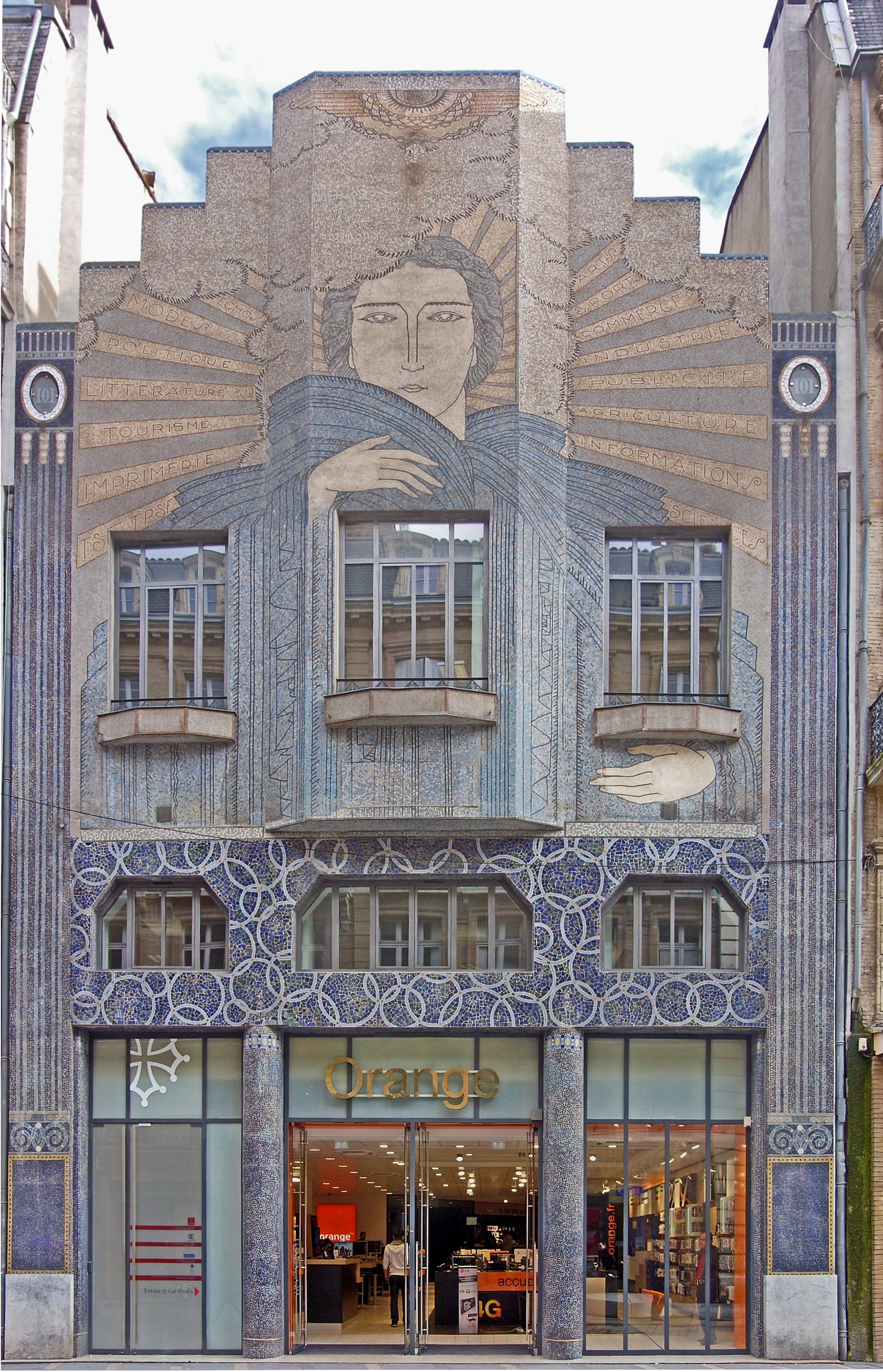
L'ancien siège de La Dépêche, Façade du 42 bis, rue Alsace-Lorraine à Toulouse.
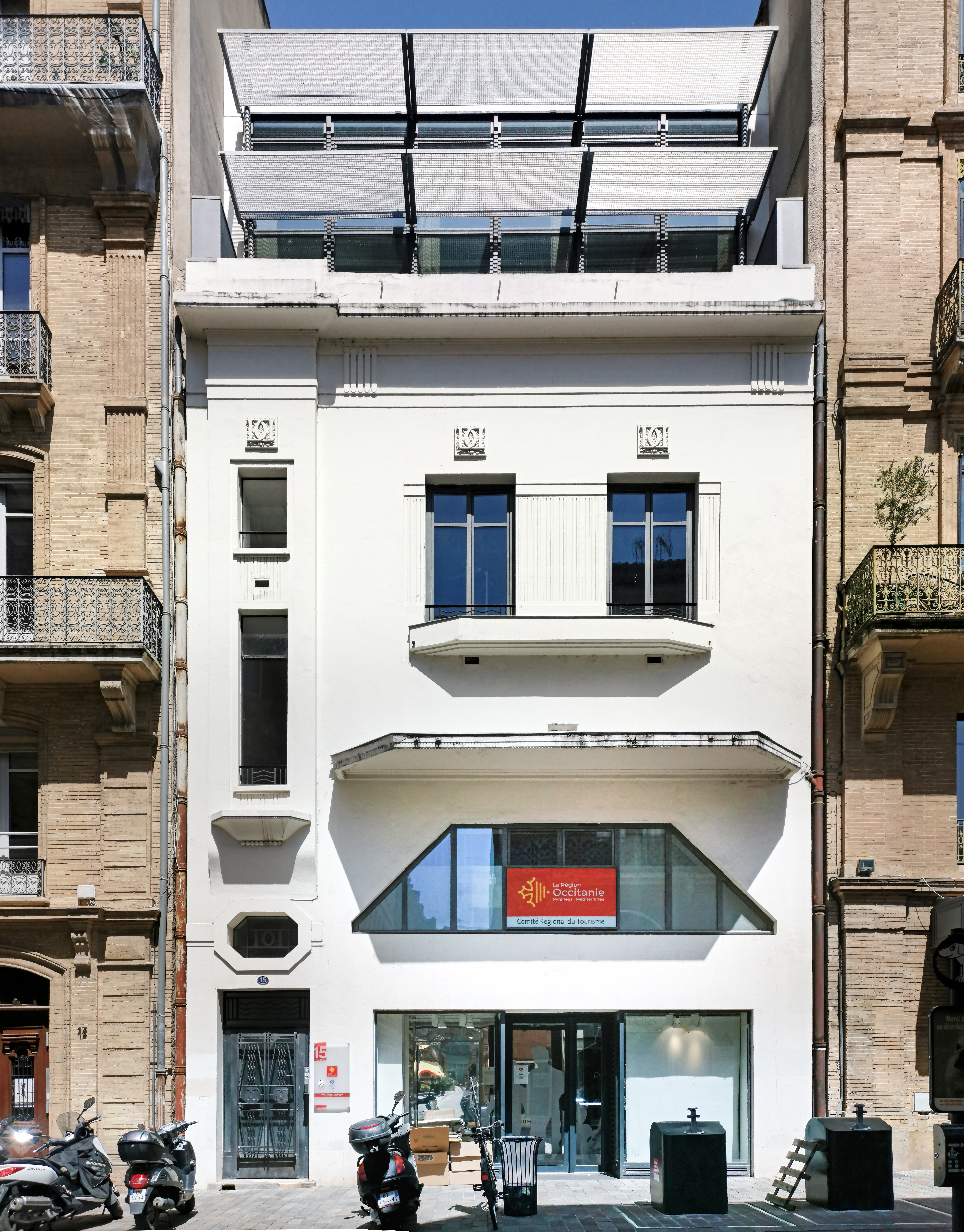
L'ancien siège de La Dépêche, Façade au 15, rue Rivals à Toulouse.
Façade de la bibliothèque d'étude et du patrimoine à Toulouse, en 2014.
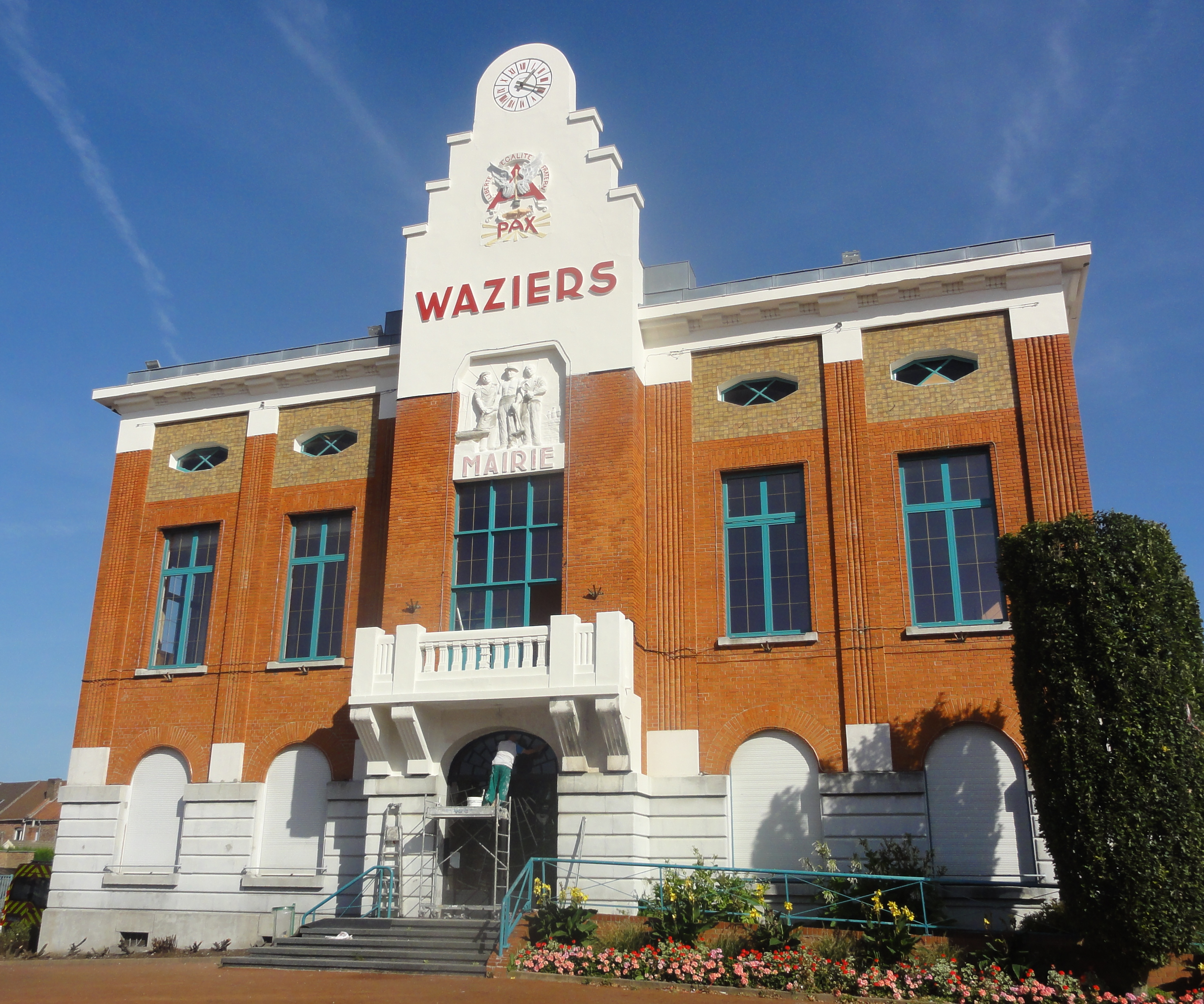
L'hôtel de ville de Waziers (Nord). Inauguré en 1933, ce bâtiment de l'architecte douaisien Jean Goniaux allie style Art déco et détails d'inspiration régionale (pignon à gradins).
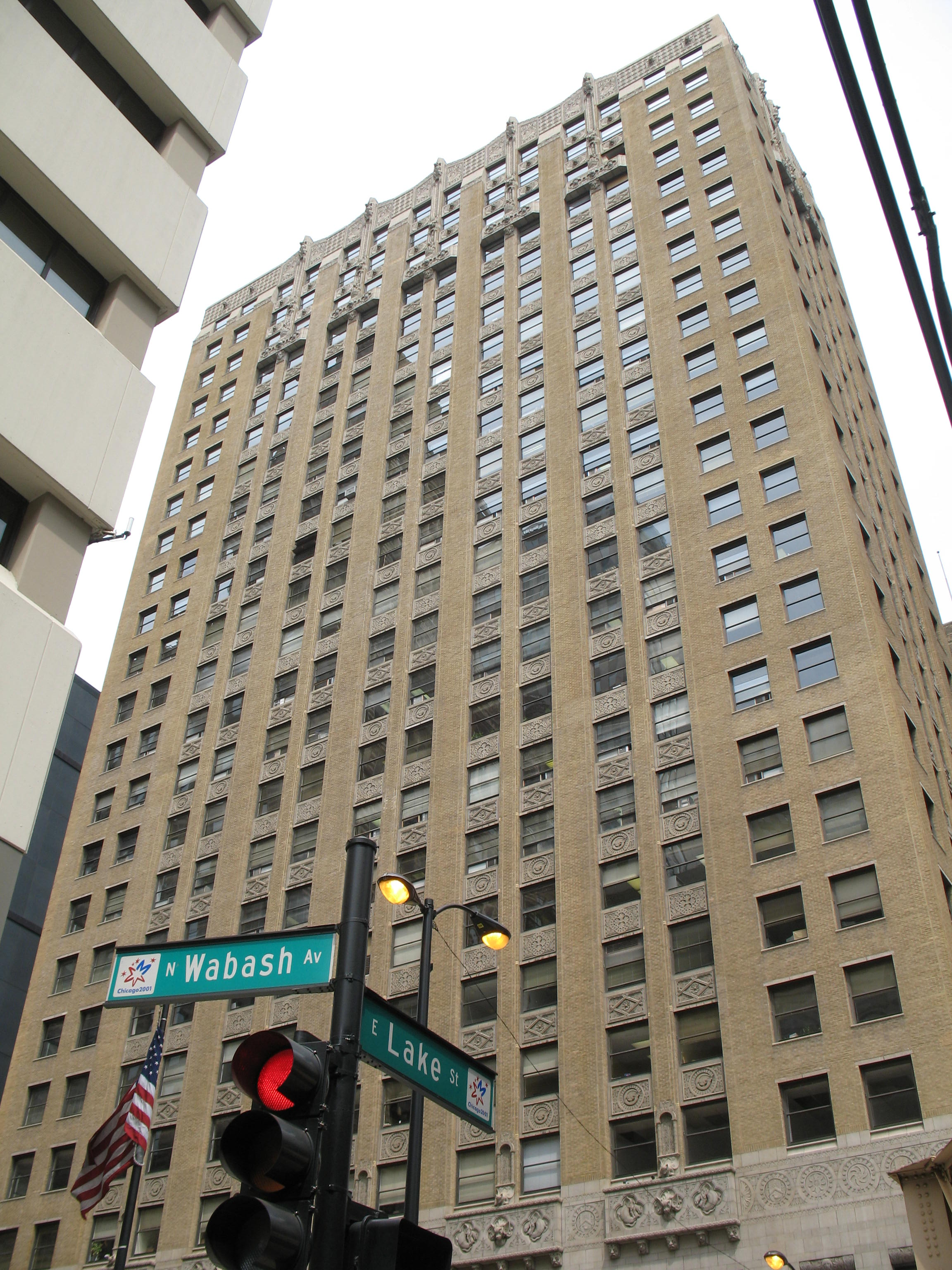
Old Dearborn Bank Building, Chicago (1928).
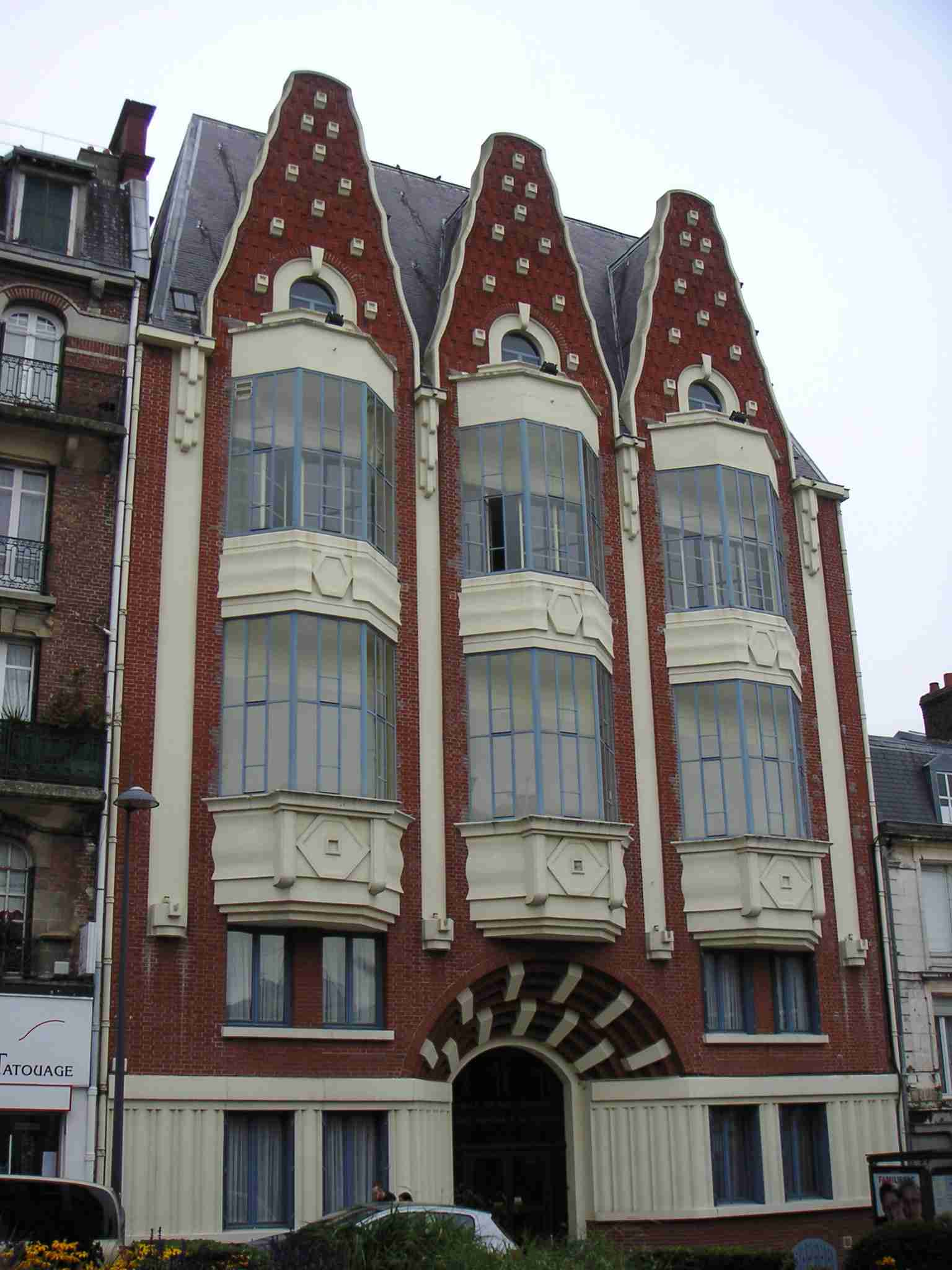
Bow-windows de l'École de musique de Saint-Quentin.